# Vitesse in het seizoen 2016/17
|               | Eredivisie | KNVB beker | Totaal |
| ------------- | ---------- | ---------- | ------ |
| Wedstrijden   | 34         | 6          | 40     |
| Gewonnen      | 15         | 6          | 21     |
| Gelijk        | 6          | 0          | 6      |
| Verloren      | 13         | 0          | 13     |
| Thuis         | 17         | 3          | 20     |
| Uit           | 17         | 3          | 20     |
| Gele kaarten  | 46         | 8          | 54     |
| 2× gele kaart | 2          | 0          | 2      |
| Rode kaarten  | 4          | 0          | 4      |
| Doelsaldo     | +11        | +17        | +28    |
| voor          | 51         | 21         | 72     |
| tegen         | 40         | 4          | 44     |
| ‘De Nul’      | 7          | 3          | 10     |

Vitesse kwam in het seizoen 2016/2017 voor het 28e seizoen op rij uit in de hoogste klasse van het betaald voetbal, de Eredivisie. Op de slotdag van de competitie vierde de club haar 125-jarig jubileum. Daarnaast nam het Arnhemse elftal deel aan het toernooi om de KNVB Beker waarin Vitesse zich na 27 jaar weer wist te plaatsen voor de bekerfinale. In deze finale op 30 april 2017 werd AZ met 2–0 verslagen, door twee doelpunten van Ricky van Wolfswinkel. Voor het eerst in het 125-jarig bestaan won Vitesse hiermee de KNVB Beker en werd een ticket voor de groepsfase van de UEFA Europa League verkregen. Een dag na de finale maakte de selectie een rondrit door Arnhem om vervolgens op De Grote Markt te worden gehuldigd door 20.000 supporters.
Het tweede elftal van de club, Jong Vitesse, kwam dit seizoen voor het eerst uit in de heropgerichte Tweede divisie. Halverwege het seizoen kreeg Jong Vitesse van de KNVB drie punten in mindering. De reden hiervoor was dat Jong Vitesse in de wedstrijd tegen BVV Barendrecht met 3 spelers uit het eerste elftal speelden, terwijl maximaal maar 2 zijn toegestaan. De wedstrijd werd door de KNVB ongeldig verklaard en moest daarom worden overgespeeld. Jong Vitesse eindigde uiteindelijk op de zeventiende plaats en degradeerde daardoor naar de Derde divisie.

## Voorbereiding

### April
- Op 13 april startte de seizoenkaartverlenging voor het seizoen 2016/17 waarbij Vitesse bekendmaakte dat de capaciteit van GelreDome met ingang van het nieuwe seizoen zou worden teruggebracht van 25.500 naar 21.248 plaatsen.[1]

### Mei
- Op 8 mei werd na het laatste officiële duel van het seizoen 2015/16 bekendgemaakt dat Rob Maas zijn functie aan het einde van het seizoen zou neerleggen, samenvallend met het einde van zijn contract.[3] Vitesse ging dus op zoek naar een nieuwe hoofdtrainer.
- Op 13 mei tekende Navarone Foor een vierjarig contract.[4] De speler kwam transfervrij over van NEC nadat zijn contract afliep.
- Op 19 mei werd bekendgemaakt dat Mitchell van Bergen, Jeroen Houwen, Julian Lelieveld en Thomas Oude Kotte in het seizoen 2016/17 zullen aansluiten bij het eerste elftal; daarnaast blijft ook Yuning Zhang bij de selectie.[5] Theo Janssen wordt vanaf komend seizoen assistent-trainer bij Jong Vitesse. Ook heeft John Lammers, trainer van Jong Vitesse, zijn contract met één seizoen verlengd.
- Na de competitie werden Qazaishvili (Georgië), Kasjia (Georgië), Rashica (Albanië), Zhang (China), Room (Curaçao), Nakamba (Zimbabwe) en Baker (Engeland O21) opgeroepen voor verschillende internationale wedstrijden met de nationale selectie.

### Juni
- Op 8 juni werd bekendgemaakt dat Arsjak Korjan zijn contract heeft verlengd tot 2017 en zal aansluiten bij het eerste elftal.[6]
- Op 9 juni werd bekendgemaakt dat Nathan Allan de Souza voor een tweede seizoen op rij gehuurd wordt van Chelsea en dat Gerry Hamstra per 1 juli overstapt naar SC Heerenveen, waar hij technisch manager wordt.[7]
- Op 13 juni trad Henk Fraser aan als nieuwe hoofdtrainer voor de duur van twee seizoenen.[8]
- Op 20 juni maakte Vitesse bekend dat Renato Ibarra na vijf seizoenen in Arnhem vertrekt naar Club América.[9] Daarnaast werd Edward Sturing aangesteld als assistent-trainer, waarbij hij drie jaar langer aan Vitesse verbonden blijft.[10]
- Op 24 juni maakte Vitesse bekend dat Lewis Baker voor een tweede seizoen op rij gehuurd wordt van Chelsea.[11]
- Op zondag 26 juni vond de eerste training van het seizoen 2016/17 plaats en werd het nieuwe thuistenue voor het nieuwe seizoen gepresenteerd. De volledige selectie nam deel aan de training, bestaande uit keepers Houwen en Room, verdedigers Diks, Kasjia, Kruiswijk, Leerdam, Lelieveld, Ōta, Oude Kotte en Van der Werff, middenvelders Baker, Foor, Nakamba, Osman, Qazaishvili en Yeini en aanvallers Van Bergen, Dauda, Korjan, Nathan, Rashica en Zhang. Door onweer was de training slechts van korte duur.

### Juli
- Op 2 juli won Vitesse een oefenwedstrijd tegen FK Sjachtar Donetsk met 2–0. De doelpunten werden gemaakt door Zhang en Van Bergen.
- Op 4 juli startte het seizoen voor Jong Vitesse officieel met de eerste training op Papendal.
- Op 6 juli werd de transfer van Kevin Diks naar Fiorentina afgerond.[12]
- Op 7 juli werd Julian Lelieveld definitief geselecteerd voor Oranje onder 19 voor het EK onder 19.[13]
- Op 9 juli verloor Vitesse een oefenwedstrijd tegen KV Oostende met 2–3. De Vitesse-doelpunten werden gemaakt door Ōta en Zhang.
- Op 11 juli vertrok Vitesse naar Maribor in Slovenië voor een trainingskamp tot en met 17 juli. Naast de spelers van het eerste elftal reisden ook testspeler Michael Tørnes en een drietal jeugdspelers mee: Thomas Buitink, Lassana Faye en Leeroy Schorea.[14] De staf van het elftal werd bij de start van het trainingskamp aangevuld met Andy Myers; hij sloot aan als assistent-trainer.[15]
- Op 16 juli won Vitesse een oefenwedstrijd tegen Roebin Kazan met 2–1. De Vitesse-doelpunten werden gemaakt door Zhang en Rashica. Jong Vitesse verloor een oefenwedstrijd op Papendal tegen Al-Taawon FC met 0–2.
- Op 19 juli won Jong Vitesse een oefenwedstrijd tegen Bruse Boys met 1–7, waarbij de Vitesse-doelpunten werden gemaakt door Buitink, Ten Thije, Van Dijk, Daniel, Berden en Calor
- Op 21 juli verloor Vitesse een oefenwedstrijd tegen West Bromwich Albion FC met 1–2, waarbij het Vitesse-doelpunt werd gemaakt door Nathan. De wedstrijd was onderdeel van het FOX Sports Tournament in GelreDome. Jong Vitesse won een oefenwedstrijd tegen v.v. Goes met 3–5, waarbij de Vitesse-doelpunten werden gemaakt door Schuurman, Mercan en Ten Thije.
- Op 23 juli verloor Vitesse een oefenwedstrijd tegen FC Porto met 1–2, waarbij het Vitesse-doelpunt werd gemaakt door Baker. De wedstrijd was onderdeel van het FOX Sports Tournament in GelreDome.
- Op 26 juli vond er een Supportersdag op Papendal plaats.[16] Eerder op de dag sloten testspelers Michael Tørnes en Hamza Barry aan bij de training van de selectie; voor Tørnes ontbrak alleen nog toestemming van zijn oude werkgever om een transfer af te ronden.[17][18] Jong Vitesse won een oefenwedstrijd tegen Achilles '29 met 3–2. De Vitesse-doelpunten werden gemaakt door Thomas Oude Kotte en Koreniuk. Ook maakte Vitesse bekend dat Edwin Petersen de nieuwe hoofd jeugdopleiding is van de club. Petersen komt over van de KNVB en tekent voor drie jaar in Arnhem.
- Op 27 juli tekende doelman Michael Tørnes een contract voor twee seizoenen.[19]
- Op 28 juli keerde Ricky van Wolfswinkel terug bij Vitesse; hij tekende een contract voor drie seizoenen.[20] Eerder op deze dag werd het contract van technisch directeur Mo Allach verlengd tot medio 2018 en van Jong Vitesse speler Jesse Schuurman; voor twee seizoenen.[21]
- Op 30 juli verloor Vitesse een oefenwedstrijd uit tegen Newcastle United FC met 3–2. De Vitesse-doelpunten werden gemaakt door Nathan en Kasjia. Ook Jong Vitesse verloor haar oefenwedstrijd thuis tegen Chelsea FC O21 met 2–3. De Vitesse-doelpunten werden gemaakt door Daniel en Barry.

### Augustus
- Op 5 augustus werd bekend dat Hamza Barry geen contract kreeg na zijn proefperiode.[22]

## Competitieseizoen

### Augustus
- Op 6 augustus won Vitesse in de eerste speelronde uit met 1–4 van Willem II. De Vitesse-doelpunten werden gemaakt door Nathan (2x), Van Wolfswinkel en Qazaishvili. De wedstrijd is het debuut van Arsjak Korjan. Jong Vitesse won een oefenwedstrijd uit tegen SC Genemuiden met 0–5. De Vitesse-doelpunten werden gemaakt door Dauda en Koreniuk.
- Op 13 augustus verloor Vitesse de eerste thuiswedstrijd met 1–2 van ADO Den Haag. Het Vitesse-doelpunt werd gemaakt door Van Wolfswinkel. Jong Vitesse verloor ook in de eerste speelronde uit met 1–2 van FC Lienden. Het Vitesse-doelpunt werd gemaakt door Korjan. Jovi Munter viel in de wedstrijd geblesseerd uit en is naar verwachting negen tot twaalf maanden uit de roulatie.
- Op 20 augustus won Vitesse uit van Roda JC Kerkrade met 0–1 door een doelpunt van Baker.
- Op 22 augustus verloor Jong Vitesse thuis met 1–3 van Jong FC Twente. Het Vitesse-doelpunt werd gemaakt door Koreniuk. De wedstrijd is het debuut van Michael Tørnes bij het tweede elftal.
- Op 26 augustus speelde Vitesse thuis tegen FC Utrecht gelijk met 1–1. Het Vitesse-doelpunt werd gemaakt door Van Wolfswinkel.
- Op 27 augustus vond de loting voor de eerste ronde van de KNVB Beker plaats, waarbij Vitesse een uitwedstrijd tegen ASV De Dijk lootte.
- Op 22 augustus won Jong Vitesse thuis met 4–2 van AFC. De Vitesse-doelpunten werden gemaakt door Buitink en Korjan. Buitink was met zijn 16 jaar en 75 dagen, op dat moment, de jongste doelpuntenmaker in de Tweede Divisie.
- Op 30 augustus maakte Vitesse bekend dat Adnane Tighadouini voor één seizoen werd gehuurd van Málaga CF, met een optie tot koop.[23]
- Op 31 augustus werd Valeri Qazaishvili voor de rest van het seizoen verhuurd aan Legia Warschau.[24]

### September
- Op 1 september maakte Vitesse bekend dat Matt Miazga voor één seizoen gehuurd werd van Chelsea, op de valreep van de transferdeadline.[25] Ook werden van Bergen (Nederlands elftal O19), Lelieveld (Nederlands elftal O20), Kasjia (Georgië), Rashica (Kosovo), Zhang (China), Room (Curaçao), Nakamba (Zimbabwe), Korjan (Rusland O21), Ota (Japan), Yeini (Israël) en Baker (Engeland O21) opgeroepen voor verschillende interland wedstrijden.
- Op 3 september verloor Jong Vitesse uit met 3–1 van VVSB. Het Vitesse-doelpunt werd gemaakt door Koreniuk. De wedstrijd is het debuut van Navarone Foor bij het tweede elftal.
- Op 10 september speelt Jong Vitesse gelijk met 2–2 tegen SV Spakenburg. De Vitesse-doelpunten werden gemaakt door Koreniuk en Osman.
- Op 11 september verloor Vitesse uit van Ajax met 1–0. De wedstrijd is het officiële debuut van Navarone Foor bij de Arnhemse hoofdmacht. In het kader van 60 jaar Eredivisie in 2016, verrichten clubiconen in deze speelronde de aftrap van de eredivisiewedstrijden. Bij de uitwedstrijd van Vitesse tegen Ajax werd Bennie Hofs namens de Arnhemmers naar voren geschoven.
- Op 15 september werd de officiële elftalfoto gemaakt voor de ingang van de trainingsaccommodatie op Papendal.
- Op 17 september won Vitesse het Airborne-duel thuis tegen Go Ahead Eagles met 2–0 door doelpunten van Van Wolfswinkel en Baker.
- Op 18 september won Jong Vitesse met 1–5 tegen VV UNA. De Vitesse-doelpunten werden gemaakt door Koreniuk, Dauda en Korjan.
- Op 22 september won Vitesse uit van ASV De Dijk in de eerste ronde van de KNVB Beker met 2–7. De Vitesse-doelpunten werden gemaakt door Tighadouini (2x), Baker, Leerdam, Van Wolfswinkel, Rashica en Korjan. De wedstrijd is het debuut van Matt Miazga. Na de wedstrijd vond de loting voor de tweede ronde van de KNVB Beker plaats waarbij Vitesse een thuiswedstrijd tegen RKC Waalwijk lootte.
- Op 24 september won Jong Vitesse met 4–1 tegen GVVV. De Vitesse-doelpunten werden gemaakt door Koreniuk, Mercan en Dauda.
- Op 25 september verloor Vitesse uit van FC Twente met 2–1. Het Vitesse-doelpunt werd gemaakt door Baker.

### Oktober
- Op 1 oktober won Vitesse thuis van FC Groningen met 2–1. De Vitesse-doelpunten werden gemaakt door Baker en Leerdam. In verband met een onweersbui werd de wedstrijd tijdelijk gestaakt; het dak van GelreDome was open, omdat de temperatuur redelijk was.
- Op 2 oktober verloor Jong Vitesse uit van Jong AZ met 5–0.
- Tussen 5 en 11 oktober werden van Bergen (Nederlands elftal O19), Lelieveld (Nederlands elftal O20), Kasjia (Georgië), Rashica (Kosovo), Zhang (China), Room (Curaçao), Ota (Japan) en Baker (Engeland O21) opgeroepen voor verschillende interland wedstrijden.
- Op 10 oktober won Jong Vitesse thuis tegen Jong Sparta met 4–3. De Vitesse-doelpunten werden gemaakt door Daniel, Koreniuk en Korjan.
- Op 15 oktober speelde Vitesse uit tegen AZ met 2–2 gelijk. De Vitesse-doelpunten werden gemaakt door Baker en Van Wolfswinkel.
- Op 16 oktober won Jong Vitesse uit tegen SV TEC met 1–2. De Vitesse-doelpunten werden gemaakt door Daniel en Korjan.
- Op 23 oktober 2016 speelde Vitesse de Gelderse Derby uit tegen NEC met 1–1 gelijk. Oud-NEC-speler Navarone Foor opende de score namens Vitesse.
- Op 26 oktober won Vitesse thuis van RKC Waalwijk met 4–1 in de tweede ronde van de KNVB Beker. De Vitesse-doelpunten werden gemaakt door Zhang, Baker, Nakamba en Nathan.
- Op 27 oktober vond de loting voor de achtste finale van de KNVB Beker plaats, waarbij Vitesse een thuiswedstrijd tegen CVV De Jodan Boys lootte.
- Op 29 oktober verloor Vitesse thuis van PSV met 0–2. Jong Vitesse verloor uit tegen Kozakken Boys met 1–3. Het enige Vitesse-doelpunt werd gemaakt door Dauda.

### November
- Op 5 november verloor Jong Vitesse uit tegen HHC Hardenberg met 1–2. Het Vitesse-doelpunten werd gemaakt door Daniel.
- Op 6 november verloor Vitesse thuis van Heracles Almelo met 1–2. Het Vitesse-doelpunt werd gemaakt door Van Wolfswinkel.
- In de week van 7 t/m 13 november werden Lelieveld (Nederlands elftal O20), Kasjia (Georgië), Rashica (Kosovo), Zhang (China), Room (Curaçao) en Baker (Engeland O21) opgeroepen voor verschillende interland wedstrijden.
- Op 12 november speelde Jong Vitesse thuis tegen BVV Barendrecht met 4–4 gelijk. De Vitesse-doelpunten werden gemaakt door Dauda en Nathan.
- Op 19 november speelde Vitesse uit tegen sc Heerenveen met 1–1 gelijk. Het Vitesse-doelpunt werd gemaakt door Baker.
- Op 20 november won Jong Vitesse thuis tegen Koninklijke HFC met 2–0. De Vitesse-doelpunten werden gemaakt door Koreniuk en Korjan.
- Op 26 november speelde Vitesse thuis tegen Excelsior met 2–2 gelijk. De Vitesse-doelpunten werden gemaakt door Van Wolfswinkel en Tighadouini. Jong Vitesse verloor uit tegen v.v. Katwijk met 3–0.
- Op 29 november werd de wedstrijd Jong Vitesse – BVV Barendrecht van 12 november 2016 (4–4) door de KNVB ongeldig verklaard. Vitesse kreeg tevens 3 punten aftrek. De reden hiervoor was dat Jong Vitesse de wedstrijd met 3 spelers uit het eerste elftal speelde, terwijl maximaal maar 2 zijn toegestaan.

### December
- Op 3 december won Vitesse thuis van PEC Zwolle met 3–1. De Vitesse-doelpunten werden gemaakt door Baker, Zhang en Nathan. Jong Vitesse verloor op Papendal tegen Excelsior Maassluis met 0–2.
- Op 11 december won Vitesse uit van Sparta Rotterdam met 0–1. Het Vitesse-doelpunt werd gemaakt door Van Wolfswinkel. Jong Vitesse verloor uit tegen De Treffers met 3–2. De Vitesse-doelpunten werden gemaakt door Osman en Mercan.
- Op 14 december won Vitesse thuis van CVV De Jodan Boys met 4–0 in de achtste finale van de KNVB Beker. De doelpunten werden gemaakt door Miazga, Tighadouini, Baker en Rashica. De wedstrijd was het debuut van Michael Tørnes en Lassana Faye.
- Op 15 december lootte Vitesse een thuiswedstrijd tegen Feyenoord voor de kwartfinale van de KNVB Beker eind januari. Ook maakte Vitesse bekend dat Wouter Dronkers, doelman van Jong Vitesse, na deze zomer de club gaat verlaten om te studeren aan de Harvard Universiteit in Amerika.
- Op 17 december verloor Vitesse uit van Feyenoord met 3–1 en gaat als nummer acht van de Eredivisie de winterstop in. Het Vitesse-doelpunt werd gemaakt door Tighadouini.
- Op 18 december won Jong Vitesse thuis tegen FC Lienden met 2–1 en gaat als nummer veertien van de Tweede Divisie de winterstop in. De Vitesse-doelpunten werden gemaakt door Van Bergen en Koreniuk.
- Van 19 december 2016 t/m 12 januari 2017 is er een winterstop van de Eredivisie.
- Op 21 december zijn Kees Bakker en Bert Roetert onderscheiden als Gouden Vitessenaren. Beide heren bekleedde jaren diverse bestuurlijke functies binnen Vitesse.

### Januari
- Van 2 t/m 7 januari verbleef de selectie in Orihuela-Costa (Alicante) voor een trainingskamp. De selectie werd aangevuld met Wouter Dronkers, Lassana Faye, Julian Calor en Kai Koreniuk. Afwezig zijn Marvelous Nakamba vanwege de Africa Cup, Abiola Dauda en Kōsuke Ōta vanwege een mogelijke transfer en Thomas Oude Kotte bleef bij de beloften vanwege een persoonlijk ontwikkelplan.
- Op 3 januari verliet Nathan het trainingskamp vanwege een knieblessure.
- Op 6 januari speelde Vitesse een oefenwedstrijd tegen SC Cambuur met 0–0 gelijk. Op dezelfde dag maakte Vitesse bekend dat Kōsuke Ōta terugkeert naar zijn oude club FC Tokyo.[26] Mogelijk zal Ōta worden vervangen door Alexander Büttner waarmee sinds het einde van december onderhandelingen liepen.[27]
- Op 9 januari verliet Abiola Dauda Vitesse per direct voor het Griekse Atromitos FC.[28] Ook bestaat Vitesse over 125 dagen 125 jaar en geeft de club daarom als start van de jubileumfestiviteiten 125 verjaardagstaarten weg.[29]
- Yevgeny Merkel werd op 12 januari de nieuwe voorzitter van de Raad van Commissarissen (RvC) van Vitesse; tevens trad Gerrit Breeman als lid toe tot de RvC. Ook nam Breeman de rol als nieuwe voorzitter van de Stichtingbestuur Vitesse-Arnhem over van Kees Bakker.
- Op 15 januari won Vitesse een thuiswedstrijd tegen FC Twente met 3–1. De Vitesse-doelpunten werden gemaakt door Baker, Van Wolfswinkel en Rashica.
- Op 16 januari won Jong Vitesse uit tegen Jong FC Twente met 1–5. De Vitesse-doelpunten werden gemaakt door Koreniuk, Korjan en Zhang. Eerder op de dag keerde Alexander Büttner terug bij Vitesse; hij tekende een contract tot medio 2019.[30] Ook maakte Vitesse bekend dat Theo Janssen per direct trainer wordt van Vitesse O16. Ruud Knol bewandelt de omgekeerde weg en wordt assistent-trainer bij Jong Vitesse.
- Op 21 januari speelde Vitesse uit tegen FC Groningen met 1–1 gelijk. Leerdam maakte een eigen doelpunt en Foor maakte gelijk. De wedstrijd is het debuut van jeugdspeler Julian Calor.
- Op 22 januari werd de wedstrijd van Jong Vitesse uit tegen AFC afgelast. Het veld in Amsterdam was onbespeelbaar in verband met de sneeuw.
- Op 26 januari won Vitesse de kwartfinale van de KNVB Beker thuis tegen Feyenoord met 2–0. De doelpunten werden gemaakt door Kasjia en Tighadouini. Voorafgaand aan de wedstrijd maakte Vitesse bekend dat Sheran Yeini per direct is vertrokken naar Maccabi Tel Aviv FC en dat bedrijf SWOOP de nieuwe mouwsponsor is van Vitesse. Na de bekerwedstrijd vond de loting voor de halve finale van de KNVB Beker plaats waarbij Nicky Hofs voor Vitesse een uitwedstrijd tegen Sparta lootte.[31]
- Op 27 januari maakte Vitesse bekend dat het contract van Mitchell van Bergen is verlengd tot medio 2020.[32]
- Op 28 januari verloor Jong Vitesse thuis tegen VV UNA met 2–3. De Vitesse-doelpunten werden gemaakt door Mercan en Büttner. De wedstrijd is het debuut van Büttner, Bencze en Najah, die al geruime tijd meetraint, bij het tweede elftal.
- Op 29 januari won Vitesse een thuiswedstrijd tegen AZ met 2–1. De doelpunten werden gemaakt door Baker en Nathan. Vitesse boekt na de winst zijn 250e thuisoverwinning in de Eredivisie. Voorafgaand aan de wedstrijd maakte Vitesse bekend dat ze middenvelder Mukhtar Ali per direct huren van Chelsea FC tot het einde van het seizoen.[33]
- Op 31 januari, de laatste dag van de winterse transferperiode, maakte Vitesse bekend dat ze Kevin Diks per direct voor de rest van het seizoen huren van Fiorentina.[34] Daarmee keert de vierde Vitessenaar terug op het oude nest dit seizoen.

### Februari
- Op 3 februari won Vitesse een uitwedstrijd van ADO Den Haag met 0–2. De doelpunten werden gemaakt door Tighadouini en Van Wolfswinkel.
- Op 4 februari speelde Jong Vitesse uit tegen SV Spakenburg met 2–2 gelijk. De Vitesse-doelpunten werden gemaakt door Büttner en Daniel. De wedstrijd is het debuut van Diks bij de Arnhemmers.
- Op 6 februari maakte Vitesse bekend dat Imad Najah een contract heeft afgedwongen tot het einde van het seizoen. Najah sluit aan bij de selectie van Jong Vitesse.
- Op 11 februari verloor Vitesse een thuiswedstrijd van Willem II met 0–2. Diks maakte zijn rentree in de basis en Kasjia speelde zijn 200e wedstrijd voor Vitesse in de Eredivisie.
- Op 12 februari werd de wedstrijd tussen Jong Vitesse en SV TEC afgelast. Door sneeuwval was het veld op Papendal niet bespeelbaar.
- Op 14 februari verloor Jong Vitesse een oefenwedstrijd tegen de reserves van FC Eindhoven met 3–2. De Vitesse-doelpunten werden gemaakt door Quincy Kluivert (op proef) en Grotenbreg.
- Op 19 februari verloor Vitesse een thuiswedstrijd van Ajax met 0–1. De wedstrijd was het debuut van Mukhtar Ali en de rentree van Alexander Büttner; Eloy Room stopte voor het eerst een strafschop.[35]
- Op 20 februari verloor Jong Vitesse een uitwedstrijd tegen Jong Sparta met 2–1. Het Vitesse-doelpunt werd gemaakt door Büttner.
- Op 23 februari stond opnieuw een thuiswedstrijd van Jong Vitesse tegen BVV Barendrecht gepland. De wedstrijd van 12 november 2016 (4–4) werd door de KNVB ongeldig verklaard. Uiteindelijk werd deze wedstrijd ook afgelast in verband met de verwachte weersomstandigheden van die dag.
- Op 26 februari won Vitesse een uitwedstrijd tegen Go Ahead Eagles met 1–3. De Vitesse-doelpunten werden gemaakt door Van Wolfswinkel, Foor en Rashica. Ook Jong Vitesse won een uitwedstrijd, tegen AFC werd het 2–6. De Vitesse-doelpunten werden gemaakt door Acheffay (2x), Fortes, Osman, Agrafiotis en Calor.

### Maart

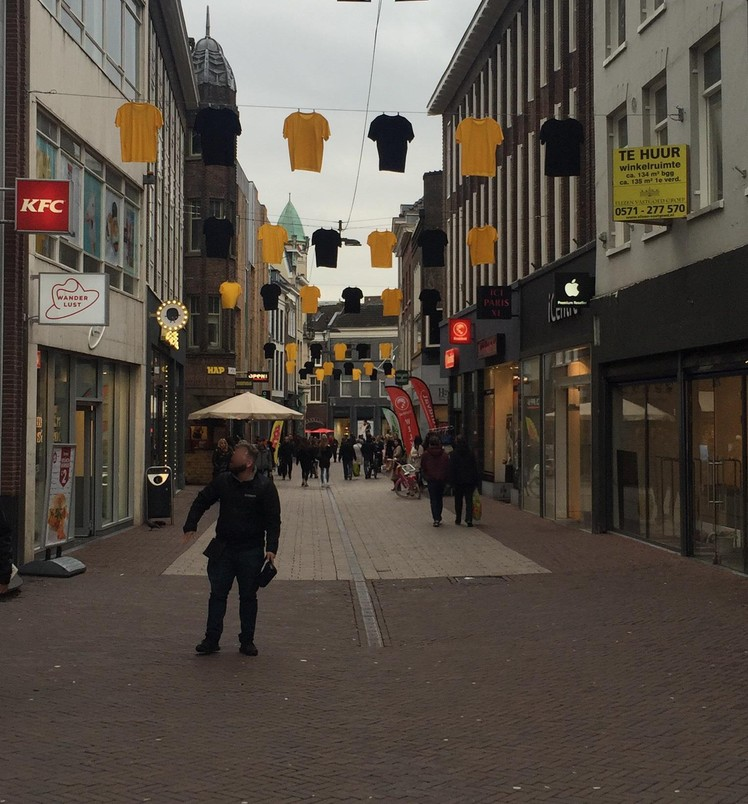
Geel en zwart boven de Roggestraat in het hart van de Arnhemse binnenstad.

- Op 1 maart won Vitesse de halve finale om de KNVB Beker in een uitwedstrijd tegen Sparta Rotterdam met 1–2. Baker scoorde tweemaal voor Vitesse en Kasjia maakte een eigen doelpunt.
- Op 4 maart verloor Vitesse een uitwedstrijd tegen PEC Zwolle met 3–1. Het Vitesse-doelpunt werd gemaakt door Van Wolfswinkel.
- Op 5 maart verloor Jong Vitesse een uitwedstrijd tegen Koninklijke HFC met 3–1. Het Vitesse-doelpunt werd gemaakt door Osman.
- Op 6 maart werd de gehele Arnhemse binnenstad geel en zwart gekleurd. Dit gebeurde vanwege het 125-jarige bestaan en het bereiken van de bekerfinale. Boven een aantal grote straten en pleinen hangen honderden shirts in de clubkleuren.
- Op 9 maart 2017 maakte Vitesse bekend dat Nicky Hofs rest van het seizoen Remco van der Schaaf vervangt als trainer van Vitesse O19.
- Op 10 maart won Vitesse een thuiswedstrijd tegen Sparta Rotterdam met 5–0. De Vitesse-doelpunten werden gemaakt door Van Wolfswinkel, Foor, Kruiswijk, Nakamba en Kasjia. Voor Kruiswijk was dit zijn eerste doelpunt in het betaald voetbal, na 25.318 speelminuten in de Eredivisie.[36]
- Op 11 maart verloor Jong Vitesse een thuiswedstrijd tegen VVSB met 0–4.
- Op 15 maart won Jong Vitesse een inhaalwedstrijd tegen SV TEC met 3–1. De Vitesse-doelpunten werden gemaakt door Najah, Osman en Oude Kotte. De wedstrijd werd op 12 februari afgelast door sneeuwval.
- Op 16 maart begon de kaartverkoop voor de finale om de KNVB Beker. Binnen een dag was het sfeervak en de eerste ring uitverkocht.[37]
- Op 18 maart zijn alle beschikbare kaarten voor de bekerfinale uitverkocht. Later op de dag verloor Vitesse een uitwedstrijd tegen PSV met 1–0. Jong Vitesse verloor uit tegen GVVV ook met 1–0.
- In de week van 20 t/m 26 maart werden Diks (Jong Oranje), van Bergen (Nederlands elftal O19), Kasjia (Georgië), Rashica (Kosovo), Zhang (China), Room (Curaçao) en Baker (Engeland O21) opgeroepen voor verschillende interland wedstrijden.
- Op 21 maart verloor Jong Vitesse een inhaalwedstrijd tegen BVV Barendrecht met 0-2. De wedstrijd van 12 november 2016 (4–4) tegen Barendrecht werd door de KNVB ongeldig verklaard en werd daarna op 23 februari afgelast door slechte weersomstandigheden.
- Op 26 maart speelde Jong Vitesse thuis tegen koploper Jong AZ met 2–2 gelijk. De Vitesse-doelpunten werden gemaakt door Büttner en Korjan.
- Op 31 maart maakte Vitesse bekend dat het contract van Yuning Zhang en Anil Mercan zijn verlengd tot medio 2018. Daarnaast werd het contract van Arsjak Korjan, Wouter Dronkers en Ewout Gouw formeel opgezegd.

### April

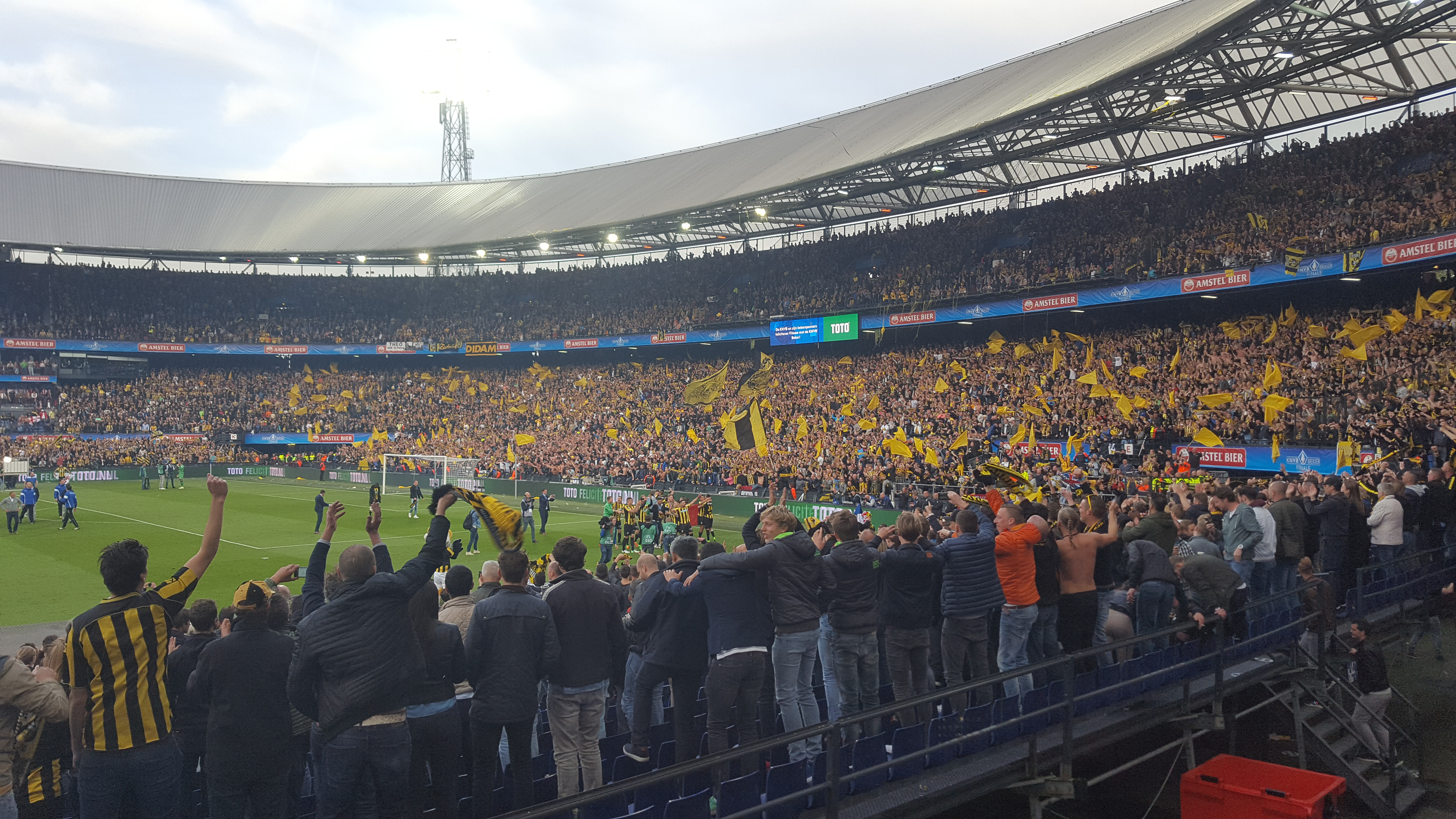
18.500 Vitesse-fans in De Kuip tijdens de KNVB Bekerfinale.

- Op 1 april verloor Jong Vitesse een uitwedstrijd tegen Kozakken Boys met 4–2. De Vitesse-doelpunten werden gemaakt door Daniel.
- Op 2 april won Vitesse een thuiswedstrijd tegen NEC met 2–1. De Vitesse-doelpunten werden gemaakt door Van Wolfswinkel.
- Op 3 april maakte Vitesse bekend dat er 1.500 extra kaarten in de verkoop gaan voor de bekerfinale in De Kuip.
- Op 4 april begon de extra kaartverkoop voor de finale om de KNVB Beker. Later op de dag waren alle beschikbare kaarten uitverkocht. In totaal gaan er ruim 18.000 Vitesse-supporters mee naar De Kuip in Rotterdam.
- Op 5 april won Vitesse een uitwedstrijd tegen Heracles Almelo met 0–1. Het doelpunt werd gemaakt door Foor.
- Op 8 april won Vitesse een thuiswedstrijd tegen sc Heerenveen met 4–2. De Vitesse-doelpunten werden gemaakt door Van Wolfswinkel (3x) en Foor. Ook Jong Vitesse won een thuiswedstrijd met 4–2, tegen HHC Hardenberg. De doelpunten werden gemaakt door Mercan (2x), Najah en Fortes.
- Op 10 april tekende Thomas Bruns een vierjarig contract.[38] De speler kwam transfervrij over van Heracles Almelo nadat zijn contract afliep.
- Op 15 april verloor Vitesse een uitwedstrijd tegen Excelsior met 1–0.
- Op 22 april verloor Jong Vitesse een uitwedstrijd tegen BVV Barendrecht met 3–1. Het Vitesse-doelpunt werd gemaakt door Osman.
- Op 23 april verloor Vitesse een thuiswedstrijd tegen Feyenoord met 0–2.
- Op 25 april maakte Vitesse bekend dat Dejan Čurović de beker uitreikt als de club de bekerfinale wint. Ook werd het nieuwe thuistenue voor het jubileumseizoen 2017/18 gepresenteerd. Het geel-zwarte shirt wordt tijdens de bekerfinale voor het eerst gedragen.
- Op 28 april vond de officiële persconferentie, in aanloop naar de bekerfinale, plaats bij de KNVB in Zeist. Hierbij waren Henk Fraser (trainer) en Goeram Kasjia (aanvoerder) namens Vitesse aanwezig. Later op de dag vond de laatste openbare training in GelreDome plaats.
- Op 29 april verloor Jong Vitesse een thuiswedstrijd tegen VV Katwijk met 1–2. Het doelpunt werd gemaakt door Daniel.
- Op 30 april won Vitesse de KNVB Beker door AZ met 0–2 te verslaan in De Kuip. De Vitesse-doelpunten werden gemaakt door Van Wolfswinkel. Door dit resultaat won de club voor het eerst in hun 125-jarig bestaan de KNVB Beker en verkreeg Vitesse met de bekerwinst een ticket voor de groepsfase van de UEFA Europa League.

### Mei
- Op 1 mei, een dag na de bekerfinale, maakte de selectie een rondrit door Arnhem, om vervolgens op De Grote Markt te worden gehuldigd door 20.000 Arnhemmers.
- Op 3 mei startte Vitesse de seizoenkaartverlenging voor het komende seizoen 2017/18.
- Op 6 mei verloor Jong Vitesse een uitwedstrijd tegen Excelsior Maassluis met 5–2. De Vitesse-doelpunten werden gemaakt door Mercan en Kusi. Doordat directe concurrenten SV Spakenburg en HHC Hardenberg wel wonnen is de achterstand 4 punten met nog één wedstrijd te gaan. Door dit resultaat degradeert Jong Vitesse naar de Derde divisie.
- Op 7 mei verloor Vitesse een uitwedstrijd tegen FC Utrecht met 1–0.
- Op 13 mei speelt Jong Vitesse gelijk met 2–2 in een thuiswedstrijd tegen De Treffers. De Vitesse-doelpunten werden gemaakt door Osman.
- Op 14 mei won Vitesse een thuiswedstrijd tegen Roda JC Kerkrade met 3–0; Vitesse sloot het seizoen daarmee af op de vijfde plaats. De Vitesse-doelpunten werden gemaakt door Van Wolfswinkel (2x) en Baker. Vitesse bestond deze dag exact 125 jaar en de wedstrijd stond daarom in het teken van dit jubileum. Na afloop van het duel maakte Vitesse bekend dat Arnold Kruiswijk zijn aflopend contract bij Vitesse heeft verlengt met twee jaar.

## Tenue

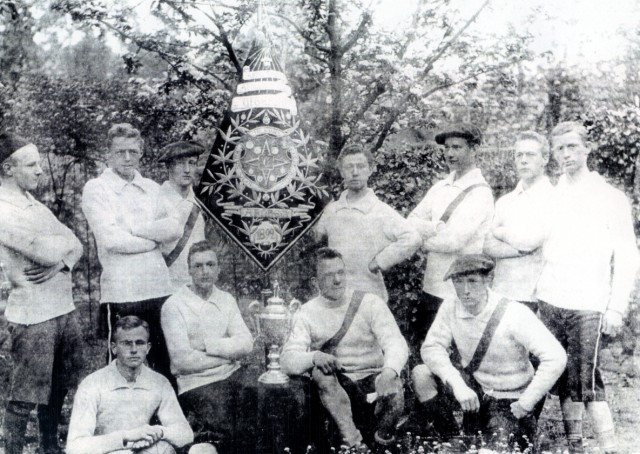
Vitesse met het vroegere blauw-witte tenue.

Vitesse speelt en traint in het seizoen 2016/'17 voor het derde seizoen op rij in kleding van Macron, met shirtsponsors Truphone (hoofdsponsor, voorop), Smipe (achterop) en DunoAir (broek). Vanaf de thuiswedstrijd tegen Feyenoord op 26 januari staat er ook een sponsor op de mouw: SWOOP.
Het thuis-tenue werd gepresenteerd bij de eerste training op 26 juni. Het uit-tenue werd voor het eerst getoond in de oefenwedstrijd tegen West Bromwich Albion FC op 21 juli.
In de thuiswedstrijd tegen FC Utrecht op 26 augustus 2016 speelde Vitesse eenmalig met maatschappelijk partner KWF Kankerbestrijding op de borst, in plaats van sponsor Truphone. De shirts werden geveild voor onderzoek naar alvleesklierkanker.
In de Airborne-duel op 17 september 2016 droeg het elftal een speciaal Airborne-tenue met een maroon-rood shirt en blauwe broek en sokken. De shirts werden geveild waarbij de opbrengst ten goede kwam aan toekomstige Airborne-activiteiten.
Bij de bekerfinale op 30 april 2017 werd het shirt van het komende seizoen 2017/18 gedragen, met zwarte broek en sokken.
In de thuiswedstrijd tegen Roda JC op 14 mei 2017 speelde Vitesse met het nieuwe uit-tenue van het komende seizoen 2017/18. Het speciale jubileumshirt heeft de Arnhemse kleuren wit en blauw, met zwarte broek en sokken.
| Thuis | Uit | Airborne | Bekerfinale | Jubileumshirt |  |

## Clubstatistieken seizoen 2016/17
Legenda:

Winst Gelijk Verlies

### Punten en stand per speelronde
| Speelronde            | 01 | 02 | 03 | 04 | 05 | 06 | 07 | 08 | 09 | 10 | 11 | 12 | 13 | 14 | 15 | 16 | 17 | 18 | 19 | 20 | 21 | 22 | 23 | 24 | 25 | 26 | 27 | 28 | 29 | 30 | 31 | 32 | 33 | 34 |
| --------------------- | -- | -- | -- | -- | -- | -- | -- | -- | -- | -- | -- | -- | -- | -- | -- | -- | -- | -- | -- | -- | -- | -- | -- | -- | -- | -- | -- | -- | -- | -- | -- | -- | -- | -- |
| Punten per speelronde | 3  | 0  | 3  | 1  | 0  | 3  | 0  | 3  | 1  | 1  | 0  | 0  | 1  | 1  | 3  | 3  | 0  | 3  | 1  | 3  | 3  | 0  | 0  | 3  | 0  | 3  | 0  | 3  | 3  | 3  | 0  | 0  | 0  | 3  |
| Punten na speelronde  | 3  | 3  | 6  | 7  | 7  | 10 | 10 | 13 | 14 | 15 | 15 | 15 | 16 | 17 | 20 | 23 | 23 | 26 | 27 | 30 | 33 | 33 | 33 | 36 | 36 | 39 | 39 | 42 | 45 | 48 | 48 | 48 | 48 | 51 |
| Stand na speelronde   | 2  | 7  | 4  | 5  | 8  | 6  | 7  | 6  | 6  | 7  | 7  | 9  | 8* | 8* | 8* | 8* | 8* | 7  | 7  | 7  | 6  | 7  | 8* | 7  | 8* | 5  | 7  | 5  | 5  | 5  | 5  | 6  | 6  | 5  |

| (Eind)stand | Kwalificatie voor                                 |
| ----------- | ------------------------------------------------- |
| 1e          | Groepsfase Champions League                       |
| 2e          | Derde voorronde Champions League                  |
| 3e          | Derde voorronde Europa League                     |
| 4e t/m 7e*  | Play-offs voor de tweede voorronde Europa League  |
|             | KNVB Beker winnaar, groepsfase Europa League      |
| 8e t/m 15e* | –                                                 |
| 16e & 17e   | Play-offs tegen degradatie naar de Eerste divisie |
| 18e         | Degradatie naar de Eerste divisie                 |

* Omdat FC Twente dit seizoen als straf geen kans heeft op Europees voetbal geeft plaats 8 ook deelname aan de Play-offs als FC Twente in de top 7 eindigt.

### Toeschouwersaantallen
| ADO    | AJA    | AZ     | EXC    | FEY    | GAE    | GRO    | HEE    | HER    | NEC    | PEC    | PSV    | RJC    | SPA    | TWE    | UTR    | WIL    | Gem.   | Totaal  |
| ------ | ------ | ------ | ------ | ------ | ------ | ------ | ------ | ------ | ------ | ------ | ------ | ------ | ------ | ------ | ------ | ------ | ------ | ------- |
| 11.615 | 20.016 | 14.183 | 14.328 | 17.522 | 14.170 | 15.055 | 21.128 | 13.743 | 16.654 | 14.173 | 18.452 | 19.876 | 13.852 | 15.194 | 12.105 | 14.879 | 15.703 | 266.945 |

## Staf eerste elftal 2016/17
Voorafgaand aan het seizoen vonden een aantal wijzigingen plaats in de staf van het eerste elftal:
- Henk Fraser werd aangesteld als nieuwe hoofdtrainer, als vervanger van Rob Maas.[8] Fraser tekende voor de duur van twee seizoenen.
- Assistent-trainer Jon Dahl Tomasson vertrok om assistent-trainer te worden van het Deens voetbalelftal.[40] Als vervanger werd Edward Sturing aangesteld; Sturing zal naast zijn hoofdtaak als assistent ook actief blijven in de jeugdopleiding.[10]
- Loop- en conditietrainer Terry Peters en videoanalist Erwin Koenis vertrokken voor een functie elders.[41] Als vervangers werden Jurgen Seegers en Kevin Balvers aangesteld.[42]
- Bij aanvang van het trainingskamp op 11 juli werd Andy Myers als tweede assistent-trainer aangesteld.[15] Hij tekende voor één seizoen.

Overzicht staf eerste elftal

|                    | Naam                 | Functie                                    | Contract tot |
| ------------------ | -------------------- | ------------------------------------------ | ------------ |
| Vlag van Nederland | Henk Fraser          | Hoofdtrainer / coach                       | 30 juni 2018 |
| Vlag van Nederland | Edward Sturing       | Assistent-trainer                          | 30 juni 2019 |
| Vlag van Engeland  | Andy Myers           | Assistent-trainer                          | 30 juni 2017 |
| Vlag van Nederland | Raimond van der Gouw | Keeperstrainer                             | 30 juni 2017 |
| Vlag van Nederland | Jurgen Seegers       | Fysiek trainer                             | 30 juni 2018 |
| Vlag van Nederland | Kevin Balvers        | Videoanalist                               | 30 juni 2018 |
| Vlag van Nederland | Pieter Sengkerij     | Clubarts                                   |              |
| Vlag van Nederland | Jos Kortekaas        | Coördinator medische staf / fysiotherapeut |              |
| Vlag van Nederland | Jesper Gabriëls      | Fysiotherapeut                             |              |
| Vlag van Nederland | Mirjam Clifford      | Teammanager                                |              |
| Vlag van Nederland | Frits Hartemink      | Materiaalman                               |              |
| Vlag van Nederland | Marco Kamphuis       | Materiaalman                               |              |
| Vlag van Nederland | Marco Rou            | Materiaalman                               |              |

## Selectie in het seizoen 2016/17
Tot de selectie 2016/17 worden alle spelers gerekend die gedurende (een deel van) het seizoen tot de selectie van het eerste elftal hebben behoord volgens Vitesse.nl, dus ook als ze bijvoorbeeld geen wedstrijd gespeeld hebben of tijdens het seizoen zijn vertrokken naar een andere club. De spelers van Jong Vitesse worden hier ook tot de selectie gerekend, als ze bij minimaal één officiële wedstrijd van het eerste elftal tot de wedstrijdselectie behoorden. Met ingang van het seizoen 2016/17 is de wedstrijdselectie uitgebreid van maximaal 18 naar maximaal 23 spelers.

### Selectie
| Nr.             | Nat.                                  | Naam                  | Contract        | Geboortedatum    | Seizoen         | Vorige club                              | Debuut Vitesse    |
| Doelverdediging | Doelverdediging                       | Doelverdediging       | Doelverdediging | Doelverdediging  | Doelverdediging | Doelverdediging                          | Doelverdediging   |
| --------------- | ------------------------------------- | --------------------- | --------------- | ---------------- | --------------- | ---------------------------------------- | ----------------- |
| 40              | Vlag van Nederland                    | Wouter Dronkers*1     | 2017            | 3 mei 1993       | 1e              | Vitesse Voetbal Academie                 | –                 |
| 24              | Vlag van Nederland                    | Jeroen Houwen         | 2018            | 18 februari 1996 | 4e              | Vitesse Voetbal Academie                 | –                 |
| 01              | Vlag van Nederland · Vlag van Curaçao | Eloy Room             | 2018            | 6 februari 1989  | 9e              | Go Ahead Eagles (verhuur Vitesse)        | 8 maart 2009      |
| 23              | Vlag van Denemarken                   | Michael Tørnes        | 2018            | 8 januari 1986   | 1e              | Odense BK                                | 14 december 2016  |
| Verdediging     |                                       |                       |                 |                  |                 |                                          |                   |
| 28              | Vlag van Nederland                    | Alexander Büttner     | 2019            | 11 februari 1989 | 6e              | Dinamo Moskou                            | 15 maart 2008     |
| 17              | Vlag van Nederland                    | Kevin Diks            | 2017            | 6 oktober 1996   | 3e              | ACF Fiorentina                           | 24 augustus 2014  |
| 43              | Vlag van Nederland                    | Lassana Faye*1*2      | 2018            | 15 juni 1998     | 1e              | Vitesse Voetbal Academie                 | 14 december 2016  |
| 37              | Vlag van Georgië                      | Goeram Kasjia         | 2020            | 7 april 1987     | 7e              | FC Dinamo Tbilisi                        | 18 september 2010 |
| 06              | Vlag van Nederland                    | Arnold Kruiswijk      | 2019            | 2 november 1984  | 3e              | sc Heerenveen                            | 10 augustus 2014  |
| 05              | Vlag van Nederland                    | Kelvin Leerdam        | 2017            | 24 juni 1990     | 4e              | Feyenoord                                | 1 augustus 2013   |
| 29              | Vlag van Nederland                    | Julian Lelieveld      | 2020            | 24 november 1997 | 2e              | Vitesse Voetbal Academie                 | 30 juli 2015      |
| 19              | Vlag van Verenigde Staten             | Matt Miazga           | 2017            | 19 juli 1995     | 1e              | Chelsea FC                               | 22 september 2016 |
| 08              | Vlag van Japan                        | Kōsuke Ōta            | 2020            | 23 juli 1987     | 2e              | FC Tokyo                                 | 16 januari 2016   |
| 22              | Vlag van Nederland                    | Thomas Oude Kotte     | 2018            | 20 maart 1996    | 2e              | Vitesse Voetbal Academie                 | 19 april 2016     |
| 03              | Vlag van Nederland                    | Maikel van der Werff  | 2019            | 22 april 1989    | 2e              | PEC Zwolle                               | 6 augustus 2015   |
| Middenveld      |                                       |                       |                 |                  |                 |                                          |                   |
| 08              | Vlag van Somalië · Vlag van Engeland  | Mukhtar Ali           | 2017            | 30 oktober 1997  | 1e              | Chelsea FC                               | 19 februari 2017  |
| 34              | Vlag van Engeland                     | Lewis Baker           | 2017            | 25 april 1995    | 2e              | Chelsea FC                               | 30 juli 2015      |
| 41              | Vlag van Nederland                    | Julian Calor*1*2      | 2019            | 27 januari 1997  | 1e              | RKC Waalwijk                             | 21 januari 2017   |
| 25              | Vlag van Nederland                    | Navarone Foor         | 2020            | 4 februari 1992  | 1e              | NEC                                      | 11 september 2016 |
| 18              | Vlag van Zimbabwe                     | Marvelous Nakamba     | 2018            | 19 januari 1994  | 3e              | AS Nancy                                 | 27 september 2014 |
| 20              | Vlag van Nederland · Vlag van Syrië   | Mohammed Osman        | 2018            | 1 januari 1994   | 2e              | Vitesse Voetbal Academie                 | 14 augustus 2015  |
| 10              | Vlag van Georgië                      | Valeri Qazaishvili    | 2018            | 29 januari 1993  | 6e              | Sioni Bolnisi                            | 27 november 2011  |
| 21              | Vlag van Israël                       | Sheran Yeini          | 2019            | 8 december 1986  | 2e              | Maccabi Tel Aviv FC                      | 13 september 2015 |
| Aanval          |                                       |                       |                 |                  |                 |                                          |                   |
| 11              | Vlag van Brazilië                     | Nathan Allan de Souza | 2017            | 13 maart 1996    | 2e              | Chelsea FC                               | 6 augustus 2015   |
| 16              | Vlag van Nederland                    | Mitchell van Bergen   | 2020            | 27 augustus 1999 | 2e              | Vitesse Voetbal Academie                 | 18 december 2015  |
| 14              | Vlag van Nigeria · Vlag van Zweden    | Abiola Dauda          | 2017            | 3 februari 1988  | 3e              | Heart of Midlothian FC (verhuur Vitesse) | 16 augustus 2014  |
| 30              | Vlag van Rusland                      | Arsjak Korjan         | 2017            | 17 juni 1995     | 1e              | Lokomotiv Moskou                         | 6 augustus 2016   |
| 07              | Vlag van Kosovo · Vlag van Albanië    | Milot Rashica         | 2018            | 28 juni 1996     | 2e              | KF Kosova Vushtrri                       | 30 juli 2015      |
| 10              | Vlag van Marokko · Vlag van Nederland | Adnane Tighadouini    | 2017            | 30 november 1992 | 5e              | Málaga CF                                | 24 april 2011     |
| 13              | Vlag van Nederland                    | Ricky van Wolfswinkel | 2019            | 27 januari 1989  | 3e              | Norwich City FC                          | 5 april 2008      |
| 09              | Vlag van China                        | Yuning Zhang          | 2018            | 5 januari 1997   | 2e              | Hangzhou Greentown FC                    | 13 februari 2016  |

*1 Betreft een speler van Jong Vitesse die bij minimaal één wedstrijd tot de wedstrijdselectie behoorde.

*2 Calor en Faye werden gedurende een deel van de tweede seizoenshelft ook tot het eerste elftal gerekend.

### Statistieken
Legenda
| - W Wedstrijden - Doelpunten | - Gele kaarten (inclusief 2× geel) - 2× gele kaart in 1 wedstrijd - Rode kaarten (inclusief 2× geel) | - B Bankzitter, zonder speeltijd - min Speelminuten (exclusief blessuretijd) |

| Naam                  | Eredivisie      | Eredivisie      | Eredivisie      | Eredivisie                                 | Eredivisie      | Eredivisie      | Eredivisie      |                 | KNVB Beker      | KNVB Beker      | KNVB Beker      | KNVB Beker                                 | KNVB Beker      | KNVB Beker      | KNVB Beker      |                 | Totaal          | Totaal          | Totaal          | Totaal                                     | Totaal          | Totaal          | Totaal          |                 |                 |                 |                 |                 |                 |                 |                 |
| Naam                  | W               | Goal            | Kreeg geel      | Kreeg voor de tweede keer geel en dus rood | Weggestuurd     | B               | min             |                 | W               | Goal            | Kreeg geel      | Kreeg voor de tweede keer geel en dus rood | Weggestuurd     | B               | min             |                 | W               | Goal            | Kreeg geel      | Kreeg voor de tweede keer geel en dus rood | Weggestuurd     | B               | min             |                 |                 |                 |                 |                 |                 |                 |                 |
| Doelverdediging       | Doelverdediging | Doelverdediging | Doelverdediging | Doelverdediging                            | Doelverdediging | Doelverdediging | Doelverdediging | Doelverdediging | Doelverdediging | Doelverdediging | Doelverdediging | Doelverdediging                            | Doelverdediging | Doelverdediging | Doelverdediging | Doelverdediging | Doelverdediging | Doelverdediging | Doelverdediging | Doelverdediging                            | Doelverdediging | Doelverdediging | Doelverdediging | Doelverdediging | Doelverdediging | Doelverdediging | Doelverdediging | Doelverdediging | Doelverdediging | Doelverdediging | Doelverdediging |
| --------------------- | --------------- | --------------- | --------------- | ------------------------------------------ | --------------- | --------------- | --------------- | --------------- | --------------- | --------------- | --------------- | ------------------------------------------ | --------------- | --------------- | --------------- | --------------- | --------------- | --------------- | --------------- | ------------------------------------------ | --------------- | --------------- | --------------- | --------------- | --------------- | --------------- | --------------- | --------------- | --------------- | --------------- | --------------- |
| Wouter Dronkers       | 0               | 0               | 0               | 0                                          | 0               | 1               | 0               |                 | 0               | 0               | 0               | 0                                          | 0               | 0               | 0               |                 | 0               | 0               | 0               | 0                                          | 0               | 1               | 0               |                 |                 |                 |                 |                 |                 |                 |                 |
| Jeroen Houwen         | 0               | 0               | 0               | 0                                          | 0               | 23              | 0               |                 | 0               | 0               | 0               | 0                                          | 0               | 5               | 0               |                 | 0               | 0               | 0               | 0                                          | 0               | 28              | 0               |                 |                 |                 |                 |                 |                 |                 |                 |
| Eloy Room             | 33              | 0               | 0               | 0                                          | 0               | 0               | 2951            |                 | 5               | 0               | 0               | 0                                          | 0               | 0               | 450             |                 | 38              | 0               | 0               | 0                                          | 0               | 0               | 3401            |                 |                 |                 |                 |                 |                 |                 |                 |
| Michael Tørnes        | 2               | 0               | 0               | 0                                          | 0               | 24              | 109             |                 | 1               | 0               | 0               | 0                                          | 0               | 4               | 90              |                 | 3               | 0               | 0               | 0                                          | 0               | 28              | 199             |                 |                 |                 |                 |                 |                 |                 |                 |
| Verdediging           |                 |                 |                 |                                            |                 |                 |                 |                 |                 |                 |                 |                                            |                 |                 |                 |                 |                 |                 |                 |                                            |                 |                 |                 |                 |                 |                 |                 |                 |                 |                 |                 |
| Alexander Büttner     | 10              | 0               | 2               | 0                                          | 0               | 2               | 285             |                 | 1               | 0               | 0               | 0                                          | 0               | 1               | 1               |                 | 11              | 0               | 2               | 0                                          | 0               | 3               | 286             |                 |                 |                 |                 |                 |                 |                 |                 |
| Kevin Diks            | 11              | 0               | 6               | 1                                          | 1               | 1               | 942             |                 | 1               | 0               | 0               | 0                                          | 0               | 1               | 6               |                 | 12              | 0               | 6               | 1                                          | 1               | 2               | 948             |                 |                 |                 |                 |                 |                 |                 |                 |
| Lassana Faye          | 2               | 0               | 0               | 0                                          | 0               | 10              | 127             |                 | 1               | 0               | 0               | 0                                          | 0               | 4               | 90              |                 | 3               | 0               | 0               | 0                                          | 0               | 14              | 217             |                 |                 |                 |                 |                 |                 |                 |                 |
| Goeram Kasjia         | 34              | 1               | 1               | 0                                          | 0               | 0               | 3016            |                 | 5               | 1               | 1               | 0                                          | 0               | 0               | 450             |                 | 39              | 2               | 2               | 0                                          | 0               | 0               | 3466            |                 |                 |                 |                 |                 |                 |                 |                 |
| Arnold Kruiswijk      | 27              | 1               | 6               | 1                                          | 1               | 3               | 2106            |                 | 4               | 0               | 0               | 0                                          | 0               | 2               | 340             |                 | 31              | 1               | 6               | 1                                          | 1               | 5               | 2446            |                 |                 |                 |                 |                 |                 |                 |                 |
| Kelvin Leerdam        | 28              | 1               | 5               | 0                                          | 0               | 2               | 2278            |                 | 5               | 1               | 1               | 0                                          | 0               | 0               | 444             |                 | 33              | 2               | 6               | 0                                          | 0               | 2               | 2722            |                 |                 |                 |                 |                 |                 |                 |                 |
| Julian Lelieveld      | 0               | 0               | 0               | 0                                          | 0               | 20              | 0               |                 | 0               | 0               | 0               | 0                                          | 0               | 4               | 0               |                 | 0               | 0               | 0               | 0                                          | 0               | 24              | 0               |                 |                 |                 |                 |                 |                 |                 |                 |
| Kōsuke Ōta            | 10              | 0               | 0               | 0                                          | 0               | 7               | 633             |                 | 2               | 0               | 0               | 0                                          | 0               | 0               | 180             |                 | 12              | 0               | 0               | 0                                          | 0               | 7               | 813             |                 |                 |                 |                 |                 |                 |                 |                 |
| Matt Miazga           | 23              | 0               | 3               | 0                                          | 0               | 6               | 1434            |                 | 6               | 1               | 0               | 0                                          | 0               | 0               | 381             |                 | 29              | 1               | 3               | 0                                          | 0               | 6               | 1815            |                 |                 |                 |                 |                 |                 |                 |                 |
| Thomas Oude Kotte     | 0               | 0               | 0               | 0                                          | 0               | 0               | 0               |                 | 0               | 0               | 0               | 0                                          | 0               | 2               | 0               |                 | 0               | 0               | 0               | 0                                          | 0               | 2               | 0               |                 |                 |                 |                 |                 |                 |                 |                 |
| Maikel van der Werff  | 17              | 0               | 1               | 0                                          | 0               | 1               | 1353            |                 | 3               | 0               | 1               | 0                                          | 0               | 0               | 180             |                 | 20              | 0               | 2               | 0                                          | 0               | 1               | 1533            |                 |                 |                 |                 |                 |                 |                 |                 |
| Middenveld            |                 |                 |                 |                                            |                 |                 |                 |                 |                 |                 |                 |                                            |                 |                 |                 |                 |                 |                 |                 |                                            |                 |                 |                 |                 |                 |                 |                 |                 |                 |                 |                 |
| Mukhtar Ali           | 6               | 0               | 0               | 0                                          | 0               | 8               | 67              |                 | 0               | 0               | 0               | 0                                          | 0               | 2               | 0               |                 | 6               | 0               | 0               | 0                                          | 0               | 10              | 67              |                 |                 |                 |                 |                 |                 |                 |                 |
| Lewis Baker           | 33              | 10              | 2               | 0                                          | 1               | 0               | 2907            |                 | 6               | 5               | 1               | 0                                          | 0               | 0               | 522             |                 | 39              | 15              | 3               | 0                                          | 1               | 0               | 3429            |                 |                 |                 |                 |                 |                 |                 |                 |
| Julian Calor          | 1               | 0               | 0               | 0                                          | 0               | 5               | 77              |                 | 1               | 0               | 0               | 0                                          | 0               | 0               | 46              |                 | 2               | 0               | 0               | 0                                          | 0               | 5               | 123             |                 |                 |                 |                 |                 |                 |                 |                 |
| Navarone Foor         | 29              | 6               | 1               | 0                                          | 1               | 0               | 2231            |                 | 5               | 0               | 0               | 0                                          | 0               | 0               | 400             |                 | 34              | 6               | 1               | 0                                          | 1               | 0               | 2631            |                 |                 |                 |                 |                 |                 |                 |                 |
| Marvelous Nakamba     | 31              | 1               | 4               | 0                                          | 0               | 0               | 2781            |                 | 5               | 1               | 0               | 0                                          | 0               | 0               | 450             |                 | 36              | 2               | 4               | 0                                          | 0               | 0               | 3231            |                 |                 |                 |                 |                 |                 |                 |                 |
| Mohammed Osman        | 3               | 0               | 0               | 0                                          | 0               | 14              | 23              |                 | 2               | 0               | 0               | 0                                          | 0               | 1               | 108             |                 | 5               | 0               | 0               | 0                                          | 0               | 15              | 131             |                 |                 |                 |                 |                 |                 |                 |                 |
| Valeri Qazaishvili    | 3               | 1               | 0               | 0                                          | 0               | 1               | 161             |                 | 0               | 0               | 0               | 0                                          | 0               | 0               | 0               |                 | 3               | 1               | 0               | 0                                          | 0               | 1               | 161             |                 |                 |                 |                 |                 |                 |                 |                 |
| Sheran Yeini          | 10              | 0               | 1               | 0                                          | 0               | 6               | 768             |                 | 1               | 0               | 1               | 0                                          | 0               | 1               | 90              |                 | 11              | 0               | 2               | 0                                          | 0               | 7               | 858             |                 |                 |                 |                 |                 |                 |                 |                 |
| Aanval                |                 |                 |                 |                                            |                 |                 |                 |                 |                 |                 |                 |                                            |                 |                 |                 |                 |                 |                 |                 |                                            |                 |                 |                 |                 |                 |                 |                 |                 |                 |                 |                 |
| Nathan Allan de Souza | 27              | 4               | 1               | 0                                          | 0               | 6               | 1521            |                 | 5               | 1               | 0               | 0                                          | 0               | 1               | 256             |                 | 32              | 5               | 1               | 0                                          | 0               | 7               | 1777            |                 |                 |                 |                 |                 |                 |                 |                 |
| Mitchell van Bergen   | 17              | 0               | 1               | 0                                          | 0               | 16              | 464             |                 | 2               | 0               | 0               | 0                                          | 0               | 4               | 52              |                 | 19              | 0               | 1               | 0                                          | 0               | 20              | 516             |                 |                 |                 |                 |                 |                 |                 |                 |
| Abiola Dauda          | 1               | 0               | 0               | 0                                          | 0               | 8               | 16              |                 | 0               | 0               | 0               | 0                                          | 0               | 3               | 0               |                 | 1               | 0               | 0               | 0                                          | 0               | 11              | 16              |                 |                 |                 |                 |                 |                 |                 |                 |
| Arsjak Korjan         | 3               | 0               | 0               | 0                                          | 0               | 23              | 99              |                 | 2               | 1               | 0               | 0                                          | 0               | 4               | 20              |                 | 5               | 1               | 0               | 0                                          | 0               | 27              | 119             |                 |                 |                 |                 |                 |                 |                 |                 |
| Milot Rashica         | 33              | 2               | 2               | 0                                          | 0               | 0               | 2542            |                 | 6               | 2               | 1               | 0                                          | 0               | 0               | 504             |                 | 39              | 4               | 3               | 0                                          | 0               | 0               | 3046            |                 |                 |                 |                 |                 |                 |                 |                 |
| Adnane Tighadouini    | 25              | 3               | 2               | 0                                          | 0               | 1               | 1541            |                 | 6               | 4               | 0               | 0                                          | 0               | 0               | 340             |                 | 31              | 7               | 2               | 0                                          | 0               | 1               | 1881            |                 |                 |                 |                 |                 |                 |                 |                 |
| Ricky van Wolfswinkel | 32              | 20              | 5               | 0                                          | 0               | 0               | 2764            |                 | 5               | 3               | 2               | 0                                          | 0               | 1               | 389             |                 | 37              | 23              | 7               | 0                                          | 0               | 1               | 3153            |                 |                 |                 |                 |                 |                 |                 |                 |
| Yuning Zhang          | 16              | 1               | 3               | 0                                          | 0               | 10              | 424             |                 | 3               | 1               | 0               | 0                                          | 0               | 3               | 151             |                 | 19              | 2               | 3               | 0                                          | 0               | 13              | 575             |                 |                 |                 |                 |                 |                 |                 |                 |
| Totaal                | 34              | 51              | 46              | 2                                          | 4               | 197             | 3060            |                 | 6               | 21              | 8               | 0                                          | 0               | 43              | 540             |                 | 40              | 72              | 54              | 2                                          | 4               | 240             | 3600            |                 |                 |                 |                 |                 |                 |                 |                 |
|                       | W               | Goal            | Kreeg geel      | Kreeg voor de tweede keer geel en dus rood | Weggestuurd     | B               | min             |                 | W               | Goal            | Kreeg geel      | Kreeg voor de tweede keer geel en dus rood | Weggestuurd     | B               | min             |                 | W               | Goal            | Kreeg geel      | Kreeg voor de tweede keer geel en dus rood | Weggestuurd     | B               | min             |                 |                 |                 |                 |                 |                 |                 |                 |
| Eredivisie            | Eredivisie      | Eredivisie      | Eredivisie      | Eredivisie                                 | Eredivisie      | Eredivisie      |                 | KNVB Beker      | KNVB Beker      | KNVB Beker      | KNVB Beker      | KNVB Beker                                 | KNVB Beker      | KNVB Beker      |                 | Totaal          | Totaal          | Totaal          | Totaal          | Totaal                                     | Totaal          | Totaal          |                 |                 |                 |                 |                 |                 |                 |                 |                 |

#### Topscorers
Legenda
- Doelpunten (inclusief strafschoppen)
- Waarvan strafschoppen

| Nr.    | Naam                  | Doelpunt(en) | Gescoord met penalty |
| ------ | --------------------- | ------------ | -------------------- |
| 1      | Ricky van Wolfswinkel | 20           | 4                    |
| 2      | Lewis Baker           | 10           | 1                    |
| 3      | Navarone Foor         | 6            | 0                    |
| 4      | Nathan Allan de Souza | 4            | 0                    |
| 5      | Adnane Tighadouini    | 3            | 0                    |
| 6      | Milot Rashica         | 2            | 0                    |
| 7      | Goeram Kasjia         | 1            | 0                    |
| 7      | Arnold Kruiswijk      | 1            | 0                    |
| 7      | Kelvin Leerdam        | 1            | 0                    |
| 7      | Marvelous Nakamba     | 1            | 0                    |
| 7      | Valeri Qazaishvili    | 1            | 0                    |
| 7      | Yuning Zhang          | 1            | 0                    |
| Totaal | Totaal                | 51           | 5                    |

| Nr.    | Naam                  | Doelpunt(en) | Gescoord met penalty |
| ------ | --------------------- | ------------ | -------------------- |
| 1      | Lewis Baker           | 5            | 2                    |
| 2      | Adnane Tighadouini    | 4            | 0                    |
| 3      | Ricky van Wolfswinkel | 3            | 1                    |
| 4      | Milot Rashica         | 2            | 0                    |
| 5      | Nathan Allan de Souza | 1            | 0                    |
| 5      | Goeram Kasjia         | 1            | 0                    |
| 5      | Arsjak Korjan         | 1            | 0                    |
| 5      | Kelvin Leerdam        | 1            | 0                    |
| 5      | Matt Miazga           | 1            | 0                    |
| 5      | Marvelous Nakamba     | 1            | 0                    |
| 5      | Yuning Zhang          | 1            | 0                    |
| Totaal | Totaal                | 21           | 3                    |

| Nr.    | Naam                  | Doelpunt(en) | Gescoord met penalty |
| ------ | --------------------- | ------------ | -------------------- |
| 1      | Ricky van Wolfswinkel | 23           | 5                    |
| 2      | Lewis Baker           | 15           | 3                    |
| 3      | Adnane Tighadouini    | 7            | 0                    |
| 4      | Navarone Foor         | 6            | 0                    |
| 5      | Nathan Allan de Souza | 5            | 0                    |
| 6      | Milot Rashica         | 4            | 0                    |
| 7      | Goeram Kasjia         | 2            | 0                    |
| 7      | Kelvin Leerdam        | 2            | 0                    |
| 7      | Marvelous Nakamba     | 2            | 0                    |
| 7      | Yuning Zhang          | 2            | 0                    |
| 11     | Arsjak Korjan         | 1            | 0                    |
| 11     | Arnold Kruiswijk      | 1            | 0                    |
| 11     | Matt Miazga           | 1            | 0                    |
| 11     | Valeri Qazaishvili    | 1            | 0                    |
| Totaal | Totaal                | 72           | 8                    |

| Nr.    | Naam                  | Doelpunt(en) | Gescoord met penalty |
| ------ | --------------------- | ------------ | -------------------- |
| 1      | Yuning Zhang          | 3            | 0                    |
| 2      | Nathan Allan de Souza | 2            | 0                    |
| 3      | Lewis Baker           | 1            | 0                    |
| 3      | Mitchell van Bergen   | 1            | 0                    |
| 3      | Goeram Kasjia         | 1            | 0                    |
| 3      | Kōsuke Ōta            | 1            | 0                    |
| 3      | Milot Rashica         | 1            | 0                    |
| Totaal | Totaal                | 10           | 0                    |

#### Kaarten & schorsingen
Legenda
| - Gele kaarten (inclusief 2× geel) - 2× gele kaart in 1 wedstrijd |  | - Rode kaarten (inclusief 2× geel) - Geschorste wedstrijden |

| Naam                  | Gele kaart(en) | Twee gele kaarten in één wedstrijd | Rode kaart(en) | Geschorste wedstrijd(en) |
| --------------------- | -------------- | ---------------------------------- | -------------- | ------------------------ |
| Kevin Diks            | 6              | 1                                  | 1              | 1                        |
| Arnold Kruiswijk      | 6              | 1                                  | 1              | 1                        |
| Kelvin Leerdam        | 5              | 0                                  | 0              | 1                        |
| Ricky van Wolfswinkel | 5              | 0                                  | 0              | 1                        |
| Marvelous Nakamba*1   | 4              | 0                                  | 0              | 1                        |
| Matt Miazga           | 3              | 0                                  | 0              | 0                        |
| Yuning Zhang          | 3              | 0                                  | 0              | 0                        |
| Lewis Baker*4         | 2              | 0                                  | 1              | 1                        |
| Alexander Büttner     | 2              | 0                                  | 0              | 0                        |
| Milot Rashica         | 2              | 0                                  | 0              | 0                        |
| Adnane Tighadouini    | 2              | 0                                  | 0              | 0                        |
| Navarone Foor*1*5     | 1              | 0                                  | 1              | 1                        |
| Nathan Allan de Souza | 1              | 0                                  | 0              | 0                        |
| Mitchell van Bergen   | 1              | 0                                  | 0              | 0                        |
| Goeram Kasjia*1       | 1              | 0                                  | 0              | 0                        |
| Maikel van der Werff  | 1              | 0                                  | 0              | 0                        |
| Sheran Yeini          | 1              | 0                                  | 0              | 0                        |
| Abiola Dauda*2        | 0              | 0                                  | 0              | 2                        |

| Naam                    | Gele kaart(en) | Twee gele kaarten in één wedstrijd | Rode kaart(en) | Geschorste wedstrijd(en) |
| ----------------------- | -------------- | ---------------------------------- | -------------- | ------------------------ |
| Ricky van Wolfswinkel*6 | 2              | 0                                  | 0              | 0                        |
| Goeram Kasjia*3         | 1              | 0                                  | 0              | 1                        |
| Lewis Baker             | 1              | 0                                  | 0              | 0                        |
| Kelvin Leerdam          | 1              | 0                                  | 0              | 0                        |
| Milot Rashica           | 1              | 0                                  | 0              | 0                        |
| Maikel van der Werff    | 1              | 0                                  | 0              | 0                        |
| Sheran Yeini            | 1              | 0                                  | 0              | 0                        |
| Navarone Foor*5         | 0              | 0                                  | 0              | 1                        |
| Marvelous Nakamba*3     | 0              | 0                                  | 0              | 1                        |

*1 In de laatste twee competitiewedstrijden van het seizoen 2015/'16 hebben Foor, Nakamba en Kasjia één gele kaart gekregen. Deze gele kaarten tellen mee bij het totaal van het seizoen 2016/'17 voor het bepalen van schorsingen, maar zijn niet weergegeven omdat deze kaarten niet in dit seizoen zijn gegeven.

*2 Dauda nam een schorsing van twee wedstrijden mee van zijn verhuurperiode aan Hearts in het voorgaande seizoen.

*3 Kasjia en Nakamba namen een bekerwedstrijd schorsing mee van het voorgaande seizoen.

*4 Baker kreeg één wedstrijd schorsing (plus één voorwaardelijk) voor zijn rode kaart in de thuiswedstrijd tegen FC Twente op 15 januari 2017.

*5 Foor kreeg twee wedstrijden schorsing (plus één voorwaardelijk) voor zijn rode kaart in de uitwedstrijd tegen FC Groningen op 21 januari 2017. Hij miste hierdoor één beker- en één competitieduel.

*6 Van Wolfswinkel pakte in de bekerfinale zijn tweede gele kaart van het bekertoernooi; de schorsing die hij hierdoor opliep ging mee naar het volgende seizoen.
De in het seizoen 2016/17 gegeven kaarten in officiële wedstrijden staan in bovenstaande tabellen; daarnaast was voor het bepalen van schorsingen het onderstaande uit de KNVB-reglementen van toepassing:
- In de Eredivisie volgt een wedstrijd schorsing na de 5e, 10e en elke volgende gele kaart.
- Bij twee gele kaarten in één wedstrijd volgt (naast rood) een wedstrijd schorsing, maar tellen de kaarten niet mee bij het totaal van gele kaarten.
- Een gele kaart gegeven voorafgaand aan een "direct rood" in één wedstrijd telt wel mee voor het totaal van gele kaarten.
- Gele kaarten in de laatste twee competitiewedstrijden, waarop (nog) geen schorsing volgt, gaan mee naar het volgende seizoen. De overige gele kaarten vervallen na het seizoen.
- Voor de KNVB Beker en de play-offs gelden aparte regels. In de KNVB Beker volgt een beker-wedstrijd schorsing na de 2e, 4e en elke volgende gele kaart; kaarten zonder schorsing vervallen na het seizoen. In de play-offs volgt een play-off-wedstrijd schorsing na de 2e, 4e en elke volgende gele kaart; kaarten zonder schorsing vervallen na het seizoen.
- Aan het einde van het seizoen nog "openstaande" schorsingen gaan mee naar het volgende seizoen.

### Mutaties

#### Aangetrokken in de zomer
| Speler                | Vorige club                        | Contract    |
| --------------------- | ---------------------------------- | ----------- |
| Mitchell van Bergen   | Vitesse O19                        | 2018        |
| Abiola Dauda          | Heart of Midlothian (was verhuurd) | 2017        |
| Navarone Foor         | NEC                                | 2020        |
| Jeroen Houwen         | Jong Vitesse                       | 2018        |
| Arsjak Korjan         | Jong Vitesse                       | 2017        |
| Julian Lelieveld      | Jong Vitesse                       | 2020        |
| Matt Miazga           | Chelsea FC                         | 2017 (huur) |
| Thomas Oude Kotte     | Jong Vitesse                       | 2018        |
| Adnane Tighadouini    | Málaga CF                          | 2017 (huur) |
| Michael Tørnes        | Odense BK                          | 2018        |
| Ricky van Wolfswinkel | Norwich City FC                    | 2019        |

#### Vertrokken in de zomer
| Speler             | Nieuwe club    | Mutatietype       |
| ------------------ | -------------- | ----------------- |
| Isaiah Brown       | Chelsea        | Einde huurperiode |
| Kevin Diks         | Fiorentina     | Transfer          |
| Renato Ibarra      | Club América   | Transfer          |
| Elmo Lieftink      | Willem II      | Einde contract    |
| Denys Oliynyk      | Darmstadt 98   | Einde contract    |
| Danilo Pantić      | Chelsea        | Einde huurperiode |
| Valeri Qazaishvili | Legia Warschau | Verhuurd          |
| Dominic Solanke    | Chelsea        | Einde huurperiode |
| Piet Velthuizen    | Hapoel Haifa   | Einde contract    |

#### Aangetrokken in de winter
| Speler            | Vorige club   | Contract    |
| ----------------- | ------------- | ----------- |
| Mukhtar Ali       | Chelsea       | 2017 (huur) |
| Alexander Büttner | Dinamo Moskou | 2019        |
| Kevin Diks        | Fiorentina    | 2017 (huur) |

#### Vertrokken in de winter
| Speler       | Nieuwe club         | Mutatietype |
| ------------ | ------------------- | ----------- |
| Abiola Dauda | Atromitos FC        | Transfer    |
| Kōsuke Ōta   | FC Tokyo            | Transfer    |
| Sheran Yeini | Maccabi Tel Aviv FC | Transfer    |

#### Contractverlenging
| Speler                | Contract oud | Contract nieuw |
| --------------------- | ------------ | -------------- |
| Nathan Allan de Souza | 2016 (huur)  | 2017 (huur)    |
| Lewis Baker           | 2016 (huur)  | 2017 (huur)    |
| Mitchell van Bergen   | 2018         | 2020           |
| Arnold Kruiswijk      | 2017         | 2019           |
| Yuning Zhang          | 2017         | 2018           |

#### Doorgestroomde spelers
De doorgestroomde spelers vanuit de academie, die in het seizoen 2016/2017 debuteerden in de A-selectie van Vitesse:

| Speler        | Leeftijd | Debuut           |
| ------------- | -------- | ---------------- |
| Arsjak Korjan | 20 jaar  | 6 augustus 2016  |
| Lassana Faye  | 18 jaar  | 14 december 2016 |
| Julian Calor  | 19 jaar  | 21 januari 2017  |

## Wedstrijden

### Eredivisie
Speelronde 1:
| zaterdag 6 augustus 2016, 20:45 | Willem II | 1–4 (0–4) | Vitesse                                            | Opstelling Willem II | Opstelling Vitesse |  |
| Stadion: Koning Willem II-stadion, Tilburg Toeschouwers: 12.250 Arbiter: Lindhout Assistenten: Siebert Assistenten: Polman 4de official: Martens | Sol 54'   |           | 21' Van Wolfswinkel 30' Qazaishvili 37' 39' Nathan | Lamprou, Heerkens, Wuytens, Peters , Koppers, Haye 46' ( Joppen), Falkenburg 85' ( Ogbeche), Ojo, Calcan, Sol, Andrade 80' ( Abubakar) RESERVEBANK: Bertrams, Branderhorst, Schuurman, Koks, Franssen, Kok, Wouters | Room, Leerdam, Kasjia , Van der Werff, Ōta 73' ( Kruiswijk), Nakamba, Baker 70', Qazaishvili, Van Bergen 81' ( Korjan), Van Wolfswinkel, Nathan 64' ( Zhang) RESERVEBANK: Tørnes, Osman, Yeini, Lelieveld |  |
| Stadion: Koning Willem II-stadion, Tilburg Toeschouwers: 12.250 Arbiter: Lindhout Assistenten: Siebert Assistenten: Polman 4de official: Martens |           |           |                                                    | Lamprou, Heerkens, Wuytens, Peters , Koppers, Haye 46' ( Joppen), Falkenburg 85' ( Ogbeche), Ojo, Calcan, Sol, Andrade 80' ( Abubakar) RESERVEBANK: Bertrams, Branderhorst, Schuurman, Koks, Franssen, Kok, Wouters | Room, Leerdam, Kasjia , Van der Werff, Ōta 73' ( Kruiswijk), Nakamba, Baker 70', Qazaishvili, Van Bergen 81' ( Korjan), Van Wolfswinkel, Nathan 64' ( Zhang) RESERVEBANK: Tørnes, Osman, Yeini, Lelieveld |  |
| Stadion: Koning Willem II-stadion, Tilburg Toeschouwers: 12.250 Arbiter: Lindhout Assistenten: Siebert Assistenten: Polman 4de official: Martens |           |           |                                                    | Lamprou, Heerkens, Wuytens, Peters , Koppers, Haye 46' ( Joppen), Falkenburg 85' ( Ogbeche), Ojo, Calcan, Sol, Andrade 80' ( Abubakar) RESERVEBANK: Bertrams, Branderhorst, Schuurman, Koks, Franssen, Kok, Wouters | Room, Leerdam, Kasjia , Van der Werff, Ōta 73' ( Kruiswijk), Nakamba, Baker 70', Qazaishvili, Van Bergen 81' ( Korjan), Van Wolfswinkel, Nathan 64' ( Zhang) RESERVEBANK: Tørnes, Osman, Yeini, Lelieveld |  |
| Bijz.: Debuut Korjan Afwezig: Dauda geschorst; Foor en Rashica geblesseerd                                                                       |           |           |                                                    | | |  |

Speelronde 2:
| zaterdag 13 augustus 2016, 19:45                                                                                                  | Vitesse             | 1–2 (1–1) | ADO Den Haag      | Opstelling Vitesse | Opstelling ADO Den Haag |  |
| Stadion: GelreDome, Arnhem Toeschouwers: 11.615 Arbiter: Blom Assistenten: Langkamp Assistenten: Van Zuilen 4de official: Gerrets | Van Wolfswinkel 22' |           | 31' 61' Kastaneer | Room, Leerdam, Kasjia , Van der Werff, Kruiswijk 90+3', Nakamba, Qazaishvili 61' ( Zhang), Baker 87' ( Osman), Rashica, Van Wolfswinkel, Nathan 62' ( Van Bergen) RESERVEBANK: Tørnes, Ōta, Yeini, Lelieveld | Šetkus, San Román 90+3', Meißner, Beugelsdijk, Kanon, Trybull, Duplan 59', Meijers , Schaken 79' ( Jansen), Havenaar 88' ( Van der Heijden), Kastaneer 83' ( Marengo) RESERVEBANK: Zwinkels, De Boer, El Mahdioui, Bakker, Ebuehi |  |
| Stadion: GelreDome, Arnhem Toeschouwers: 11.615 Arbiter: Blom Assistenten: Langkamp Assistenten: Van Zuilen 4de official: Gerrets |                     |           |                   | Room, Leerdam, Kasjia , Van der Werff, Kruiswijk 90+3', Nakamba, Qazaishvili 61' ( Zhang), Baker 87' ( Osman), Rashica, Van Wolfswinkel, Nathan 62' ( Van Bergen) RESERVEBANK: Tørnes, Ōta, Yeini, Lelieveld | Šetkus, San Román 90+3', Meißner, Beugelsdijk, Kanon, Trybull, Duplan 59', Meijers , Schaken 79' ( Jansen), Havenaar 88' ( Van der Heijden), Kastaneer 83' ( Marengo) RESERVEBANK: Zwinkels, De Boer, El Mahdioui, Bakker, Ebuehi |  |
| Stadion: GelreDome, Arnhem Toeschouwers: 11.615 Arbiter: Blom Assistenten: Langkamp Assistenten: Van Zuilen 4de official: Gerrets |                     |           |                   | Room, Leerdam, Kasjia , Van der Werff, Kruiswijk 90+3', Nakamba, Qazaishvili 61' ( Zhang), Baker 87' ( Osman), Rashica, Van Wolfswinkel, Nathan 62' ( Van Bergen) RESERVEBANK: Tørnes, Ōta, Yeini, Lelieveld | Šetkus, San Román 90+3', Meißner, Beugelsdijk, Kanon, Trybull, Duplan 59', Meijers , Schaken 79' ( Jansen), Havenaar 88' ( Van der Heijden), Kastaneer 83' ( Marengo) RESERVEBANK: Zwinkels, De Boer, El Mahdioui, Bakker, Ebuehi |  |
| Afwezig: Dauda geschorst; Foor geblesseerd                                                                                        |                     |           |                   | | |  |

Speelronde 3:
| zaterdag 20 augustus 2016, 18:30 | Roda JC Kerkrade | 0–1 (0–1) | Vitesse   | Opstelling Roda JC Kerkrade | Opstelling Vitesse |  |
| Stadion: Parkstad Limburg Stadion, Kerkrade Toeschouwers: 13.030 Arbiter: Makkelie Assistenten: Diks Assistenten: Steegstra 4de official: Van Herk |                  |           | 22' Baker | Van Leer, Milec, Brouwers 44' 85' ( Boysen), Kum 35', Van Peppen, Rutjes 60' 64' ( De Silva), Noor, Van Hyfte , Auassar, Ajagun 70' ( Mitidis), Rosheuvel RESERVEBANK: De Winter, Paulissen, Werker, Blättler, Stassar | Room, Leerdam, Kasjia , Van der Werff 84', Kruiswijk 39', Nakamba 77', Yeini, Baker 80' ( Qazaishvili), Rashica, Van Wolfswinkel 59' ( Zhang), Nathan 46' ( Van Bergen) RESERVEBANK: Tørnes, Ōta, Dauda, Osman, Lelieveld |  |
| Stadion: Parkstad Limburg Stadion, Kerkrade Toeschouwers: 13.030 Arbiter: Makkelie Assistenten: Diks Assistenten: Steegstra 4de official: Van Herk |                  |           |           | Van Leer, Milec, Brouwers 44' 85' ( Boysen), Kum 35', Van Peppen, Rutjes 60' 64' ( De Silva), Noor, Van Hyfte , Auassar, Ajagun 70' ( Mitidis), Rosheuvel RESERVEBANK: De Winter, Paulissen, Werker, Blättler, Stassar | Room, Leerdam, Kasjia , Van der Werff 84', Kruiswijk 39', Nakamba 77', Yeini, Baker 80' ( Qazaishvili), Rashica, Van Wolfswinkel 59' ( Zhang), Nathan 46' ( Van Bergen) RESERVEBANK: Tørnes, Ōta, Dauda, Osman, Lelieveld |  |
| Stadion: Parkstad Limburg Stadion, Kerkrade Toeschouwers: 13.030 Arbiter: Makkelie Assistenten: Diks Assistenten: Steegstra 4de official: Van Herk |                  |           |           | Van Leer, Milec, Brouwers 44' 85' ( Boysen), Kum 35', Van Peppen, Rutjes 60' 64' ( De Silva), Noor, Van Hyfte , Auassar, Ajagun 70' ( Mitidis), Rosheuvel RESERVEBANK: De Winter, Paulissen, Werker, Blättler, Stassar | Room, Leerdam, Kasjia , Van der Werff 84', Kruiswijk 39', Nakamba 77', Yeini, Baker 80' ( Qazaishvili), Rashica, Van Wolfswinkel 59' ( Zhang), Nathan 46' ( Van Bergen) RESERVEBANK: Tørnes, Ōta, Dauda, Osman, Lelieveld |  |
| Afwezig: Foor geblesseerd |                  |           |           | | |  |

Speelronde 4:
| vrijdag 26 augustus 2016, 20:00 | Vitesse             | 1–1 (1–0) | FC Utrecht | Opstelling Vitesse | Opstelling FC Utrecht |  |
| Stadion: GelreDome, Arnhem Toeschouwers: 12.105 Arbiter: Kuipers Assistenten: Van Roekel Assistenten: Zeinstra 4de official: Pérez | Van Wolfswinkel 28' |           | 68' Haller | Room, Leerdam 90+1', Kasjia , Van der Werff, Kruiswijk, Nakamba, Yeini, Baker, Rashica, Van Wolfswinkel, Nathan 69' ( Van Bergen) RESERVEBANK: Tørnes, Ōta, Zhang, Qazaishvili, Osman, Korjan | Ruiter, Leeuwin, Janssen , Conboy, Troupée, Strieder 61' ( Braafheid), Ayoub, Ludwig 24', Amrabat, Haller 83' ( Kerk), Joosten 61' ( Živković) RESERVEBANK: Jensen, Koch, Klaiber, Rubin, Rosheuvel |  |
| Stadion: GelreDome, Arnhem Toeschouwers: 12.105 Arbiter: Kuipers Assistenten: Van Roekel Assistenten: Zeinstra 4de official: Pérez |                     |           |            | Room, Leerdam 90+1', Kasjia , Van der Werff, Kruiswijk, Nakamba, Yeini, Baker, Rashica, Van Wolfswinkel, Nathan 69' ( Van Bergen) RESERVEBANK: Tørnes, Ōta, Zhang, Qazaishvili, Osman, Korjan | Ruiter, Leeuwin, Janssen , Conboy, Troupée, Strieder 61' ( Braafheid), Ayoub, Ludwig 24', Amrabat, Haller 83' ( Kerk), Joosten 61' ( Živković) RESERVEBANK: Jensen, Koch, Klaiber, Rubin, Rosheuvel |  |
| Stadion: GelreDome, Arnhem Toeschouwers: 12.105 Arbiter: Kuipers Assistenten: Van Roekel Assistenten: Zeinstra 4de official: Pérez |                     |           |            | Room, Leerdam 90+1', Kasjia , Van der Werff, Kruiswijk, Nakamba, Yeini, Baker, Rashica, Van Wolfswinkel, Nathan 69' ( Van Bergen) RESERVEBANK: Tørnes, Ōta, Zhang, Qazaishvili, Osman, Korjan | Ruiter, Leeuwin, Janssen , Conboy, Troupée, Strieder 61' ( Braafheid), Ayoub, Ludwig 24', Amrabat, Haller 83' ( Kerk), Joosten 61' ( Živković) RESERVEBANK: Jensen, Koch, Klaiber, Rubin, Rosheuvel |  |
| |                     |           |            | | |  |

Speelronde 5:
| zondag 11 september 2016, 16:45 | Ajax          | 1–0 (0–0) | Vitesse | Opstelling Ajax | Opstelling Vitesse |  |
| Stadion: Amsterdam ArenA, Amsterdam Toeschouwers: 47.168 Arbiter: Liesveld Assistenten: Goossens Assistenten: Van Zuilen 4de official: Martens | Viergever 55' |           |         | Onana, Veltman, Sánchez, Viergever 27', Dijks, Klaassen , Riedewald 78' ( Schöne), Gudelj, Ziyech, Traoré 68' ( Dolberg), Younes 89' ( El Ghazi) RESERVEBANK: Boer, Tete, Bazoer, Sinkgraven, Westermann, Cassierra | Room, Leerdam, Kasjia , Van der Werff, Kruiswijk 44', 67', Baker, Foor 74' ( Ōta), Nakamba, Rashica 67' ( Van Bergen), Van Wolfswinkel, Nathan 64' ( Tighadouini) RESERVEBANK: Tørnes, Zhang, Miazga, Yeini, Lelieveld |  |
| Stadion: Amsterdam ArenA, Amsterdam Toeschouwers: 47.168 Arbiter: Liesveld Assistenten: Goossens Assistenten: Van Zuilen 4de official: Martens |               |           |         | Onana, Veltman, Sánchez, Viergever 27', Dijks, Klaassen , Riedewald 78' ( Schöne), Gudelj, Ziyech, Traoré 68' ( Dolberg), Younes 89' ( El Ghazi) RESERVEBANK: Boer, Tete, Bazoer, Sinkgraven, Westermann, Cassierra | Room, Leerdam, Kasjia , Van der Werff, Kruiswijk 44', 67', Baker, Foor 74' ( Ōta), Nakamba, Rashica 67' ( Van Bergen), Van Wolfswinkel, Nathan 64' ( Tighadouini) RESERVEBANK: Tørnes, Zhang, Miazga, Yeini, Lelieveld |  |
| Stadion: Amsterdam ArenA, Amsterdam Toeschouwers: 47.168 Arbiter: Liesveld Assistenten: Goossens Assistenten: Van Zuilen 4de official: Martens |               |           |         | Onana, Veltman, Sánchez, Viergever 27', Dijks, Klaassen , Riedewald 78' ( Schöne), Gudelj, Ziyech, Traoré 68' ( Dolberg), Younes 89' ( El Ghazi) RESERVEBANK: Boer, Tete, Bazoer, Sinkgraven, Westermann, Cassierra | Room, Leerdam, Kasjia , Van der Werff, Kruiswijk 44', 67', Baker, Foor 74' ( Ōta), Nakamba, Rashica 67' ( Van Bergen), Van Wolfswinkel, Nathan 64' ( Tighadouini) RESERVEBANK: Tørnes, Zhang, Miazga, Yeini, Lelieveld |  |
| Bijz.: Debuut Foor |               |           |         | | |  |

Speelronde 6:
| zaterdag 17 september 2016, 19:45                                                                                                  | Vitesse                              | 2–0 (0–0) | Go Ahead Eagles | Opstelling Vitesse | Opstelling Go Ahead Eagles |  |
| Stadion: GelreDome, Arnhem Toeschouwers: 14.170 Arbiter: Kamphuis Assistenten: Janson Assistenten: Ketting 4de official: C. Mulder | Van Wolfswinkel 76' (pen.) Baker 78' |           |                 | Room, Leerdam, Kasjia , Van der Werff, Ōta, Foor 81' ( Yeini), Nakamba, Baker, Rashica 73' ( Van Bergen), Van Wolfswinkel, Nathan 46' ( Tighadouini) RESERVEBANK: Tørnes, Zhang, Dauda, Miazga, Korjan, Faye | Zwarthoed, Lambooij, Fischer, Schenk, Groenbast, Brands 80' ( Bytyqi), Duits 62' ( Daemen), Ritzmaier 34', Antonia, De Kogel 32' 69' ( Maatsen), Wolters RESERVEBANK: Cummins, Teijsse, Locigno, Hendriks, Ojamaa, Nieveld, Achenteh |  |
| Stadion: GelreDome, Arnhem Toeschouwers: 14.170 Arbiter: Kamphuis Assistenten: Janson Assistenten: Ketting 4de official: C. Mulder |                                      |           |                 | Room, Leerdam, Kasjia , Van der Werff, Ōta, Foor 81' ( Yeini), Nakamba, Baker, Rashica 73' ( Van Bergen), Van Wolfswinkel, Nathan 46' ( Tighadouini) RESERVEBANK: Tørnes, Zhang, Dauda, Miazga, Korjan, Faye | Zwarthoed, Lambooij, Fischer, Schenk, Groenbast, Brands 80' ( Bytyqi), Duits 62' ( Daemen), Ritzmaier 34', Antonia, De Kogel 32' 69' ( Maatsen), Wolters RESERVEBANK: Cummins, Teijsse, Locigno, Hendriks, Ojamaa, Nieveld, Achenteh |  |
| Stadion: GelreDome, Arnhem Toeschouwers: 14.170 Arbiter: Kamphuis Assistenten: Janson Assistenten: Ketting 4de official: C. Mulder |                                      |           |                 | Room, Leerdam, Kasjia , Van der Werff, Ōta, Foor 81' ( Yeini), Nakamba, Baker, Rashica 73' ( Van Bergen), Van Wolfswinkel, Nathan 46' ( Tighadouini) RESERVEBANK: Tørnes, Zhang, Dauda, Miazga, Korjan, Faye | Zwarthoed, Lambooij, Fischer, Schenk, Groenbast, Brands 80' ( Bytyqi), Duits 62' ( Daemen), Ritzmaier 34', Antonia, De Kogel 32' 69' ( Maatsen), Wolters RESERVEBANK: Cummins, Teijsse, Locigno, Hendriks, Ojamaa, Nieveld, Achenteh |  |
| Bijz.: Airborne-wedstrijd 2016 Afwezig: Kruiswijk geschorst                                                                        |                                      |           |                 | | |  |

Speelronde 7:
| zondag 25 september 2016, 14:30 | FC Twente           | 2–1 (1–0) | Vitesse     | Opstelling FC Twente | Opstelling Vitesse |  |
| Stadion: De Grolsch Veste, Enschede Toeschouwers: 22.900 Arbiter: Manschot Assistenten: Balder Assistenten: Kleinjan 4de official: Oostrom | Ünal 16' Celina 85' |           | 90+2' Baker | Marsman, Van der Lely, Bijen, Thesker , Trajkovski 45+3', Van der Heyden, Jensen 71' ( Ede), Klich, Yeboah 87' ( Katsikas), Ünal 54' ( Oosterwijk), Celina RESERVEBANK: Hengelman, Ter Avest, Seys, Hölscher, Stevens | Room, Leerdam, Kasjia , Van der Werff 64' ( Miazga), Kruiswijk, Foor, Nakamba 59', Baker, Rashica 28' ( Van Bergen), Van Wolfswinkel, Tighadouini 46' ( Nathan) RESERVEBANK: Houwen, Ōta, Zhang, Osman, Lelieveld |  |
| Stadion: De Grolsch Veste, Enschede Toeschouwers: 22.900 Arbiter: Manschot Assistenten: Balder Assistenten: Kleinjan 4de official: Oostrom |                     |           |             | Marsman, Van der Lely, Bijen, Thesker , Trajkovski 45+3', Van der Heyden, Jensen 71' ( Ede), Klich, Yeboah 87' ( Katsikas), Ünal 54' ( Oosterwijk), Celina RESERVEBANK: Hengelman, Ter Avest, Seys, Hölscher, Stevens | Room, Leerdam, Kasjia , Van der Werff 64' ( Miazga), Kruiswijk, Foor, Nakamba 59', Baker, Rashica 28' ( Van Bergen), Van Wolfswinkel, Tighadouini 46' ( Nathan) RESERVEBANK: Houwen, Ōta, Zhang, Osman, Lelieveld |  |
| Stadion: De Grolsch Veste, Enschede Toeschouwers: 22.900 Arbiter: Manschot Assistenten: Balder Assistenten: Kleinjan 4de official: Oostrom |                     |           |             | Marsman, Van der Lely, Bijen, Thesker , Trajkovski 45+3', Van der Heyden, Jensen 71' ( Ede), Klich, Yeboah 87' ( Katsikas), Ünal 54' ( Oosterwijk), Celina RESERVEBANK: Hengelman, Ter Avest, Seys, Hölscher, Stevens | Room, Leerdam, Kasjia , Van der Werff 64' ( Miazga), Kruiswijk, Foor, Nakamba 59', Baker, Rashica 28' ( Van Bergen), Van Wolfswinkel, Tighadouini 46' ( Nathan) RESERVEBANK: Houwen, Ōta, Zhang, Osman, Lelieveld |  |
| Afwezig: Yeini geblesseerd |                     |           |             | | |  |

Speelronde 8:
| zaterdag 1 oktober 2016, 18:30 | Vitesse               | 2–1 (1–1) | FC Groningen     | Opstelling Vitesse | Opstelling FC Groningen |  |
| Stadion: GelreDome, Arnhem Toeschouwers: 15.055 Arbiter: Wiedemeijer Assistenten: De Vree Assistenten: Vandeursen 4de official: Gerrets | Baker 44' Leerdam 76' |           | 4' (pen.) Hoesen | Room, Leerdam, Kasjia , Van der Werff, Kruiswijk, Nakamba, Foor 86' ( Miazga), Baker, Rashica 4' 46' ( Van Bergen), Van Wolfswinkel, Tighadouini 25' 90+1' ( Nathan) RESERVEBANK: Tørnes, Ōta, Dauda, Osman, Lelieveld | Padt , Hateboer, Larsen, Memišević, Davidson 43' 46' ( Van der Laan), Hiariej, Linssen 78' ( Van Weert), Jenssen, Idrissi, Hoesen, Mahi 65' ( Sørloth) RESERVEBANK: Van der Lei, Borgman, Rusnák, Bacuna, Van Nieff, Tibbling, Maduro |  |
| Stadion: GelreDome, Arnhem Toeschouwers: 15.055 Arbiter: Wiedemeijer Assistenten: De Vree Assistenten: Vandeursen 4de official: Gerrets |                       |           |                  | Room, Leerdam, Kasjia , Van der Werff, Kruiswijk, Nakamba, Foor 86' ( Miazga), Baker, Rashica 4' 46' ( Van Bergen), Van Wolfswinkel, Tighadouini 25' 90+1' ( Nathan) RESERVEBANK: Tørnes, Ōta, Dauda, Osman, Lelieveld | Padt , Hateboer, Larsen, Memišević, Davidson 43' 46' ( Van der Laan), Hiariej, Linssen 78' ( Van Weert), Jenssen, Idrissi, Hoesen, Mahi 65' ( Sørloth) RESERVEBANK: Van der Lei, Borgman, Rusnák, Bacuna, Van Nieff, Tibbling, Maduro |  |
| Stadion: GelreDome, Arnhem Toeschouwers: 15.055 Arbiter: Wiedemeijer Assistenten: De Vree Assistenten: Vandeursen 4de official: Gerrets |                       |           |                  | Room, Leerdam, Kasjia , Van der Werff, Kruiswijk, Nakamba, Foor 86' ( Miazga), Baker, Rashica 4' 46' ( Van Bergen), Van Wolfswinkel, Tighadouini 25' 90+1' ( Nathan) RESERVEBANK: Tørnes, Ōta, Dauda, Osman, Lelieveld | Padt , Hateboer, Larsen, Memišević, Davidson 43' 46' ( Van der Laan), Hiariej, Linssen 78' ( Van Weert), Jenssen, Idrissi, Hoesen, Mahi 65' ( Sørloth) RESERVEBANK: Van der Lei, Borgman, Rusnák, Bacuna, Van Nieff, Tibbling, Maduro |  |
| Bijz.: Wedstrijd kwartier gestaakt vanwege onweer Afwezig: Yeini geblesseerd; Zhang interlandverplichtingen                             |                       |           |                  | | |  |

Speelronde 9:
| zaterdag 15 oktober 2016, 20:45 | AZ             | 2–2 (0–1) | Vitesse                              | Opstelling AZ | Opstelling Vitesse |  |
| Stadion: AFAS Stadion, Alkmaar Toeschouwers: 15.415 Arbiter: Gözübüyük Assistenten: Goossens Assistenten: Van Dongen 4de official: Kooij | Mühren 78' 87' |           | 23' Baker 58' (pen.) Van Wolfswinkel | Rochet, Johansson, Luckassen, Van Eijden 22', Haps, Wuytens 83' ( Friday), Bel Hassani, Rienstra, Jahanbakhsh, Weghorst 57' 60' ( Mühren), Dos Santos Souza 60' ( Tanković) RESERVEBANK: Coutinho, Van Overeem, Til, Seuntjens, Ouwejan, Stengs | Room, Leerdam 82', Kasjia , Miazga, Kruiswijk 87' ( Ōta), Nakamba 28', Foor, Baker, Rashica, Van Wolfswinkel 72' ( Zhang), Tighadouini 80' ( Van Bergen 90') RESERVEBANK: Houwen, Nathan, Dauda, Osman, Lelieveld, Korjan |  |
| Stadion: AFAS Stadion, Alkmaar Toeschouwers: 15.415 Arbiter: Gözübüyük Assistenten: Goossens Assistenten: Van Dongen 4de official: Kooij |                |           |                                      | Rochet, Johansson, Luckassen, Van Eijden 22', Haps, Wuytens 83' ( Friday), Bel Hassani, Rienstra, Jahanbakhsh, Weghorst 57' 60' ( Mühren), Dos Santos Souza 60' ( Tanković) RESERVEBANK: Coutinho, Van Overeem, Til, Seuntjens, Ouwejan, Stengs | Room, Leerdam 82', Kasjia , Miazga, Kruiswijk 87' ( Ōta), Nakamba 28', Foor, Baker, Rashica, Van Wolfswinkel 72' ( Zhang), Tighadouini 80' ( Van Bergen 90') RESERVEBANK: Houwen, Nathan, Dauda, Osman, Lelieveld, Korjan |  |
| Stadion: AFAS Stadion, Alkmaar Toeschouwers: 15.415 Arbiter: Gözübüyük Assistenten: Goossens Assistenten: Van Dongen 4de official: Kooij |                |           |                                      | Rochet, Johansson, Luckassen, Van Eijden 22', Haps, Wuytens 83' ( Friday), Bel Hassani, Rienstra, Jahanbakhsh, Weghorst 57' 60' ( Mühren), Dos Santos Souza 60' ( Tanković) RESERVEBANK: Coutinho, Van Overeem, Til, Seuntjens, Ouwejan, Stengs | Room, Leerdam 82', Kasjia , Miazga, Kruiswijk 87' ( Ōta), Nakamba 28', Foor, Baker, Rashica, Van Wolfswinkel 72' ( Zhang), Tighadouini 80' ( Van Bergen 90') RESERVEBANK: Houwen, Nathan, Dauda, Osman, Lelieveld, Korjan |  |
| Bijz.: Assistent-trainer Sturing weggestuurd 88' Afwezig: Van der Werff geblesseerd                                                      |                |           |                                      | | |  |

Speelronde 10:
| zondag 23 oktober 2016, 12:30 | NEC       | 1–1 (0–1) | Vitesse  | Opstelling NEC | Opstelling Vitesse |  |
| Stadion: Goffertstadion, Nijmegen Toeschouwers: 12.100 Arbiter: Van Boekel Assistenten: Goossens Assistenten: Langkamp 4de official: Manschot                                                              | Đumić 88' |           | 38' Foor | Delle, Dyrestam, Đumić 63', Golla 42', Fomitschow, Bikel 22' 46' ( Ofosu), Von Haacke 79' ( Owusu-Abeyie), Breinburg , Grot 46' ( Awoniyi), Mayi, Rayhi RESERVEBANK: Smits, Heinloth, Mauk, Buwalda, Kadıoğlu, Gmeiner | Room, Leerdam 51' ( Yeini), Kasjia 63', Miazga, Kruiswijk, Nakamba, Foor 89' ( Ōta), Baker, Rashica 69' ( Nathan), Van Wolfswinkel 43', Tighadouini 90' RESERVEBANK: Houwen, Zhang, Dauda, Van Bergen, Osman, Korjan |  |
| Stadion: Goffertstadion, Nijmegen Toeschouwers: 12.100 Arbiter: Van Boekel Assistenten: Goossens Assistenten: Langkamp 4de official: Manschot                                                              |           |           |          | Delle, Dyrestam, Đumić 63', Golla 42', Fomitschow, Bikel 22' 46' ( Ofosu), Von Haacke 79' ( Owusu-Abeyie), Breinburg , Grot 46' ( Awoniyi), Mayi, Rayhi RESERVEBANK: Smits, Heinloth, Mauk, Buwalda, Kadıoğlu, Gmeiner | Room, Leerdam 51' ( Yeini), Kasjia 63', Miazga, Kruiswijk, Nakamba, Foor 89' ( Ōta), Baker, Rashica 69' ( Nathan), Van Wolfswinkel 43', Tighadouini 90' RESERVEBANK: Houwen, Zhang, Dauda, Van Bergen, Osman, Korjan |  |
| Stadion: Goffertstadion, Nijmegen Toeschouwers: 12.100 Arbiter: Van Boekel Assistenten: Goossens Assistenten: Langkamp 4de official: Manschot                                                              |           |           |          | Delle, Dyrestam, Đumić 63', Golla 42', Fomitschow, Bikel 22' 46' ( Ofosu), Von Haacke 79' ( Owusu-Abeyie), Breinburg , Grot 46' ( Awoniyi), Mayi, Rayhi RESERVEBANK: Smits, Heinloth, Mauk, Buwalda, Kadıoğlu, Gmeiner | Room, Leerdam 51' ( Yeini), Kasjia 63', Miazga, Kruiswijk, Nakamba, Foor 89' ( Ōta), Baker, Rashica 69' ( Nathan), Van Wolfswinkel 43', Tighadouini 90' RESERVEBANK: Houwen, Zhang, Dauda, Van Bergen, Osman, Korjan |  |
| Bijz.: Wedstrijd in de 63e minuut voor enkele minuten stilgelegd nadat Baker en anderen door het Nijmeegse publiek werden bekogeld Afwezig: Van der Werff geblesseerd; assistent-trainer Sturing geschorst |           |           |          | | |  |

Speelronde 11:
| zaterdag 29 oktober 2016, 19:45 | Vitesse | 0–2 (0–1) | PSV               | Opstelling Vitesse | Opstelling PSV |  |
| Stadion: GelreDome, Arnhem Toeschouwers: 18.452 Arbiter: Kuipers Assistenten: Van Roekel Assistenten: Zeinstra 4de official: Lindhout |         |           | 12' 90+3' Pereiro | Room, Yeini, Kasjia , Miazga, Kruiswijk 53', Nakamba, Foor 75' ( Zhang), Baker, Rashica 81' ( Van Bergen), Van Wolfswinkel, Tighadouini RESERVEBANK: Houwen, Ōta, Nathan, Osman, Lelieveld, Korjan | Pasveer, Arias, Isimat-Mirin, Moreno, Willems 71' ( Brenet), Pröpper, Guardado, Ramselaar 83' ( Schwaab), Bergwijn 60' ( Jozefzoon), L. de Jong , Pereiro RESERVEBANK: Jurjus, Van Osch, Zintsjenko, Lundqvist, Rosario, Lammers |  |
| Stadion: GelreDome, Arnhem Toeschouwers: 18.452 Arbiter: Kuipers Assistenten: Van Roekel Assistenten: Zeinstra 4de official: Lindhout |         |           |                   | Room, Yeini, Kasjia , Miazga, Kruiswijk 53', Nakamba, Foor 75' ( Zhang), Baker, Rashica 81' ( Van Bergen), Van Wolfswinkel, Tighadouini RESERVEBANK: Houwen, Ōta, Nathan, Osman, Lelieveld, Korjan | Pasveer, Arias, Isimat-Mirin, Moreno, Willems 71' ( Brenet), Pröpper, Guardado, Ramselaar 83' ( Schwaab), Bergwijn 60' ( Jozefzoon), L. de Jong , Pereiro RESERVEBANK: Jurjus, Van Osch, Zintsjenko, Lundqvist, Rosario, Lammers |  |
| Stadion: GelreDome, Arnhem Toeschouwers: 18.452 Arbiter: Kuipers Assistenten: Van Roekel Assistenten: Zeinstra 4de official: Lindhout |         |           |                   | Room, Yeini, Kasjia , Miazga, Kruiswijk 53', Nakamba, Foor 75' ( Zhang), Baker, Rashica 81' ( Van Bergen), Van Wolfswinkel, Tighadouini RESERVEBANK: Houwen, Ōta, Nathan, Osman, Lelieveld, Korjan | Pasveer, Arias, Isimat-Mirin, Moreno, Willems 71' ( Brenet), Pröpper, Guardado, Ramselaar 83' ( Schwaab), Bergwijn 60' ( Jozefzoon), L. de Jong , Pereiro RESERVEBANK: Jurjus, Van Osch, Zintsjenko, Lundqvist, Rosario, Lammers |  |
| Afwezig: Van der Werff en Leerdam geblesseerd                                                                                         |         |           |                   | | |  |

Speelronde 12:
| zondag 6 november 2016, 14:30 | Vitesse             | 1–2 (0–0) | Heracles Almelo                 | Opstelling Vitesse | Opstelling Heracles Almelo |  |
| Stadion: GelreDome, Arnhem Toeschouwers: 13.743 Arbiter: Makkelie Assistenten: Diks Assistenten: Steegstra 4de official: Van der Vrande | Van Wolfswinkel 57' |           | 61' Darri 74' (pen.) Armenteros | Room, Yeini 78', Kasjia , Miazga, Kruiswijk, Nakamba, Foor 77' ( Zhang), Baker, Rashica 58' ( Tighadouini), Van Wolfswinkel, Nathan 62' ( Korjan) RESERVEBANK: Houwen, Leerdam, Ōta, Dauda, Lelieveld | Castro, Breukers, Pröpper, Hoogma, Gosens, Bruns , Pelupessy, Duarte, Kuwas, Armenteros, Darri RESERVEBANK: Brouwer, Kada, Droste, Navrátil, Vermeij, Van Ooijen, Van Mieghem, Niemeijer |  |
| Stadion: GelreDome, Arnhem Toeschouwers: 13.743 Arbiter: Makkelie Assistenten: Diks Assistenten: Steegstra 4de official: Van der Vrande |                     |           |                                 | Room, Yeini 78', Kasjia , Miazga, Kruiswijk, Nakamba, Foor 77' ( Zhang), Baker, Rashica 58' ( Tighadouini), Van Wolfswinkel, Nathan 62' ( Korjan) RESERVEBANK: Houwen, Leerdam, Ōta, Dauda, Lelieveld | Castro, Breukers, Pröpper, Hoogma, Gosens, Bruns , Pelupessy, Duarte, Kuwas, Armenteros, Darri RESERVEBANK: Brouwer, Kada, Droste, Navrátil, Vermeij, Van Ooijen, Van Mieghem, Niemeijer |  |
| Stadion: GelreDome, Arnhem Toeschouwers: 13.743 Arbiter: Makkelie Assistenten: Diks Assistenten: Steegstra 4de official: Van der Vrande |                     |           |                                 | Room, Yeini 78', Kasjia , Miazga, Kruiswijk, Nakamba, Foor 77' ( Zhang), Baker, Rashica 58' ( Tighadouini), Van Wolfswinkel, Nathan 62' ( Korjan) RESERVEBANK: Houwen, Leerdam, Ōta, Dauda, Lelieveld | Castro, Breukers, Pröpper, Hoogma, Gosens, Bruns , Pelupessy, Duarte, Kuwas, Armenteros, Darri RESERVEBANK: Brouwer, Kada, Droste, Navrátil, Vermeij, Van Ooijen, Van Mieghem, Niemeijer |  |
| Afwezig: Van der Werff geblesseerd |                     |           |                                 | | |  |

Speelronde 13:
| zaterdag 19 november 2016, 18:30 | sc Heerenveen | 1–1 (0–0) | Vitesse   | Opstelling sc Heerenveen | Opstelling Vitesse |  |
| Stadion: Abe Lenstra Stadion, Heerenveen Toeschouwers: 24.465 Arbiter: Janssen Assistenten: Strijker Assistenten: Kleinjan 4de official: Van der Eijk | Veerman 84'   |           | 72' Baker | Mulder 73', Marzo, St. Juste, Van Aken, Bijker, Namli 87' ( Thern), Thorsby 61' 78' ( Van Amersfoort), Kobayashi, Zeneli, Ghoochannejhad 78' ( Veerman), Larsson RESERVEBANK: Bekkema, Van der Steen, Slagveer, Cavlan, Facey, Huizing, Vlap | Room, Leerdam, Kasjia , Kruiswijk, Ōta, Yeini, Baker, Nakamba 57', Foor 88' ( Rashica), Van Wolfswinkel, Nathan 35' ( Tighadouini) RESERVEBANK: Houwen, Dauda, Van Bergen, Miazga, Osman, Lelieveld, Korjan, Faye |  |
| Stadion: Abe Lenstra Stadion, Heerenveen Toeschouwers: 24.465 Arbiter: Janssen Assistenten: Strijker Assistenten: Kleinjan 4de official: Van der Eijk |               |           |           | Mulder 73', Marzo, St. Juste, Van Aken, Bijker, Namli 87' ( Thern), Thorsby 61' 78' ( Van Amersfoort), Kobayashi, Zeneli, Ghoochannejhad 78' ( Veerman), Larsson RESERVEBANK: Bekkema, Van der Steen, Slagveer, Cavlan, Facey, Huizing, Vlap | Room, Leerdam, Kasjia , Kruiswijk, Ōta, Yeini, Baker, Nakamba 57', Foor 88' ( Rashica), Van Wolfswinkel, Nathan 35' ( Tighadouini) RESERVEBANK: Houwen, Dauda, Van Bergen, Miazga, Osman, Lelieveld, Korjan, Faye |  |
| Stadion: Abe Lenstra Stadion, Heerenveen Toeschouwers: 24.465 Arbiter: Janssen Assistenten: Strijker Assistenten: Kleinjan 4de official: Van der Eijk |               |           |           | Mulder 73', Marzo, St. Juste, Van Aken, Bijker, Namli 87' ( Thern), Thorsby 61' 78' ( Van Amersfoort), Kobayashi, Zeneli, Ghoochannejhad 78' ( Veerman), Larsson RESERVEBANK: Bekkema, Van der Steen, Slagveer, Cavlan, Facey, Huizing, Vlap | Room, Leerdam, Kasjia , Kruiswijk, Ōta, Yeini, Baker, Nakamba 57', Foor 88' ( Rashica), Van Wolfswinkel, Nathan 35' ( Tighadouini) RESERVEBANK: Houwen, Dauda, Van Bergen, Miazga, Osman, Lelieveld, Korjan, Faye |  |
| Afwezig: Van der Werff en Zhang geblesseerd |               |           |           | | |  |

Speelronde 14:
| zaterdag 26 november 2016, 18:30 | Vitesse                                    | 2–2 (1–2) | Excelsior   | Opstelling Vitesse | Opstelling Excelsior |  |
| Stadion: GelreDome, Arnhem Toeschouwers: 14.328 Arbiter: S. Mulder Assistenten: De Vries Assistenten: Vandeursen 4de official: Van der Vrande | Van Wolfswinkel 25' (pen.) Tighadouini 73' |           | 7' 14' Faik | Room, Leerdam, Kasjia , Kruiswijk, Ōta, Korjan 62' ( Tighadouini), Yeini, Baker, Van Bergen 61' ( Rashica), Van Wolfswinkel 74' ( Dauda), Foor RESERVEBANK: Houwen, Nathan, Miazga, Osman, Lelieveld | Muyters 41', Karami, Mattheij 25', Drost, Kuipers 56', Fortes, Vermeulen, Faik, Fredy 90+1' ( Ondaan), Hasselbaink 76' ( Van Duinen), Elbers 83' ( Pantić) RESERVEBANK: Kurto, Havekotte, Owusu, Brito, Massop, Haspolat |  |
| Stadion: GelreDome, Arnhem Toeschouwers: 14.328 Arbiter: S. Mulder Assistenten: De Vries Assistenten: Vandeursen 4de official: Van der Vrande |                                            |           |             | Room, Leerdam, Kasjia , Kruiswijk, Ōta, Korjan 62' ( Tighadouini), Yeini, Baker, Van Bergen 61' ( Rashica), Van Wolfswinkel 74' ( Dauda), Foor RESERVEBANK: Houwen, Nathan, Miazga, Osman, Lelieveld | Muyters 41', Karami, Mattheij 25', Drost, Kuipers 56', Fortes, Vermeulen, Faik, Fredy 90+1' ( Ondaan), Hasselbaink 76' ( Van Duinen), Elbers 83' ( Pantić) RESERVEBANK: Kurto, Havekotte, Owusu, Brito, Massop, Haspolat |  |
| Stadion: GelreDome, Arnhem Toeschouwers: 14.328 Arbiter: S. Mulder Assistenten: De Vries Assistenten: Vandeursen 4de official: Van der Vrande |                                            |           |             | Room, Leerdam, Kasjia , Kruiswijk, Ōta, Korjan 62' ( Tighadouini), Yeini, Baker, Van Bergen 61' ( Rashica), Van Wolfswinkel 74' ( Dauda), Foor RESERVEBANK: Houwen, Nathan, Miazga, Osman, Lelieveld | Muyters 41', Karami, Mattheij 25', Drost, Kuipers 56', Fortes, Vermeulen, Faik, Fredy 90+1' ( Ondaan), Hasselbaink 76' ( Van Duinen), Elbers 83' ( Pantić) RESERVEBANK: Kurto, Havekotte, Owusu, Brito, Massop, Haspolat |  |
| Afwezig: Nakamba geschorst; Van der Werff geblesseerd                                                                                         |                                            |           |             | | |  |

Speelronde 15:
| zaterdag 3 december 2016, 20:45 | Vitesse                                 | 3–1 (2–0) | PEC Zwolle      | Opstelling Vitesse | Opstelling PEC Zwolle |  |
| Stadion: GelreDome, Arnhem Toeschouwers: 14.173 Arbiter: Kamphuis Assistenten: Siebert Assistenten: Ketting 4de official: Gerrets             | Baker 32' (pen.) Zhang 41' Nathan 90+2' |           | 67' Schenkeveld | Room, Leerdam, Kasjia , Van der Werff, Ōta, Foor 90+3' ( Miazga), Nakamba, Baker, Rashica 21' 89' ( Van Bergen), Zhang 45', Tighadouini 74' ( Nathan) RESERVEBANK: Houwen, Dauda, Yeini, Korjan, Faye | Van der Hart, Schenkeveld, Marcellis 32', Kvída 75', Van Polen , Brama, Saymak 65' ( Mastour), Warmerdam, Ehizibue 46' ( Brock-Madsen), Menig, Thomas RESERVEBANK: Begois, Hauptmeijer, Van de Pavert, Verdonk, Marinus, Achahbar, Sandler |  |
| Stadion: GelreDome, Arnhem Toeschouwers: 14.173 Arbiter: Kamphuis Assistenten: Siebert Assistenten: Ketting 4de official: Gerrets             |                                         |           |                 | Room, Leerdam, Kasjia , Van der Werff, Ōta, Foor 90+3' ( Miazga), Nakamba, Baker, Rashica 21' 89' ( Van Bergen), Zhang 45', Tighadouini 74' ( Nathan) RESERVEBANK: Houwen, Dauda, Yeini, Korjan, Faye | Van der Hart, Schenkeveld, Marcellis 32', Kvída 75', Van Polen , Brama, Saymak 65' ( Mastour), Warmerdam, Ehizibue 46' ( Brock-Madsen), Menig, Thomas RESERVEBANK: Begois, Hauptmeijer, Van de Pavert, Verdonk, Marinus, Achahbar, Sandler |  |
| Stadion: GelreDome, Arnhem Toeschouwers: 14.173 Arbiter: Kamphuis Assistenten: Siebert Assistenten: Ketting 4de official: Gerrets             |                                         |           |                 | Room, Leerdam, Kasjia , Van der Werff, Ōta, Foor 90+3' ( Miazga), Nakamba, Baker, Rashica 21' 89' ( Van Bergen), Zhang 45', Tighadouini 74' ( Nathan) RESERVEBANK: Houwen, Dauda, Yeini, Korjan, Faye | Van der Hart, Schenkeveld, Marcellis 32', Kvída 75', Van Polen , Brama, Saymak 65' ( Mastour), Warmerdam, Ehizibue 46' ( Brock-Madsen), Menig, Thomas RESERVEBANK: Begois, Hauptmeijer, Van de Pavert, Verdonk, Marinus, Achahbar, Sandler |  |
| Bijz.: Minuut stilte en rouwbanden vanwege de vliegtuigramp met de selectie van Chapecoense Afwezig: Kruiswijk en Van Wolfswinkel geblesseerd |                                         |           |                 | | |  |

Speelronde 16:
| zondag 11 december 2016, 12:30 | Sparta Rotterdam | 0–1 (0–0) | Vitesse             | Opstelling Sparta Rotterdam | Opstelling Vitesse |  |
| Stadion: Spartastadion Het Kasteel, Rotterdam Toeschouwers: 10.353 Arbiter: Lindhout Assistenten: Janson Assistenten: Lapar 4de official: Van Herk |                  |           | 83' Van Wolfswinkel | Kortsmit, Dumfries, Breuer , Vriends, Floranus, Dougall 90+2', Spierings 90+2', Dijkstra 62', Brogno 79' ( Verhaar), El Azzouzi 60' ( Pogba), Goodwin 69' ( Calero Ruiz) RESERVEBANK: Verrips, Kieboom, Ketting, Chevreuil, Mendes da Silva, Van Moorsel, Stokkers | Room, Leerdam, Kasjia , Van der Werff 76' ( Kruiswijk), Ōta, Foor 90+4', Nakamba, Baker, Rashica 69' ( Zhang 89'), Van Wolfswinkel 90+2', Tighadouini 63' ( Nathan) RESERVEBANK: Tørnes, Houwen, Van Bergen, Miazga, Yeini, Korjan, Faye |  |
| Stadion: Spartastadion Het Kasteel, Rotterdam Toeschouwers: 10.353 Arbiter: Lindhout Assistenten: Janson Assistenten: Lapar 4de official: Van Herk |                  |           |                     | Kortsmit, Dumfries, Breuer , Vriends, Floranus, Dougall 90+2', Spierings 90+2', Dijkstra 62', Brogno 79' ( Verhaar), El Azzouzi 60' ( Pogba), Goodwin 69' ( Calero Ruiz) RESERVEBANK: Verrips, Kieboom, Ketting, Chevreuil, Mendes da Silva, Van Moorsel, Stokkers | Room, Leerdam, Kasjia , Van der Werff 76' ( Kruiswijk), Ōta, Foor 90+4', Nakamba, Baker, Rashica 69' ( Zhang 89'), Van Wolfswinkel 90+2', Tighadouini 63' ( Nathan) RESERVEBANK: Tørnes, Houwen, Van Bergen, Miazga, Yeini, Korjan, Faye |  |
| Stadion: Spartastadion Het Kasteel, Rotterdam Toeschouwers: 10.353 Arbiter: Lindhout Assistenten: Janson Assistenten: Lapar 4de official: Van Herk |                  |           |                     | Kortsmit, Dumfries, Breuer , Vriends, Floranus, Dougall 90+2', Spierings 90+2', Dijkstra 62', Brogno 79' ( Verhaar), El Azzouzi 60' ( Pogba), Goodwin 69' ( Calero Ruiz) RESERVEBANK: Verrips, Kieboom, Ketting, Chevreuil, Mendes da Silva, Van Moorsel, Stokkers | Room, Leerdam, Kasjia , Van der Werff 76' ( Kruiswijk), Ōta, Foor 90+4', Nakamba, Baker, Rashica 69' ( Zhang 89'), Van Wolfswinkel 90+2', Tighadouini 63' ( Nathan) RESERVEBANK: Tørnes, Houwen, Van Bergen, Miazga, Yeini, Korjan, Faye |  |
| |                  |           |                     | | |  |

Speelronde 17:
| zaterdag 17 december 2016, 19:45 | Feyenoord                 | 3–1 (2–1) | Vitesse         | Opstelling Feyenoord | Opstelling Vitesse |  |
| Stadion: Stadion Feijenoord, Rotterdam Toeschouwers: 47.500 Arbiter: Higler Assistenten: Dobre Assistenten: Bluemink 4de official: Kooij | Elia 15' Berghuis 42' 57' |           | 24' Tighadouini | Jones, Karsdorp, Botteghin, Kongolo, Nelom 51', El Ahmadi 63', Kuijt 83' ( Başacıkoğlu), Vilhena, Berghuis, Jørgensen, Elia 60' ( Toornstra) RESERVEBANK: Bijlow, Hansson, Woudenberg, Tapia, Nieuwkoop, Gustafson, Kramer, Dammers, Hamer, El Hankouri | Room, Leerdam, Kasjia , Van der Werff, Ōta, Foor 83' ( Osman), Nakamba, Baker, Rashica 67' ( Nathan), Van Wolfswinkel 74' 74' ( Zhang), Tighadouini RESERVEBANK: Tørnes, Houwen, Kruiswijk, Van Bergen, Miazga, Yeini, Lelieveld, Korjan, Faye |  |
| Stadion: Stadion Feijenoord, Rotterdam Toeschouwers: 47.500 Arbiter: Higler Assistenten: Dobre Assistenten: Bluemink 4de official: Kooij |                           |           |                 | Jones, Karsdorp, Botteghin, Kongolo, Nelom 51', El Ahmadi 63', Kuijt 83' ( Başacıkoğlu), Vilhena, Berghuis, Jørgensen, Elia 60' ( Toornstra) RESERVEBANK: Bijlow, Hansson, Woudenberg, Tapia, Nieuwkoop, Gustafson, Kramer, Dammers, Hamer, El Hankouri | Room, Leerdam, Kasjia , Van der Werff, Ōta, Foor 83' ( Osman), Nakamba, Baker, Rashica 67' ( Nathan), Van Wolfswinkel 74' 74' ( Zhang), Tighadouini RESERVEBANK: Tørnes, Houwen, Kruiswijk, Van Bergen, Miazga, Yeini, Lelieveld, Korjan, Faye |  |
| Stadion: Stadion Feijenoord, Rotterdam Toeschouwers: 47.500 Arbiter: Higler Assistenten: Dobre Assistenten: Bluemink 4de official: Kooij |                           |           |                 | Jones, Karsdorp, Botteghin, Kongolo, Nelom 51', El Ahmadi 63', Kuijt 83' ( Başacıkoğlu), Vilhena, Berghuis, Jørgensen, Elia 60' ( Toornstra) RESERVEBANK: Bijlow, Hansson, Woudenberg, Tapia, Nieuwkoop, Gustafson, Kramer, Dammers, Hamer, El Hankouri | Room, Leerdam, Kasjia , Van der Werff, Ōta, Foor 83' ( Osman), Nakamba, Baker, Rashica 67' ( Nathan), Van Wolfswinkel 74' 74' ( Zhang), Tighadouini RESERVEBANK: Tørnes, Houwen, Kruiswijk, Van Bergen, Miazga, Yeini, Lelieveld, Korjan, Faye |  |
| |                           |           |                 | | |  |

Speelronde 18:
| zondag 15 januari 2017, 14:30 | Vitesse                                   | 3–1 (2–0) | FC Twente        | Opstelling Vitesse | Opstelling FC Twente |  |
| Stadion: GelreDome, Arnhem Toeschouwers: 15.194 Arbiter: Janssen Assistenten: Van de Ven Assistenten: De Vries 4de official: Kooij | Baker 13' Van Wolfswinkel 39' Rashica 47' |           | 78' (pen.) Klich | Room, Leerdam 77', Kasjia , Van der Werff, Kruiswijk, Foor, Yeini, Baker 81', Rashica 85' ( Miazga), Van Wolfswinkel 78' ( Zhang), Tighadouini 68' ( Van Bergen) RESERVEBANK: Tørnes, Osman, Lelieveld, Korjan, Calor, Faye | Marsman, Ter Avest, Bijen 60' ( F. Jensen), Andersen, Thesker , Trajkovski, Yeboah, Van der Heyden 74' ( Mokotjo), Klich 64', Celina 60' ( Seys 86'), Ünal RESERVEBANK: Hengelman, Drommel, Katsikas, Oosterwijk, Van der Lely |  |
| Stadion: GelreDome, Arnhem Toeschouwers: 15.194 Arbiter: Janssen Assistenten: Van de Ven Assistenten: De Vries 4de official: Kooij |                                           |           |                  | Room, Leerdam 77', Kasjia , Van der Werff, Kruiswijk, Foor, Yeini, Baker 81', Rashica 85' ( Miazga), Van Wolfswinkel 78' ( Zhang), Tighadouini 68' ( Van Bergen) RESERVEBANK: Tørnes, Osman, Lelieveld, Korjan, Calor, Faye | Marsman, Ter Avest, Bijen 60' ( F. Jensen), Andersen, Thesker , Trajkovski, Yeboah, Van der Heyden 74' ( Mokotjo), Klich 64', Celina 60' ( Seys 86'), Ünal RESERVEBANK: Hengelman, Drommel, Katsikas, Oosterwijk, Van der Lely |  |
| Stadion: GelreDome, Arnhem Toeschouwers: 15.194 Arbiter: Janssen Assistenten: Van de Ven Assistenten: De Vries 4de official: Kooij |                                           |           |                  | Room, Leerdam 77', Kasjia , Van der Werff, Kruiswijk, Foor, Yeini, Baker 81', Rashica 85' ( Miazga), Van Wolfswinkel 78' ( Zhang), Tighadouini 68' ( Van Bergen) RESERVEBANK: Tørnes, Osman, Lelieveld, Korjan, Calor, Faye | Marsman, Ter Avest, Bijen 60' ( F. Jensen), Andersen, Thesker , Trajkovski, Yeboah, Van der Heyden 74' ( Mokotjo), Klich 64', Celina 60' ( Seys 86'), Ünal RESERVEBANK: Hengelman, Drommel, Katsikas, Oosterwijk, Van der Lely |  |
| Afwezig: Nathan geblesseerd; Nakamba deelname Afrika Cup                                                                           |                                           |           |                  | | |  |

Speelronde 19:
| zaterdag 21 januari 2017, 20:45 | FC Groningen      | 1–1 (1–0) | Vitesse  | Opstelling FC Groningen | Opstelling Vitesse |  |
| Stadion: Noordlease Stadion, Groningen Toeschouwers: 18.810 Arbiter: Manschot Assistenten: Janson Assistenten: Kleinjan 4de official: Gerrets | Leerdam 6' (e.d.) |           | 49' Foor | Padt , Hateboer 90+2', Reijnen, Larsen, Van Nieff, Tibbling, Bacuna, Jenssen, Linssen 77' ( Idrissi), Sørloth, Mahi 84' ( Drost) RESERVEBANK: Van der Lei, Van der Vlag, Memišević, Hiariej, Payne | Room, Leerdam, Kasjia 46' ( Miazga), Van der Werff, Kruiswijk, Foor 86', Yeini, Calor 77' ( Osman), Rashica, Van Wolfswinkel 84' ( Zhang), Tighadouini RESERVEBANK: Tørnes, Houwen, Nathan, Van Bergen, Lelieveld, Korjan, Faye |  |
| Stadion: Noordlease Stadion, Groningen Toeschouwers: 18.810 Arbiter: Manschot Assistenten: Janson Assistenten: Kleinjan 4de official: Gerrets |                   |           |          | Padt , Hateboer 90+2', Reijnen, Larsen, Van Nieff, Tibbling, Bacuna, Jenssen, Linssen 77' ( Idrissi), Sørloth, Mahi 84' ( Drost) RESERVEBANK: Van der Lei, Van der Vlag, Memišević, Hiariej, Payne | Room, Leerdam, Kasjia 46' ( Miazga), Van der Werff, Kruiswijk, Foor 86', Yeini, Calor 77' ( Osman), Rashica, Van Wolfswinkel 84' ( Zhang), Tighadouini RESERVEBANK: Tørnes, Houwen, Nathan, Van Bergen, Lelieveld, Korjan, Faye |  |
| Stadion: Noordlease Stadion, Groningen Toeschouwers: 18.810 Arbiter: Manschot Assistenten: Janson Assistenten: Kleinjan 4de official: Gerrets |                   |           |          | Padt , Hateboer 90+2', Reijnen, Larsen, Van Nieff, Tibbling, Bacuna, Jenssen, Linssen 77' ( Idrissi), Sørloth, Mahi 84' ( Drost) RESERVEBANK: Van der Lei, Van der Vlag, Memišević, Hiariej, Payne | Room, Leerdam, Kasjia 46' ( Miazga), Van der Werff, Kruiswijk, Foor 86', Yeini, Calor 77' ( Osman), Rashica, Van Wolfswinkel 84' ( Zhang), Tighadouini RESERVEBANK: Tørnes, Houwen, Nathan, Van Bergen, Lelieveld, Korjan, Faye |  |
| Bijz.: Debuut Calor Afwezig: Baker geschorst; Nakamba deelname Afrika Cup; Büttner niet wedstrijdfit                                          |                   |           |          | | |  |

Speelronde 20:
| zondag 29 januari 2017, 14:30                                                                                                  | Vitesse              | 2–1 (1–0) | AZ                | Opstelling Vitesse | Opstelling AZ |  |
| Stadion: GelreDome, Arnhem Toeschouwers: 14.183 Arbiter: Kamphuis Assistenten: Siebert Assistenten: Balder 4de official: Blank | Baker 10' Nathan 51' |           | 64' (e.d.) Kasjia | Room, Leerdam 39', Kasjia , Van der Werff, Kruiswijk, Nakamba, Nathan 78' ( Miazga), Baker 61', Rashica 71' ( Zhang 75'), Van Wolfswinkel, Tighadouini RESERVEBANK: Tørnes, Van Bergen, Korjan, Calor, Faye | Rochet, Johansson, Van Eijden 41', Wuytens, Haps 51', Seuntjens 46' ( Bel Hassani), Luckassen, Rienstra , Jahanbakhsh, Weghorst 45+1' 46' ( Friday), Dos Santos Souza 54' ( Garcia) RESERVEBANK: Olij, Van Overeem, Tanković, Til, Mühren, Ouwejan, Lewis |  |
| Stadion: GelreDome, Arnhem Toeschouwers: 14.183 Arbiter: Kamphuis Assistenten: Siebert Assistenten: Balder 4de official: Blank |                      |           |                   | Room, Leerdam 39', Kasjia , Van der Werff, Kruiswijk, Nakamba, Nathan 78' ( Miazga), Baker 61', Rashica 71' ( Zhang 75'), Van Wolfswinkel, Tighadouini RESERVEBANK: Tørnes, Van Bergen, Korjan, Calor, Faye | Rochet, Johansson, Van Eijden 41', Wuytens, Haps 51', Seuntjens 46' ( Bel Hassani), Luckassen, Rienstra , Jahanbakhsh, Weghorst 45+1' 46' ( Friday), Dos Santos Souza 54' ( Garcia) RESERVEBANK: Olij, Van Overeem, Tanković, Til, Mühren, Ouwejan, Lewis |  |
| Stadion: GelreDome, Arnhem Toeschouwers: 14.183 Arbiter: Kamphuis Assistenten: Siebert Assistenten: Balder 4de official: Blank |                      |           |                   | Room, Leerdam 39', Kasjia , Van der Werff, Kruiswijk, Nakamba, Nathan 78' ( Miazga), Baker 61', Rashica 71' ( Zhang 75'), Van Wolfswinkel, Tighadouini RESERVEBANK: Tørnes, Van Bergen, Korjan, Calor, Faye | Rochet, Johansson, Van Eijden 41', Wuytens, Haps 51', Seuntjens 46' ( Bel Hassani), Luckassen, Rienstra , Jahanbakhsh, Weghorst 45+1' 46' ( Friday), Dos Santos Souza 54' ( Garcia) RESERVEBANK: Olij, Van Overeem, Tanković, Til, Mühren, Ouwejan, Lewis |  |
| Afwezig: Foor geschorst; Büttner niet wedstrijdfit                                                                             |                      |           |                   | | |  |

Speelronde 21:
| vrijdag 3 februari 2017, 20:00 | ADO Den Haag | 0–2 (0–2) | Vitesse                             | Opstelling ADO Den Haag | Opstelling Vitesse |  |
| Stadion: Kyocera Stadion, Den Haag Toeschouwers: 11.343 Arbiter: S. Mulder Assistenten: De Nas Assistenten: Lapar 4de official: Dieperink |              |           | 29' Tighadouini 31' Van Wolfswinkel | Šetkus, Ebuehi, Beugelsdijk , Meißner, Kanon 89', Trybull 46' ( Gorter 61'), El Khayati 60' ( Duplan), El Mahdioui, Schaken, Fernandez 70' ( Havenaar), Wolters 52' RESERVEBANK: Zwinkels, De Boer, Malone, Bakker, David, Schouten, Asmelash, Becker | Room, Leerdam, Kasjia , Van der Werff, Kruiswijk, Nakamba, Nathan 87' ( Miazga), Baker, Rashica, Van Wolfswinkel, Tighadouini 77' ( Foor) RESERVEBANK: Tørnes, Houwen, Ali, Zhang, Van Bergen, Diks, Korjan, Calor |  |
| Stadion: Kyocera Stadion, Den Haag Toeschouwers: 11.343 Arbiter: S. Mulder Assistenten: De Nas Assistenten: Lapar 4de official: Dieperink |              |           |                                     | Šetkus, Ebuehi, Beugelsdijk , Meißner, Kanon 89', Trybull 46' ( Gorter 61'), El Khayati 60' ( Duplan), El Mahdioui, Schaken, Fernandez 70' ( Havenaar), Wolters 52' RESERVEBANK: Zwinkels, De Boer, Malone, Bakker, David, Schouten, Asmelash, Becker | Room, Leerdam, Kasjia , Van der Werff, Kruiswijk, Nakamba, Nathan 87' ( Miazga), Baker, Rashica, Van Wolfswinkel, Tighadouini 77' ( Foor) RESERVEBANK: Tørnes, Houwen, Ali, Zhang, Van Bergen, Diks, Korjan, Calor |  |
| Stadion: Kyocera Stadion, Den Haag Toeschouwers: 11.343 Arbiter: S. Mulder Assistenten: De Nas Assistenten: Lapar 4de official: Dieperink |              |           |                                     | Šetkus, Ebuehi, Beugelsdijk , Meißner, Kanon 89', Trybull 46' ( Gorter 61'), El Khayati 60' ( Duplan), El Mahdioui, Schaken, Fernandez 70' ( Havenaar), Wolters 52' RESERVEBANK: Zwinkels, De Boer, Malone, Bakker, David, Schouten, Asmelash, Becker | Room, Leerdam, Kasjia , Van der Werff, Kruiswijk, Nakamba, Nathan 87' ( Miazga), Baker, Rashica, Van Wolfswinkel, Tighadouini 77' ( Foor) RESERVEBANK: Tørnes, Houwen, Ali, Zhang, Van Bergen, Diks, Korjan, Calor |  |
| Afwezig: Büttner niet wedstrijdfit |              |           |                                     | | |  |

Speelronde 22:
| zaterdag 11 februari 2017, 20:45 | Vitesse | 0–2 (0–0) | Willem II                | Opstelling Vitesse | Opstelling Willem II |  |
| Stadion: GelreDome, Arnhem Toeschouwers: 14.879 Arbiter: Van den Kerkhof Assistenten: Van Zuilen Assistenten: Ketting 4de official: Van der Vrande |         |           | 84' Koppers 90+4' Oulare | Room, Leerdam 75', Kasjia , Van der Werff 37' ( Miazga), Diks 81', Nakamba 87' ( Van Bergen), Nathan, Baker, Rashica, Van Wolfswinkel, Tighadouini 72' ( Foor) RESERVEBANK: Tørnes, Ali, Osman, Lelieveld, Korjan, Calor, Faye | Lamprou, Van Anholt, Lachman, Peters , Tshimanga 71', Haye 77' ( Croux), Lieftink, Kali, Koppers 80', Oulare 90+5', Sol 90+1' ( Wuytens) RESERVEBANK: Bertrams, Branderhorst, Schuurman, Falkenburg, Van den Boomen, Joppen, Abubakar, Calcan |  |
| Stadion: GelreDome, Arnhem Toeschouwers: 14.879 Arbiter: Van den Kerkhof Assistenten: Van Zuilen Assistenten: Ketting 4de official: Van der Vrande |         |           |                          | Room, Leerdam 75', Kasjia , Van der Werff 37' ( Miazga), Diks 81', Nakamba 87' ( Van Bergen), Nathan, Baker, Rashica, Van Wolfswinkel, Tighadouini 72' ( Foor) RESERVEBANK: Tørnes, Ali, Osman, Lelieveld, Korjan, Calor, Faye | Lamprou, Van Anholt, Lachman, Peters , Tshimanga 71', Haye 77' ( Croux), Lieftink, Kali, Koppers 80', Oulare 90+5', Sol 90+1' ( Wuytens) RESERVEBANK: Bertrams, Branderhorst, Schuurman, Falkenburg, Van den Boomen, Joppen, Abubakar, Calcan |  |
| Stadion: GelreDome, Arnhem Toeschouwers: 14.879 Arbiter: Van den Kerkhof Assistenten: Van Zuilen Assistenten: Ketting 4de official: Van der Vrande |         |           |                          | Room, Leerdam 75', Kasjia , Van der Werff 37' ( Miazga), Diks 81', Nakamba 87' ( Van Bergen), Nathan, Baker, Rashica, Van Wolfswinkel, Tighadouini 72' ( Foor) RESERVEBANK: Tørnes, Ali, Osman, Lelieveld, Korjan, Calor, Faye | Lamprou, Van Anholt, Lachman, Peters , Tshimanga 71', Haye 77' ( Croux), Lieftink, Kali, Koppers 80', Oulare 90+5', Sol 90+1' ( Wuytens) RESERVEBANK: Bertrams, Branderhorst, Schuurman, Falkenburg, Van den Boomen, Joppen, Abubakar, Calcan |  |
| Afwezig: Büttner niet wedstrijdfit, Kruiswijk geblesseerd                                                                                          |         |           |                          | | |  |

Speelronde 23:
| zondag 19 februari 2017, 14:30 | Vitesse | 0–1 (0–1) | Ajax                    | Opstelling Vitesse | Opstelling Ajax |  |
| Stadion: GelreDome, Arnhem Toeschouwers: 20.016 Arbiter: Blom Assistenten: Siebert Assistenten: Strijker 4de official: Van de Graaf |         |           | 26' 77' (pen.) Klaassen | Room, Diks 54', Kasjia , Miazga 88', Faye 83' ( Büttner), Nakamba 84' ( Ali), Nathan, Baker, Rashica, Van Wolfswinkel, Tighadouini 74' ( Foor) RESERVEBANK: Tørnes, Van Bergen, Osman, Lelieveld, Korjan, Calor | Onana, Veltman, Sánchez, Riedewald, Viergever 36', Klaassen , Schöne, Ziyech 84' ( Van de Beek), Traoré 66' ( Kluivert 67'), Dolberg 89' ( Cassierra), Younes RESERVEBANK: Boer, Tete, Westermann, De Jong, Nouri |  |
| Stadion: GelreDome, Arnhem Toeschouwers: 20.016 Arbiter: Blom Assistenten: Siebert Assistenten: Strijker 4de official: Van de Graaf |         |           |                         | Room, Diks 54', Kasjia , Miazga 88', Faye 83' ( Büttner), Nakamba 84' ( Ali), Nathan, Baker, Rashica, Van Wolfswinkel, Tighadouini 74' ( Foor) RESERVEBANK: Tørnes, Van Bergen, Osman, Lelieveld, Korjan, Calor | Onana, Veltman, Sánchez, Riedewald, Viergever 36', Klaassen , Schöne, Ziyech 84' ( Van de Beek), Traoré 66' ( Kluivert 67'), Dolberg 89' ( Cassierra), Younes RESERVEBANK: Boer, Tete, Westermann, De Jong, Nouri |  |
| Stadion: GelreDome, Arnhem Toeschouwers: 20.016 Arbiter: Blom Assistenten: Siebert Assistenten: Strijker 4de official: Van de Graaf |         |           |                         | Room, Diks 54', Kasjia , Miazga 88', Faye 83' ( Büttner), Nakamba 84' ( Ali), Nathan, Baker, Rashica, Van Wolfswinkel, Tighadouini 74' ( Foor) RESERVEBANK: Tørnes, Van Bergen, Osman, Lelieveld, Korjan, Calor | Onana, Veltman, Sánchez, Riedewald, Viergever 36', Klaassen , Schöne, Ziyech 84' ( Van de Beek), Traoré 66' ( Kluivert 67'), Dolberg 89' ( Cassierra), Younes RESERVEBANK: Boer, Tete, Westermann, De Jong, Nouri |  |
| Bijz.: Debuut Ali Afwezig: Leerdam geschorst; Kruiswijk, Van der Werff en Zhang geblesseerd                                         |         |           |                         | | |  |

Speelronde 24:
| zondag 26 februari 2017, 12:30 | Go Ahead Eagles | 1–3 (0–1) | Vitesse                                  | Opstelling Go Ahead Eagles | Opstelling Vitesse |  |
| Stadion: De Adelaarshorst, Deventer Toeschouwers: 9.412 Arbiter: Kamphuis Assistenten: Hoekstra Assistenten: De Nas 4de official: Blank | Crowley 88'     |           | 29' Van Wolfswinkel 52' Foor 80' Rashica | Zwarthoed, Groenbast, Fischer 71' ( De Kogel), Schenk, Ritzmaier 67', Chirivella, Crowley, Duits 59', Antonia 79' ( Maatsen 90+3'), Hendriks 57' ( Marengo), Manu 59' RESERVEBANK: Cummins, Rexhepi, Suk, Locigno, Nieveld, Achenteh | Room 71' ( Tørnes), Diks, Kasjia , Miazga, Leerdam, Nakamba, Foor 80' ( Büttner), Baker, Rashica, Van Wolfswinkel 23' 86' ( Ali), Nathan RESERVEBANK: Houwen, Kruiswijk, Van Bergen, Korjan |  |
| Stadion: De Adelaarshorst, Deventer Toeschouwers: 9.412 Arbiter: Kamphuis Assistenten: Hoekstra Assistenten: De Nas 4de official: Blank |                 |           |                                          | Zwarthoed, Groenbast, Fischer 71' ( De Kogel), Schenk, Ritzmaier 67', Chirivella, Crowley, Duits 59', Antonia 79' ( Maatsen 90+3'), Hendriks 57' ( Marengo), Manu 59' RESERVEBANK: Cummins, Rexhepi, Suk, Locigno, Nieveld, Achenteh | Room 71' ( Tørnes), Diks, Kasjia , Miazga, Leerdam, Nakamba, Foor 80' ( Büttner), Baker, Rashica, Van Wolfswinkel 23' 86' ( Ali), Nathan RESERVEBANK: Houwen, Kruiswijk, Van Bergen, Korjan |  |
| Stadion: De Adelaarshorst, Deventer Toeschouwers: 9.412 Arbiter: Kamphuis Assistenten: Hoekstra Assistenten: De Nas 4de official: Blank |                 |           |                                          | Zwarthoed, Groenbast, Fischer 71' ( De Kogel), Schenk, Ritzmaier 67', Chirivella, Crowley, Duits 59', Antonia 79' ( Maatsen 90+3'), Hendriks 57' ( Marengo), Manu 59' RESERVEBANK: Cummins, Rexhepi, Suk, Locigno, Nieveld, Achenteh | Room 71' ( Tørnes), Diks, Kasjia , Miazga, Leerdam, Nakamba, Foor 80' ( Büttner), Baker, Rashica, Van Wolfswinkel 23' 86' ( Ali), Nathan RESERVEBANK: Houwen, Kruiswijk, Van Bergen, Korjan |  |
| Afwezig: Tighadouini en Van der Werff geblesseerd                                                                                       |                 |           |                                          | | |  |

Speelronde 25:
| zaterdag 4 maart 2017, 20:45 | PEC Zwolle                            | 3–1 (2–0) | Vitesse             | Opstelling PEC Zwolle | Opstelling Vitesse |  |
| Stadion: MAC³PARK stadion, Zwolle Toeschouwers: 13.000 Arbiter: Lindhout Assistenten: De Vries Assistenten: Janson 4de official: Van der Eijk | Saymak 10' Brock-Madsen 18' Holla 55' |           | 48' Van Wolfswinkel | Van der Hart, Van Polen , Sandler 70' ( Schenkeveld), Bouy, Warmerdam, Holla, Thomas, Saymak 81' ( Nijland), Ehizibue 76' ( Mokhtar), Brock-Madsen, Menig RESERVEBANK: Begois, Hauptmeijer, Van de Pavert, Verdonk, Achahbar, Kvída, Ongenda | Tørnes, Leerdam, Kasjia , Miazga 54', Diks, Nakamba, Tighadouini, Baker 69' ( Ali), Rashica, Van Wolfswinkel 79' ( Van Bergen), Foor 69' ( Zhang) RESERVEBANK: Houwen, Dronkers, Kruiswijk, Nathan, Büttner, Korjan |  |
| Stadion: MAC³PARK stadion, Zwolle Toeschouwers: 13.000 Arbiter: Lindhout Assistenten: De Vries Assistenten: Janson 4de official: Van der Eijk |                                       |           |                     | Van der Hart, Van Polen , Sandler 70' ( Schenkeveld), Bouy, Warmerdam, Holla, Thomas, Saymak 81' ( Nijland), Ehizibue 76' ( Mokhtar), Brock-Madsen, Menig RESERVEBANK: Begois, Hauptmeijer, Van de Pavert, Verdonk, Achahbar, Kvída, Ongenda | Tørnes, Leerdam, Kasjia , Miazga 54', Diks, Nakamba, Tighadouini, Baker 69' ( Ali), Rashica, Van Wolfswinkel 79' ( Van Bergen), Foor 69' ( Zhang) RESERVEBANK: Houwen, Dronkers, Kruiswijk, Nathan, Büttner, Korjan |  |
| Stadion: MAC³PARK stadion, Zwolle Toeschouwers: 13.000 Arbiter: Lindhout Assistenten: De Vries Assistenten: Janson 4de official: Van der Eijk |                                       |           |                     | Van der Hart, Van Polen , Sandler 70' ( Schenkeveld), Bouy, Warmerdam, Holla, Thomas, Saymak 81' ( Nijland), Ehizibue 76' ( Mokhtar), Brock-Madsen, Menig RESERVEBANK: Begois, Hauptmeijer, Van de Pavert, Verdonk, Achahbar, Kvída, Ongenda | Tørnes, Leerdam, Kasjia , Miazga 54', Diks, Nakamba, Tighadouini, Baker 69' ( Ali), Rashica, Van Wolfswinkel 79' ( Van Bergen), Foor 69' ( Zhang) RESERVEBANK: Houwen, Dronkers, Kruiswijk, Nathan, Büttner, Korjan |  |
| Afwezig: Room en Van der Werff geblesseerd |                                       |           |                     | | |  |

Speelronde 26:
| vrijdag 10 maart 2017, 20:00 | Vitesse                                                           | 5–0 (4–0) | Sparta Rotterdam | Opstelling Vitesse | Opstelling Sparta Rotterdam |  |
| Stadion: GelreDome, Arnhem Toeschouwers: 13.852 Arbiter: Manschot Assistenten: Bluemink Assistenten: Vandeursen 4de official: C. Mulder | Van Wolfswinkel 22' Foor 34' Kruiswijk 40' Nakamba 45' Kasjia 61' |           |                  | Room, Diks, Kasjia , Miazga, Kruiswijk 83' ( Büttner), Nakamba, Nathan 65' ( Van Bergen), Baker, Rashica, Van Wolfswinkel, Foor 71' ( Ali) RESERVEBANK: Tørnes, Houwen, Leerdam, Zhang, Korjan | Kortsmit, Dumfries 46' ( Saksela), Floranus, Breuer , Van Drongelen, Goodwin 43' 65' ( Bergkamp), Dougall, Dijkstra, Van Moorsel, Cabral, Pogba 46' ( Pušić) RESERVEBANK: Verrips, Kieboom, Ketting, Pinteaux, Calero, Spierings, El Azzouzi, Verhaar, Brogno, |  |
| Stadion: GelreDome, Arnhem Toeschouwers: 13.852 Arbiter: Manschot Assistenten: Bluemink Assistenten: Vandeursen 4de official: C. Mulder |                                                                   |           |                  | Room, Diks, Kasjia , Miazga, Kruiswijk 83' ( Büttner), Nakamba, Nathan 65' ( Van Bergen), Baker, Rashica, Van Wolfswinkel, Foor 71' ( Ali) RESERVEBANK: Tørnes, Houwen, Leerdam, Zhang, Korjan | Kortsmit, Dumfries 46' ( Saksela), Floranus, Breuer , Van Drongelen, Goodwin 43' 65' ( Bergkamp), Dougall, Dijkstra, Van Moorsel, Cabral, Pogba 46' ( Pušić) RESERVEBANK: Verrips, Kieboom, Ketting, Pinteaux, Calero, Spierings, El Azzouzi, Verhaar, Brogno, |  |
| Stadion: GelreDome, Arnhem Toeschouwers: 13.852 Arbiter: Manschot Assistenten: Bluemink Assistenten: Vandeursen 4de official: C. Mulder |                                                                   |           |                  | Room, Diks, Kasjia , Miazga, Kruiswijk 83' ( Büttner), Nakamba, Nathan 65' ( Van Bergen), Baker, Rashica, Van Wolfswinkel, Foor 71' ( Ali) RESERVEBANK: Tørnes, Houwen, Leerdam, Zhang, Korjan | Kortsmit, Dumfries 46' ( Saksela), Floranus, Breuer , Van Drongelen, Goodwin 43' 65' ( Bergkamp), Dougall, Dijkstra, Van Moorsel, Cabral, Pogba 46' ( Pušić) RESERVEBANK: Verrips, Kieboom, Ketting, Pinteaux, Calero, Spierings, El Azzouzi, Verhaar, Brogno, |  |
| Afwezig: Tighadouini en Van der Werff geblesseerd                                                                                       |                                                                   |           |                  | | |  |

Speelronde 27:
| zaterdag 18 maart 2017, 19:45 | PSV            | 1–0 (0–0) | Vitesse | Opstelling PSV | Opstelling Vitesse |  |
| Stadion: Philips Stadion, Eindhoven Toeschouwers: 33.900 Arbiter: Kuipers Assistenten: Van Roekel Assistenten: Zeinstra 4de official: Martens | S. de Jong 50' |           |         | Zoet, Arias, Isimat-Mirin, Moreno, Brenet, Pröpper, Guardado 68' ( Hendrix), S. de Jong, Van Ginkel, Pereiro 62' ( Locadia), L. de Jong RESERVEBANK: Pasveer, Jurjus, Schwaab, Ramselaar, Zintsjenko, Bergwijn, Koch | Room, Diks 40' 46' ( Leerdam), Kasjia , Miazga 72', Kruiswijk 77' ( Büttner 83'), Nakamba, Nathan 67' ( Tighadouini), Baker, Rashica, Van Wolfswinkel, Foor RESERVEBANK: Tørnes, Houwen, Ali, Van Bergen, Osman |  |
| Stadion: Philips Stadion, Eindhoven Toeschouwers: 33.900 Arbiter: Kuipers Assistenten: Van Roekel Assistenten: Zeinstra 4de official: Martens |                |           |         | Zoet, Arias, Isimat-Mirin, Moreno, Brenet, Pröpper, Guardado 68' ( Hendrix), S. de Jong, Van Ginkel, Pereiro 62' ( Locadia), L. de Jong RESERVEBANK: Pasveer, Jurjus, Schwaab, Ramselaar, Zintsjenko, Bergwijn, Koch | Room, Diks 40' 46' ( Leerdam), Kasjia , Miazga 72', Kruiswijk 77' ( Büttner 83'), Nakamba, Nathan 67' ( Tighadouini), Baker, Rashica, Van Wolfswinkel, Foor RESERVEBANK: Tørnes, Houwen, Ali, Van Bergen, Osman |  |
| Stadion: Philips Stadion, Eindhoven Toeschouwers: 33.900 Arbiter: Kuipers Assistenten: Van Roekel Assistenten: Zeinstra 4de official: Martens |                |           |         | Zoet, Arias, Isimat-Mirin, Moreno, Brenet, Pröpper, Guardado 68' ( Hendrix), S. de Jong, Van Ginkel, Pereiro 62' ( Locadia), L. de Jong RESERVEBANK: Pasveer, Jurjus, Schwaab, Ramselaar, Zintsjenko, Bergwijn, Koch | Room, Diks 40' 46' ( Leerdam), Kasjia , Miazga 72', Kruiswijk 77' ( Büttner 83'), Nakamba, Nathan 67' ( Tighadouini), Baker, Rashica, Van Wolfswinkel, Foor RESERVEBANK: Tørnes, Houwen, Ali, Van Bergen, Osman |  |
| Afwezig: Korjan en Van der Werff geblesseerd                                                                                                  |                |           |         | | |  |

Speelronde 28:
| zondag 2 april 2017, 12:30 | Vitesse                        | 2–1 (0–0) | NEC          | Opstelling Vitesse | Opstelling NEC |  |
| Stadion: GelreDome, Arnhem Toeschouwers: 16.654 Arbiter: Gözübüyük Assistenten: Van Zuilen Assistenten: Van Dongen 4de official: Van de Graaf | Van Wolfswinkel 50' 84' (pen.) |           | 66' Kadıoğlu | Room, Diks 69', Kasjia , Miazga, Kruiswijk 82', Nakamba, Foor 78' ( Büttner 90'), Baker, Rashica, Van Wolfswinkel, Tighadouini 21' ( Nathan 89' ( Leerdam)) RESERVEBANK: Tørnes, Houwen, Ali, Van Bergen, Korjan | Delle, Heinloth, Sturing 53' ( Rayhi), Đumić, Golla 76', Burnet, Bikel, Von Haacke 79' ( Messaoud), Breinburg 28' 59' ( Kadıoğlu), Grot, Groeneveld RESERVEBANK: Smits, Van Duin, Awoniyi, Larsson, Ofosu, Fomitschow, Leiwakabessy |  |
| Stadion: GelreDome, Arnhem Toeschouwers: 16.654 Arbiter: Gözübüyük Assistenten: Van Zuilen Assistenten: Van Dongen 4de official: Van de Graaf |                                |           |              | Room, Diks 69', Kasjia , Miazga, Kruiswijk 82', Nakamba, Foor 78' ( Büttner 90'), Baker, Rashica, Van Wolfswinkel, Tighadouini 21' ( Nathan 89' ( Leerdam)) RESERVEBANK: Tørnes, Houwen, Ali, Van Bergen, Korjan | Delle, Heinloth, Sturing 53' ( Rayhi), Đumić, Golla 76', Burnet, Bikel, Von Haacke 79' ( Messaoud), Breinburg 28' 59' ( Kadıoğlu), Grot, Groeneveld RESERVEBANK: Smits, Van Duin, Awoniyi, Larsson, Ofosu, Fomitschow, Leiwakabessy |  |
| Stadion: GelreDome, Arnhem Toeschouwers: 16.654 Arbiter: Gözübüyük Assistenten: Van Zuilen Assistenten: Van Dongen 4de official: Van de Graaf |                                |           |              | Room, Diks 69', Kasjia , Miazga, Kruiswijk 82', Nakamba, Foor 78' ( Büttner 90'), Baker, Rashica, Van Wolfswinkel, Tighadouini 21' ( Nathan 89' ( Leerdam)) RESERVEBANK: Tørnes, Houwen, Ali, Van Bergen, Korjan | Delle, Heinloth, Sturing 53' ( Rayhi), Đumić, Golla 76', Burnet, Bikel, Von Haacke 79' ( Messaoud), Breinburg 28' 59' ( Kadıoğlu), Grot, Groeneveld RESERVEBANK: Smits, Van Duin, Awoniyi, Larsson, Ofosu, Fomitschow, Leiwakabessy |  |
| Afwezig: Van der Werff geblesseerd |                                |           |              | | |  |

Speelronde 29:
| woensdag 5 april 2017, 18:30 | Heracles Almelo | 0–1 (0–1) | Vitesse  | Opstelling Heracles Almelo | Opstelling Vitesse |  |
| Stadion: Polman Stadion, Almelo Toeschouwers: 10.711 Arbiter: Bax Assistenten: Balder Assistenten: Dobre 4de official: Dieperink |                 |           | 43' Foor | Castro, Breukers, Pröpper 51', 56', Hoogma, Gosens, Niemeijer 80' ( Thomas), Pelupessy 68' ( Darri), Bruns , Kuwas 71', Armenteros, Peterson 85' ( Navrátil) RESERVEBANK: Fij, Brouwer, Van de Berg, De Kler | Room, Diks 29', 86', Kasjia , Miazga, Büttner 68' ( Leerdam), Nakamba, Nathan 90+4', Baker 85' ( Kruiswijk), Rashica 90+2' ( Ali), Van Wolfswinkel, Foor RESERVEBANK: Tørnes, Houwen, Zhang, Van Bergen, Korjan |  |
| Stadion: Polman Stadion, Almelo Toeschouwers: 10.711 Arbiter: Bax Assistenten: Balder Assistenten: Dobre 4de official: Dieperink |                 |           |          | Castro, Breukers, Pröpper 51', 56', Hoogma, Gosens, Niemeijer 80' ( Thomas), Pelupessy 68' ( Darri), Bruns , Kuwas 71', Armenteros, Peterson 85' ( Navrátil) RESERVEBANK: Fij, Brouwer, Van de Berg, De Kler | Room, Diks 29', 86', Kasjia , Miazga, Büttner 68' ( Leerdam), Nakamba, Nathan 90+4', Baker 85' ( Kruiswijk), Rashica 90+2' ( Ali), Van Wolfswinkel, Foor RESERVEBANK: Tørnes, Houwen, Zhang, Van Bergen, Korjan |  |
| Stadion: Polman Stadion, Almelo Toeschouwers: 10.711 Arbiter: Bax Assistenten: Balder Assistenten: Dobre 4de official: Dieperink |                 |           |          | Castro, Breukers, Pröpper 51', 56', Hoogma, Gosens, Niemeijer 80' ( Thomas), Pelupessy 68' ( Darri), Bruns , Kuwas 71', Armenteros, Peterson 85' ( Navrátil) RESERVEBANK: Fij, Brouwer, Van de Berg, De Kler | Room, Diks 29', 86', Kasjia , Miazga, Büttner 68' ( Leerdam), Nakamba, Nathan 90+4', Baker 85' ( Kruiswijk), Rashica 90+2' ( Ali), Van Wolfswinkel, Foor RESERVEBANK: Tørnes, Houwen, Zhang, Van Bergen, Korjan |  |
| Afwezig: Tighadouini en Van der Werff geblesseerd                                                                                |                 |           |          | | |  |

Speelronde 30:
| zaterdag 8 april 2017, 18:30 | Vitesse                             | 4–2 (2–1) | sc Heerenveen            | Opstelling Vitesse | Opstelling sc Heerenveen |  |
| Stadion: GelreDome, Arnhem Toeschouwers: 21.128 Arbiter: Kamphuis Assistenten: Strijker Assistenten: Hubers 4de official: C. Mulder | Foor 5' Van Wolfswinkel 14' 70' 75' |           | 31' Slagveer 89' Larsson | Room, Leerdam, Kasjia , Miazga, Kruiswijk, Nakamba, Nathan 64' ( Büttner), Baker, Rashica 88' ( Van Bergen), Van Wolfswinkel 88' ( Zhang), Foor RESERVEBANK: Tørnes, Houwen, Ali, Lelieveld, Korjan | Mulder , Marzo 18' 36' ( Schmidt), St. Juste, Faes, Bijker, Van Amersfoort 76' ( Ødegaard), Kobayashi, Thorsby 54' ( Schaars), Slagveer, Ghoochannejhad, Larsson RESERVEBANK: Bekkema, Van der Steen, Zeneli, Namli, Veerman, Huizing |  |
| Stadion: GelreDome, Arnhem Toeschouwers: 21.128 Arbiter: Kamphuis Assistenten: Strijker Assistenten: Hubers 4de official: C. Mulder |                                     |           |                          | Room, Leerdam, Kasjia , Miazga, Kruiswijk, Nakamba, Nathan 64' ( Büttner), Baker, Rashica 88' ( Van Bergen), Van Wolfswinkel 88' ( Zhang), Foor RESERVEBANK: Tørnes, Houwen, Ali, Lelieveld, Korjan | Mulder , Marzo 18' 36' ( Schmidt), St. Juste, Faes, Bijker, Van Amersfoort 76' ( Ødegaard), Kobayashi, Thorsby 54' ( Schaars), Slagveer, Ghoochannejhad, Larsson RESERVEBANK: Bekkema, Van der Steen, Zeneli, Namli, Veerman, Huizing |  |
| Stadion: GelreDome, Arnhem Toeschouwers: 21.128 Arbiter: Kamphuis Assistenten: Strijker Assistenten: Hubers 4de official: C. Mulder |                                     |           |                          | Room, Leerdam, Kasjia , Miazga, Kruiswijk, Nakamba, Nathan 64' ( Büttner), Baker, Rashica 88' ( Van Bergen), Van Wolfswinkel 88' ( Zhang), Foor RESERVEBANK: Tørnes, Houwen, Ali, Lelieveld, Korjan | Mulder , Marzo 18' 36' ( Schmidt), St. Juste, Faes, Bijker, Van Amersfoort 76' ( Ødegaard), Kobayashi, Thorsby 54' ( Schaars), Slagveer, Ghoochannejhad, Larsson RESERVEBANK: Bekkema, Van der Steen, Zeneli, Namli, Veerman, Huizing |  |
| Afwezig: Diks geschorst en Van der Werff geblesseerd                                                                                |                                     |           |                          | | |  |

Speelronde 31:
| zaterdag 15 april 2017, 19:45 | Excelsior       | 1–0 (1–0) | Vitesse | Opstelling Excelsior | Opstelling Vitesse |  |
| Stadion: Stadion Woudestein, Rotterdam Toeschouwers: 4.165 Arbiter: Janssen Assistenten: Janson Assistenten: Hoekstra 4de official: Blank | Hasselbaink 13' |           |         | Hahn, Karami, Mattheij 62', De Wijs, Massop, Koolwijk , Fredy, Fortes, Elbers 72' ( Ondaan), Van Duinen 89' ( Hadouir), Hasselbaink RESERVEBANK: Damen, Havekotte, Drost, Kuipers, Vermeulen, Brito, Haspolat | Room, Leerdam, Kasjia , Miazga 27' ( Büttner), Kruiswijk, Nakamba, Nathan 63' ( Tighadouini), Baker 75' ( Zhang), Rashica, Van Wolfswinkel 90+4', Foor RESERVEBANK: Tørnes, Houwen, Ali, Van Bergen, Lelieveld, Korjan |  |
| Stadion: Stadion Woudestein, Rotterdam Toeschouwers: 4.165 Arbiter: Janssen Assistenten: Janson Assistenten: Hoekstra 4de official: Blank |                 |           |         | Hahn, Karami, Mattheij 62', De Wijs, Massop, Koolwijk , Fredy, Fortes, Elbers 72' ( Ondaan), Van Duinen 89' ( Hadouir), Hasselbaink RESERVEBANK: Damen, Havekotte, Drost, Kuipers, Vermeulen, Brito, Haspolat | Room, Leerdam, Kasjia , Miazga 27' ( Büttner), Kruiswijk, Nakamba, Nathan 63' ( Tighadouini), Baker 75' ( Zhang), Rashica, Van Wolfswinkel 90+4', Foor RESERVEBANK: Tørnes, Houwen, Ali, Van Bergen, Lelieveld, Korjan |  |
| Stadion: Stadion Woudestein, Rotterdam Toeschouwers: 4.165 Arbiter: Janssen Assistenten: Janson Assistenten: Hoekstra 4de official: Blank |                 |           |         | Hahn, Karami, Mattheij 62', De Wijs, Massop, Koolwijk , Fredy, Fortes, Elbers 72' ( Ondaan), Van Duinen 89' ( Hadouir), Hasselbaink RESERVEBANK: Damen, Havekotte, Drost, Kuipers, Vermeulen, Brito, Haspolat | Room, Leerdam, Kasjia , Miazga 27' ( Büttner), Kruiswijk, Nakamba, Nathan 63' ( Tighadouini), Baker 75' ( Zhang), Rashica, Van Wolfswinkel 90+4', Foor RESERVEBANK: Tørnes, Houwen, Ali, Van Bergen, Lelieveld, Korjan |  |
| Afwezig: Van der Werff geblesseerd |                 |           |         | | |  |

Speelronde 32:
| zondag 23 april 2017, 14:30 | Vitesse | 0–2 (0–2) | Feyenoord         | Opstelling Vitesse | Opstelling Feyenoord |  |
| Stadion: GelreDome, Arnhem Toeschouwers: 17.522 Arbiter: Van Boekel Assistenten: Siebert Assistenten: De Nas 4de official: S. Mulder |         |           | 10' 28' Jørgensen | Room, Leerdam, Kasjia , Kruiswijk 46' ( Faye), Diks, Nakamba, Foor 73' ( Ali), Baker, Rashica, Zhang, Büttner 46' ( Nathan) RESERVEBANK: Tørnes, Houwen, Tighadouini, Van Bergen, Korjan | Jones, Nieuwkoop, Botteghin, Van der Heijden, Kongolo, El Ahmadi , Toornstra, Vilhena, Berghuis, Jørgensen 85' ( Kramer), Elia 87' ( Nelom) RESERVEBANK: Vermeer, Bijlow, Karsdorp, Vejinović, Kuijt, Dammers, E. Hansson, Hamer |  |
| Stadion: GelreDome, Arnhem Toeschouwers: 17.522 Arbiter: Van Boekel Assistenten: Siebert Assistenten: De Nas 4de official: S. Mulder |         |           |                   | Room, Leerdam, Kasjia , Kruiswijk 46' ( Faye), Diks, Nakamba, Foor 73' ( Ali), Baker, Rashica, Zhang, Büttner 46' ( Nathan) RESERVEBANK: Tørnes, Houwen, Tighadouini, Van Bergen, Korjan | Jones, Nieuwkoop, Botteghin, Van der Heijden, Kongolo, El Ahmadi , Toornstra, Vilhena, Berghuis, Jørgensen 85' ( Kramer), Elia 87' ( Nelom) RESERVEBANK: Vermeer, Bijlow, Karsdorp, Vejinović, Kuijt, Dammers, E. Hansson, Hamer |  |
| Stadion: GelreDome, Arnhem Toeschouwers: 17.522 Arbiter: Van Boekel Assistenten: Siebert Assistenten: De Nas 4de official: S. Mulder |         |           |                   | Room, Leerdam, Kasjia , Kruiswijk 46' ( Faye), Diks, Nakamba, Foor 73' ( Ali), Baker, Rashica, Zhang, Büttner 46' ( Nathan) RESERVEBANK: Tørnes, Houwen, Tighadouini, Van Bergen, Korjan | Jones, Nieuwkoop, Botteghin, Van der Heijden, Kongolo, El Ahmadi , Toornstra, Vilhena, Berghuis, Jørgensen 85' ( Kramer), Elia 87' ( Nelom) RESERVEBANK: Vermeer, Bijlow, Karsdorp, Vejinović, Kuijt, Dammers, E. Hansson, Hamer |  |
| Afwezig: Van Wolfswinkel geschorst; Miazga en Van der Werff geblesseerd                                                              |         |           |                   | | |  |

Speelronde 33:
| zondag 7 mei 2017, 14:30 | FC Utrecht    | 1–0 (0–0) | Vitesse | Opstelling FC Utrecht | Opstelling Vitesse |  |
| Stadion: Stadion Galgenwaard, Utrecht Toeschouwers: 20.686 Arbiter: Lindhout Assistenten: Honig Assistenten: Kleinjan 4de official: Van der Eijk | Janssen 90+2' |           |         | Jensen, Klaiber, Leeuwin, Janssen , Hardeveld 60' ( Braafheid), Amrabat, Brama, Labyad, Ayoub, Kerk 60' ( Živković), Haller RESERVEBANK: Ruiter, Van der Maarel, Barazite, Ludwig, Van der Meer, Rosheuvel | Room, Diks, Kasjia , Miazga, Kruiswijk, Nakamba, Nathan 46' ( Tighadouini), Baker, Rashica, Van Wolfswinkel, Foor RESERVEBANK: Tørnes, Houwen, Van der Werff, Ali, Zhang, Van Bergen, Büttner, Lelieveld, Faye |  |
| Stadion: Stadion Galgenwaard, Utrecht Toeschouwers: 20.686 Arbiter: Lindhout Assistenten: Honig Assistenten: Kleinjan 4de official: Van der Eijk |               |           |         | Jensen, Klaiber, Leeuwin, Janssen , Hardeveld 60' ( Braafheid), Amrabat, Brama, Labyad, Ayoub, Kerk 60' ( Živković), Haller RESERVEBANK: Ruiter, Van der Maarel, Barazite, Ludwig, Van der Meer, Rosheuvel | Room, Diks, Kasjia , Miazga, Kruiswijk, Nakamba, Nathan 46' ( Tighadouini), Baker, Rashica, Van Wolfswinkel, Foor RESERVEBANK: Tørnes, Houwen, Van der Werff, Ali, Zhang, Van Bergen, Büttner, Lelieveld, Faye |  |
| Stadion: Stadion Galgenwaard, Utrecht Toeschouwers: 20.686 Arbiter: Lindhout Assistenten: Honig Assistenten: Kleinjan 4de official: Van der Eijk |               |           |         | Jensen, Klaiber, Leeuwin, Janssen , Hardeveld 60' ( Braafheid), Amrabat, Brama, Labyad, Ayoub, Kerk 60' ( Živković), Haller RESERVEBANK: Ruiter, Van der Maarel, Barazite, Ludwig, Van der Meer, Rosheuvel | Room, Diks, Kasjia , Miazga, Kruiswijk, Nakamba, Nathan 46' ( Tighadouini), Baker, Rashica, Van Wolfswinkel, Foor RESERVEBANK: Tørnes, Houwen, Van der Werff, Ali, Zhang, Van Bergen, Büttner, Lelieveld, Faye |  |
| Afwezig: Leerdam geblesseerd |               |           |         | | |  |

Speelronde 34:
| zondag 14 mei 2017, 14:30 | Vitesse                            | 3–0 (1–0) | Roda JC Kerkrade | Opstelling Vitesse | Opstelling Roda JC Kerkrade |  |
| Stadion: GelreDome, Arnhem Toeschouwers: 19.876 Arbiter: Nijhuis Assistenten: Van de Ven Assistenten: Schaap 4de official: Kooij | Van Wolfswinkel 3' 80' Baker 90+3' |           |                  | Room, Diks, Kasjia , Miazga, Kruiswijk, Baker, Nakamba, Foor 84' ( Van der Werff), Rashica, Van Wolfswinkel, Tighadouini 57' ( Büttner) RESERVEBANK: Tørnes, Houwen, Ali, Zhang, Nathan, Van Bergen, Lelieveld | Van Leer, Milec, Ananou 46' ( Schahin), Werker 67', Kum, Auassar, Ajagun 49', Van Hyfte , Rosheuvel, Paulissen 82', Badibanga 69' ( Papazoglou 77') RESERVEBANK: De Winter, Wolters, Van Peppen, Rutjes, Van Velzen, Raykov, Church, Savić, Stassar, Verboom |  |
| Stadion: GelreDome, Arnhem Toeschouwers: 19.876 Arbiter: Nijhuis Assistenten: Van de Ven Assistenten: Schaap 4de official: Kooij |                                    |           |                  | Room, Diks, Kasjia , Miazga, Kruiswijk, Baker, Nakamba, Foor 84' ( Van der Werff), Rashica, Van Wolfswinkel, Tighadouini 57' ( Büttner) RESERVEBANK: Tørnes, Houwen, Ali, Zhang, Nathan, Van Bergen, Lelieveld | Van Leer, Milec, Ananou 46' ( Schahin), Werker 67', Kum, Auassar, Ajagun 49', Van Hyfte , Rosheuvel, Paulissen 82', Badibanga 69' ( Papazoglou 77') RESERVEBANK: De Winter, Wolters, Van Peppen, Rutjes, Van Velzen, Raykov, Church, Savić, Stassar, Verboom |  |
| Stadion: GelreDome, Arnhem Toeschouwers: 19.876 Arbiter: Nijhuis Assistenten: Van de Ven Assistenten: Schaap 4de official: Kooij |                                    |           |                  | Room, Diks, Kasjia , Miazga, Kruiswijk, Baker, Nakamba, Foor 84' ( Van der Werff), Rashica, Van Wolfswinkel, Tighadouini 57' ( Büttner) RESERVEBANK: Tørnes, Houwen, Ali, Zhang, Nathan, Van Bergen, Lelieveld | Van Leer, Milec, Ananou 46' ( Schahin), Werker 67', Kum, Auassar, Ajagun 49', Van Hyfte , Rosheuvel, Paulissen 82', Badibanga 69' ( Papazoglou 77') RESERVEBANK: De Winter, Wolters, Van Peppen, Rutjes, Van Velzen, Raykov, Church, Savić, Stassar, Verboom |  |
| Bijz.: Vitesse 125 jaar; Vitesse speelt in een wit-blauw jubileum-tenue Afwezig: Leerdam geblesseerd                             |                                    |           |                  | | |  |

### KNVB Beker
De KNVB Beker 2016/17 startte voor de clubs uit het betaald voetbal met de eerste ronde op 20, 21 en 22 september 2016.
- De loting voor de eerste ronde vond plaats op 27 augustus waarbij Vitesse een uitwedstrijd tegen ASV De Dijk lootte.
- De loting voor de tweede ronde op 22 september leverde voor Vitesse een thuiswedstrijd op tegen RKC Waalwijk.
- De loting voor de achtste finale op 27 oktober leverde voor Vitesse een thuiswedstrijd op tegen CVV De Jodan Boys.
- De loting voor de kwartfinale op 15 december leverde voor Vitesse een thuiswedstrijd op tegen Feyenoord.
- De loting voor de halve finale uitgevoerd door Nicky Hofs op 26 januari leverde voor Vitesse een uitwedstrijd op tegen Sparta Rotterdam.
- Door de winst op Sparta Rotterdam in de halve finale plaatste Vitesse zich als eerste ploeg voor de finale, waarbij het als uitspelend team uitkwam tegen AZ.
- Op 30 april 2017 won Vitesse de bekerfinale van AZ met 0–2 en pakte Vitesse daarmee voor het eerst in de historie de bekertitel. Hiermee plaatste Vitesse zich voor de Johan Cruijff Schaal XXII en werd als uitspelend team aangemerkt voor deze wedstrijd. Maar het plaatste zich ook voor de groepsfase van de UEFA Europa League 2017/18.

Eerste ronde:
| donderdag 22 september 2016, 20:00 | ASV De Dijk             | 2–7 (1–2) | Vitesse                                                                                    | Opstelling ASV De Dijk | Opstelling Vitesse |  |
| Stadion: Sportpark Schellingwoude, Amsterdam Toeschouwers: 1.200 Arbiter: Blom Assistenten: Lapar Assistenten: Weterings 4de official: Kooij | Zwarthoed 38' Kaars 64' |           | 9' Baker 33' Leerdam 57' (pen.) Van Wolfswinkel 58' 62' Tighadouini 82' Rashica 83' Korjan | Stephan Veenboer, Robert Verschraagen, Tony Tol 61' ( Alje Wiltenburg), Frank Schilder 63' 66' ( Moaad el Aakel), Kevin Westmaas, Maarten Woudenberg, Harry Zwarthoed, Chakib Tayeb 73' ( Damiën Menzo), Achmed Ahahaoui, Tim Ruder, Dennis Kaars RESERVEBANK: Stan Bijl, Giovanny Sabaljo, Kevin Huijsman, Lars Raaijen | Room, Leerdam, Van der Werff, Kruiswijk 70' ( Miazga), Ōta, Osman, Baker, Foor 73' ( Korjan), Rashica, Van Wolfswinkel, Tighadouini 73' ( Van Bergen) RESERVEBANK: Tørnes, Zhang, Nathan, Dauda, Lelieveld, Faye |  |
| Stadion: Sportpark Schellingwoude, Amsterdam Toeschouwers: 1.200 Arbiter: Blom Assistenten: Lapar Assistenten: Weterings 4de official: Kooij |                         |           |                                                                                            | Stephan Veenboer, Robert Verschraagen, Tony Tol 61' ( Alje Wiltenburg), Frank Schilder 63' 66' ( Moaad el Aakel), Kevin Westmaas, Maarten Woudenberg, Harry Zwarthoed, Chakib Tayeb 73' ( Damiën Menzo), Achmed Ahahaoui, Tim Ruder, Dennis Kaars RESERVEBANK: Stan Bijl, Giovanny Sabaljo, Kevin Huijsman, Lars Raaijen | Room, Leerdam, Van der Werff, Kruiswijk 70' ( Miazga), Ōta, Osman, Baker, Foor 73' ( Korjan), Rashica, Van Wolfswinkel, Tighadouini 73' ( Van Bergen) RESERVEBANK: Tørnes, Zhang, Nathan, Dauda, Lelieveld, Faye |  |
| Stadion: Sportpark Schellingwoude, Amsterdam Toeschouwers: 1.200 Arbiter: Blom Assistenten: Lapar Assistenten: Weterings 4de official: Kooij |                         |           |                                                                                            | Stephan Veenboer, Robert Verschraagen, Tony Tol 61' ( Alje Wiltenburg), Frank Schilder 63' 66' ( Moaad el Aakel), Kevin Westmaas, Maarten Woudenberg, Harry Zwarthoed, Chakib Tayeb 73' ( Damiën Menzo), Achmed Ahahaoui, Tim Ruder, Dennis Kaars RESERVEBANK: Stan Bijl, Giovanny Sabaljo, Kevin Huijsman, Lars Raaijen | Room, Leerdam, Van der Werff, Kruiswijk 70' ( Miazga), Ōta, Osman, Baker, Foor 73' ( Korjan), Rashica, Van Wolfswinkel, Tighadouini 73' ( Van Bergen) RESERVEBANK: Tørnes, Zhang, Nathan, Dauda, Lelieveld, Faye |  |
| Bijz.: Debuut Miazga Afwezig: Kasjia en Nakamba geschorst; Yeini geblesseerd                                                                 |                         |           |                                                                                            | | |  |

Tweede ronde:
| woensdag 26 oktober 2016, 20:00                                                                                                 | Vitesse                                             | 4–1 (1–0) | RKC Waalwijk  | Opstelling Vitesse | Opstelling RKC Waalwijk |  |
| Stadion: GelreDome, Arnhem Toeschouwers: 5.196 Arbiter: Higler Assistenten: De Nas Assistenten: Bluemink 4de official: Van Herk | Zhang 19' Baker 60' (pen.) Nakamba 69' Nathan 90+2' |           | 53' Langedijk | Room, Yeini 14', Kasjia 53', Miazga, Ōta, Nakamba, Foor 87' ( Korjan), Baker 90+1', Rashica 55' ( Van Bergen), Zhang, Tighadouini 40' ( Nathan) RESERVEBANK: Houwen, Kruiswijk, Van Wolfswinkel, Dauda, Oude Kotte, Lelieveld, Faye | Williams, Seedorf 58' 80' ( Van Arnhem), Nieuwendaal, Greene, Van de Sande, Ndefe, Rienstra, Mezghrani, Voskamp 81' ( Anderson), Sanoh 64' ( Verduijn), Langedijk RESERVEBANK: Vaessen, Bijdevier, Najah, Engberink, Baggerman, Mohamadi |  |
| Stadion: GelreDome, Arnhem Toeschouwers: 5.196 Arbiter: Higler Assistenten: De Nas Assistenten: Bluemink 4de official: Van Herk |                                                     |           |               | Room, Yeini 14', Kasjia 53', Miazga, Ōta, Nakamba, Foor 87' ( Korjan), Baker 90+1', Rashica 55' ( Van Bergen), Zhang, Tighadouini 40' ( Nathan) RESERVEBANK: Houwen, Kruiswijk, Van Wolfswinkel, Dauda, Oude Kotte, Lelieveld, Faye | Williams, Seedorf 58' 80' ( Van Arnhem), Nieuwendaal, Greene, Van de Sande, Ndefe, Rienstra, Mezghrani, Voskamp 81' ( Anderson), Sanoh 64' ( Verduijn), Langedijk RESERVEBANK: Vaessen, Bijdevier, Najah, Engberink, Baggerman, Mohamadi |  |
| Stadion: GelreDome, Arnhem Toeschouwers: 5.196 Arbiter: Higler Assistenten: De Nas Assistenten: Bluemink 4de official: Van Herk |                                                     |           |               | Room, Yeini 14', Kasjia 53', Miazga, Ōta, Nakamba, Foor 87' ( Korjan), Baker 90+1', Rashica 55' ( Van Bergen), Zhang, Tighadouini 40' ( Nathan) RESERVEBANK: Houwen, Kruiswijk, Van Wolfswinkel, Dauda, Oude Kotte, Lelieveld, Faye | Williams, Seedorf 58' 80' ( Van Arnhem), Nieuwendaal, Greene, Van de Sande, Ndefe, Rienstra, Mezghrani, Voskamp 81' ( Anderson), Sanoh 64' ( Verduijn), Langedijk RESERVEBANK: Vaessen, Bijdevier, Najah, Engberink, Baggerman, Mohamadi |  |
| Bijz.: Storing geluidsinstallatie GelreDome, gehele wedstrijd geen mededelingen Afwezig: Van der Werff en Leerdam geblesseerd   |                                                     |           |               | | |  |

Achtste finale:
| woensdag 14 december 2016, 20:00 | Vitesse                                                | 4–0 (2–0) | Jodan Boys | Opstelling Vitesse | Opstelling Jodan Boys |  |
| Stadion: GelreDome, Arnhem Toeschouwers: 7.257 Arbiter: Van de Graaf Assistenten: Kleinjan Assistenten: Hubers 4de official: Martens | Miazga 14' Tighadouini 17' Baker 52' (pen) Rashica 56' |           |            | Tørnes, Leerdam, Kasjia , Miazga, Faye, Nakamba, Foor 61' ( Nathan), Baker 72' ( Osman), Rashica, Zhang 61' ( Van Wolfswinkel), Tighadouini RESERVEBANK: Houwen, Kruiswijk, Dauda, Van Bergen, Yeini, Oude Kotte, Lelieveld, Korjan | Marvin Straver, Don Mimpen, Roald Heerkens, Bram van Loon, Michel Verkaik, Leroy Brank , Levi Marengo 51', Mo Bellachen 79', Romario Dos Santos 72' ( Mitchell Heerkens), Elliot Pattinama 59' ( Enzo Huntink), Fanny Waandels 63' ( Adil Akanaoui) RESERVEBANK: Tim van der Linden, Dirk Pieter Rietveld, Kevin Quint, Rayvano Salhuteru, Bradley el Idrissi, Davey van de Berg |  |
| Stadion: GelreDome, Arnhem Toeschouwers: 7.257 Arbiter: Van de Graaf Assistenten: Kleinjan Assistenten: Hubers 4de official: Martens |                                                        |           |            | Tørnes, Leerdam, Kasjia , Miazga, Faye, Nakamba, Foor 61' ( Nathan), Baker 72' ( Osman), Rashica, Zhang 61' ( Van Wolfswinkel), Tighadouini RESERVEBANK: Houwen, Kruiswijk, Dauda, Van Bergen, Yeini, Oude Kotte, Lelieveld, Korjan | Marvin Straver, Don Mimpen, Roald Heerkens, Bram van Loon, Michel Verkaik, Leroy Brank , Levi Marengo 51', Mo Bellachen 79', Romario Dos Santos 72' ( Mitchell Heerkens), Elliot Pattinama 59' ( Enzo Huntink), Fanny Waandels 63' ( Adil Akanaoui) RESERVEBANK: Tim van der Linden, Dirk Pieter Rietveld, Kevin Quint, Rayvano Salhuteru, Bradley el Idrissi, Davey van de Berg |  |
| Stadion: GelreDome, Arnhem Toeschouwers: 7.257 Arbiter: Van de Graaf Assistenten: Kleinjan Assistenten: Hubers 4de official: Martens |                                                        |           |            | Tørnes, Leerdam, Kasjia , Miazga, Faye, Nakamba, Foor 61' ( Nathan), Baker 72' ( Osman), Rashica, Zhang 61' ( Van Wolfswinkel), Tighadouini RESERVEBANK: Houwen, Kruiswijk, Dauda, Van Bergen, Yeini, Oude Kotte, Lelieveld, Korjan | Marvin Straver, Don Mimpen, Roald Heerkens, Bram van Loon, Michel Verkaik, Leroy Brank , Levi Marengo 51', Mo Bellachen 79', Romario Dos Santos 72' ( Mitchell Heerkens), Elliot Pattinama 59' ( Enzo Huntink), Fanny Waandels 63' ( Adil Akanaoui) RESERVEBANK: Tim van der Linden, Dirk Pieter Rietveld, Kevin Quint, Rayvano Salhuteru, Bradley el Idrissi, Davey van de Berg |  |
| Bijz.: Debuut Tørnes en Faye Afwezig: Room, Van der Werff en Ōta geblesseerd                                                         |                                                        |           |            | | |  |

Kwartfinale:
| donderdag 26 januari 2017, 20:45 | Vitesse                    | 2–0 (0–0) | Feyenoord | Opstelling Vitesse | Opstelling Feyenoord |  |
| Stadion: GelreDome, Arnhem Toeschouwers: 15.673 Arbiter: Makkelie Assistenten: Diks Assistenten: Steegstra 4de official: Van de Graaf Video-assistent: Kuipers | Kasjia 55' Tighadouini 61' |           |           | Room, Leerdam 88', Kasjia , Van der Werff 44', Kruiswijk, Calor 46' ( Nathan), Nakamba, Baker, Rashica 80' 89' ( Miazga), Van Wolfswinkel 90+1', Tighadouini RESERVEBANK: Tørnes, Houwen, Zhang, Van Bergen, Osman, Lelieveld, Korjan, Faye | Jones, Karsdorp, Botteghin 54', Van der Heijden, Kongolo , Toornstra, Gustafson 71' ( Kuijt), Tapia, Berghuis 41', Jørgensen, Elia 51' 71' ( Başacıkoğlu) RESERVEBANK: Bijlow, Hansson, Vejinović, Woudenberg, Nelom, Nieuwkoop, Kramer, Dammers, Hansson, El Hankouri |  |
| Stadion: GelreDome, Arnhem Toeschouwers: 15.673 Arbiter: Makkelie Assistenten: Diks Assistenten: Steegstra 4de official: Van de Graaf Video-assistent: Kuipers |                            |           |           | Room, Leerdam 88', Kasjia , Van der Werff 44', Kruiswijk, Calor 46' ( Nathan), Nakamba, Baker, Rashica 80' 89' ( Miazga), Van Wolfswinkel 90+1', Tighadouini RESERVEBANK: Tørnes, Houwen, Zhang, Van Bergen, Osman, Lelieveld, Korjan, Faye | Jones, Karsdorp, Botteghin 54', Van der Heijden, Kongolo , Toornstra, Gustafson 71' ( Kuijt), Tapia, Berghuis 41', Jørgensen, Elia 51' 71' ( Başacıkoğlu) RESERVEBANK: Bijlow, Hansson, Vejinović, Woudenberg, Nelom, Nieuwkoop, Kramer, Dammers, Hansson, El Hankouri |  |
| Stadion: GelreDome, Arnhem Toeschouwers: 15.673 Arbiter: Makkelie Assistenten: Diks Assistenten: Steegstra 4de official: Van de Graaf Video-assistent: Kuipers |                            |           |           | Room, Leerdam 88', Kasjia , Van der Werff 44', Kruiswijk, Calor 46' ( Nathan), Nakamba, Baker, Rashica 80' 89' ( Miazga), Van Wolfswinkel 90+1', Tighadouini RESERVEBANK: Tørnes, Houwen, Zhang, Van Bergen, Osman, Lelieveld, Korjan, Faye | Jones, Karsdorp, Botteghin 54', Van der Heijden, Kongolo , Toornstra, Gustafson 71' ( Kuijt), Tapia, Berghuis 41', Jørgensen, Elia 51' 71' ( Başacıkoğlu) RESERVEBANK: Bijlow, Hansson, Vejinović, Woudenberg, Nelom, Nieuwkoop, Kramer, Dammers, Hansson, El Hankouri |  |
| Bijz.: In deze wedstrijd werd er gebruikgemaakt van een video-assistent en van een beeldscherm naast het veld. Hierop kon de scheidsrechter de beslissing ( 'advies' ) van de video-assistent controleren, omdat de scheidsrechter hoofdverantwoordelijke op het veld was. Afwezig: Foor geschorst; Büttner niet wedstrijdfit |                            |           |           | | |  |

Halve finale:
| woensdag 1 maart 2017, 20:45 | Sparta Rotterdam  | 1–2 (0–1) | Vitesse       | Opstelling Sparta Rotterdam | Opstelling Vitesse |  |
| Stadion: Spartastadion Het Kasteel, Rotterdam Toeschouwers: 10.349 Arbiter: Van Boekel Assistenten: Goossens Assistenten: Van Dongen 4de official: Manschot Video-assistent: Blom | Kasjia 75' (e.d.) |           | 13' 73' Baker | Kortsmit, Dumfries, Breuer 81' ( Brogno), Van Drongelen, Floranus, Sanusi, Dijkstra ( 81'+), Van Moorsel, Cabral 58' ( Goodwin), Pušić, Calero 58' ( Pogba) RESERVEBANK: Verrips, Saksela, Ketting, Pinteaux, Dougall, Spierings, El Azzouzi, Verhaar, Bergkamp | Room, Leerdam, Kasjia , Miazga, Kruiswijk, Nakamba, Nathan 60' ( Tighadouini), Baker, Rashica, Van Wolfswinkel 90+4' ( Zhang), Foor 89' ( Büttner) RESERVEBANK: Tørnes, Houwen, Ali, Van Bergen, Diks, Korjan |  |
| Stadion: Spartastadion Het Kasteel, Rotterdam Toeschouwers: 10.349 Arbiter: Van Boekel Assistenten: Goossens Assistenten: Van Dongen 4de official: Manschot Video-assistent: Blom |                   |           |               | Kortsmit, Dumfries, Breuer 81' ( Brogno), Van Drongelen, Floranus, Sanusi, Dijkstra ( 81'+), Van Moorsel, Cabral 58' ( Goodwin), Pušić, Calero 58' ( Pogba) RESERVEBANK: Verrips, Saksela, Ketting, Pinteaux, Dougall, Spierings, El Azzouzi, Verhaar, Bergkamp | Room, Leerdam, Kasjia , Miazga, Kruiswijk, Nakamba, Nathan 60' ( Tighadouini), Baker, Rashica, Van Wolfswinkel 90+4' ( Zhang), Foor 89' ( Büttner) RESERVEBANK: Tørnes, Houwen, Ali, Van Bergen, Diks, Korjan |  |
| Stadion: Spartastadion Het Kasteel, Rotterdam Toeschouwers: 10.349 Arbiter: Van Boekel Assistenten: Goossens Assistenten: Van Dongen 4de official: Manschot Video-assistent: Blom |                   |           |               | Kortsmit, Dumfries, Breuer 81' ( Brogno), Van Drongelen, Floranus, Sanusi, Dijkstra ( 81'+), Van Moorsel, Cabral 58' ( Goodwin), Pušić, Calero 58' ( Pogba) RESERVEBANK: Verrips, Saksela, Ketting, Pinteaux, Dougall, Spierings, El Azzouzi, Verhaar, Bergkamp | Room, Leerdam, Kasjia , Miazga, Kruiswijk, Nakamba, Nathan 60' ( Tighadouini), Baker, Rashica, Van Wolfswinkel 90+4' ( Zhang), Foor 89' ( Büttner) RESERVEBANK: Tørnes, Houwen, Ali, Van Bergen, Diks, Korjan |  |
| Afwezig: Van der Werff geblesseerd |                   |           |               | | |  |

Finale:
| zondag 30 april 2017, 18:00 | AZ | 0–2 (0–0) | Vitesse                 | Opstelling AZ | Opstelling Vitesse |  |
| Stadion: Stadion Feijenoord, Rotterdam Toeschouwers: 46.105 Arbiter: Makkelie Assistenten: Mario Diks Assistenten: Hessel Steegstra 4de official: Kamphuis Video-assistent: Van Boekel |    |           | 80' 88' Van Wolfswinkel | Krul, Svensson, Van Eijden 83' ( Friday), Vlaar , Haps, Luckassen 77', Van Overeem 67' ( Seuntjens), Wuytens, Jahanbakhsh, Weghorst, Dos Santos Souza 79' ( Bel Hassani) RESERVEBANK: Rochet, Johansson, Rienstra, Tanković, Hatzidiakos, Ouwejan, Garcia | Room, Leerdam 84' ( Diks), Kasjia , Miazga, Kruiswijk, Nakamba, Foor 90+1' ( Van der Werff), Baker, Rashica, Van Wolfswinkel 77', Nathan 73' ( Tighadouini) RESERVEBANK: Tørnes, Houwen, Ali, Zhang, Van Bergen, Büttner, Korjan, Faye |  |
| Stadion: Stadion Feijenoord, Rotterdam Toeschouwers: 46.105 Arbiter: Makkelie Assistenten: Mario Diks Assistenten: Hessel Steegstra 4de official: Kamphuis Video-assistent: Van Boekel |    |           |                         | Krul, Svensson, Van Eijden 83' ( Friday), Vlaar , Haps, Luckassen 77', Van Overeem 67' ( Seuntjens), Wuytens, Jahanbakhsh, Weghorst, Dos Santos Souza 79' ( Bel Hassani) RESERVEBANK: Rochet, Johansson, Rienstra, Tanković, Hatzidiakos, Ouwejan, Garcia | Room, Leerdam 84' ( Diks), Kasjia , Miazga, Kruiswijk, Nakamba, Foor 90+1' ( Van der Werff), Baker, Rashica, Van Wolfswinkel 77', Nathan 73' ( Tighadouini) RESERVEBANK: Tørnes, Houwen, Ali, Zhang, Van Bergen, Büttner, Korjan, Faye |  |
| Stadion: Stadion Feijenoord, Rotterdam Toeschouwers: 46.105 Arbiter: Makkelie Assistenten: Mario Diks Assistenten: Hessel Steegstra 4de official: Kamphuis Video-assistent: Van Boekel |    |           |                         | Krul, Svensson, Van Eijden 83' ( Friday), Vlaar , Haps, Luckassen 77', Van Overeem 67' ( Seuntjens), Wuytens, Jahanbakhsh, Weghorst, Dos Santos Souza 79' ( Bel Hassani) RESERVEBANK: Rochet, Johansson, Rienstra, Tanković, Hatzidiakos, Ouwejan, Garcia | Room, Leerdam 84' ( Diks), Kasjia , Miazga, Kruiswijk, Nakamba, Foor 90+1' ( Van der Werff), Baker, Rashica, Van Wolfswinkel 77', Nathan 73' ( Tighadouini) RESERVEBANK: Tørnes, Houwen, Ali, Zhang, Van Bergen, Büttner, Korjan, Faye |  |
| Bijz.: Vitesse wint de KNVB Beker 2016/17 en plaatst zich voor de Johan Cruijff Schaal XXII en voor de groepsfase van de Europa League 2017/18                                         |    |           |                         | | |  |

### Oefenwedstrijden
| zaterdag 2 juli 2016, 17:00                                                        | Vitesse                  | 2–0 (1–0) | Shakhtar Donetsk | Opstelling Vitesse | Opstelling Shakhtar Donetsk |  |
| Stadion: Lonapark (VV Loenermark), Loenen Toeschouwers: 1.000 Arbiter: Wiedemeijer | Zhang 20' Van Bergen 57' |           |                  | Room 46' ( Houwen), Leerdam 46' ( Lucassen 59'), Kasjia 46' ( Kruiswijk ), Oude Kotte 46' ( Van der Werff), Ōta 46' ( Schorea), Yeini 46' ( Osman), Baker 46' ( Nakamba), Foor 46' ( Qazaishvili), Rashica 46' ( Van Bergen), Zhang 46' ( Dauda), Korjan 46' ( Nathan) RESERVEBANK: Diks | Kanibolotskyi 66' ( Sarnavskyi), Danchenko, Kryvtsov, Ordets, Ismaily, Tankovskyi, Malyshev, Marlos 66' ( Nem), Taison 76' ( Zubkov), Ferreyra 66' ( Dentinho), Eduardo 66' ( Totovytskyi) RESERVEBANK: Kudryk, Kobin, Matviyenko, Volovyk, Sobol, Korobenko, Fred, Bernard, Petryak, Boryachuk |  |
| Stadion: Lonapark (VV Loenermark), Loenen Toeschouwers: 1.000 Arbiter: Wiedemeijer |                          |           |                  | Room 46' ( Houwen), Leerdam 46' ( Lucassen 59'), Kasjia 46' ( Kruiswijk ), Oude Kotte 46' ( Van der Werff), Ōta 46' ( Schorea), Yeini 46' ( Osman), Baker 46' ( Nakamba), Foor 46' ( Qazaishvili), Rashica 46' ( Van Bergen), Zhang 46' ( Dauda), Korjan 46' ( Nathan) RESERVEBANK: Diks | Kanibolotskyi 66' ( Sarnavskyi), Danchenko, Kryvtsov, Ordets, Ismaily, Tankovskyi, Malyshev, Marlos 66' ( Nem), Taison 76' ( Zubkov), Ferreyra 66' ( Dentinho), Eduardo 66' ( Totovytskyi) RESERVEBANK: Kudryk, Kobin, Matviyenko, Volovyk, Sobol, Korobenko, Fred, Bernard, Petryak, Boryachuk |  |
| Stadion: Lonapark (VV Loenermark), Loenen Toeschouwers: 1.000 Arbiter: Wiedemeijer |                          |           |                  | Room 46' ( Houwen), Leerdam 46' ( Lucassen 59'), Kasjia 46' ( Kruiswijk ), Oude Kotte 46' ( Van der Werff), Ōta 46' ( Schorea), Yeini 46' ( Osman), Baker 46' ( Nakamba), Foor 46' ( Qazaishvili), Rashica 46' ( Van Bergen), Zhang 46' ( Dauda), Korjan 46' ( Nathan) RESERVEBANK: Diks | Kanibolotskyi 66' ( Sarnavskyi), Danchenko, Kryvtsov, Ordets, Ismaily, Tankovskyi, Malyshev, Marlos 66' ( Nem), Taison 76' ( Zubkov), Ferreyra 66' ( Dentinho), Eduardo 66' ( Totovytskyi) RESERVEBANK: Kudryk, Kobin, Matviyenko, Volovyk, Sobol, Korobenko, Fred, Bernard, Petryak, Boryachuk |  |
|                                                                                    |                          |           |                  | | |  |

| zaterdag 9 juli 2016, 16:00                                                        | Vitesse           | 2–3 (1–2) | KV Oostende                              | Opstelling Vitesse | Opstelling KV Oostende |  |
| Stadion: Sportveld Driel (RKSV Driel), Driel Toeschouwers: 1.153 Arbiter: Kamphuis | Ōta 31' Zhang 87' |           | 7' Canesin 40' El Ghanassy 89' Tomašević | Houwen 46' ( Room), Schorea 46' ( Yeini 81'), Van der Werff 46' ( Kasjia ), Oude Kotte 60' ( Potjes), Ōta 46' ( Faye), Nakamba 46' ( Qazaishvili), Osman 70' ( Nathan), Foor 46' ( Baker), Rashica 46' ( Van Bergen), Dauda 46' ( Zhang), Nathan 46' ( Korjan) | Ovono 46' ( Biebauw), Bossaerts 60' ( Van der Heyden), Siani 60' ( Tomašević), El Ghanassy 60' ( Capon 66'), Musona 60' ( Antunes), Dimata 60' ( Van De Wiele), Jonckheere 20' 60' ( Vandendriessche), Locigno 60' ( Berrier), Godeau 60' ( Loemba), Milić 60' ( Akpala), Canesin 60' ( Marušić) |  |
| Stadion: Sportveld Driel (RKSV Driel), Driel Toeschouwers: 1.153 Arbiter: Kamphuis |                   |           |                                          | Houwen 46' ( Room), Schorea 46' ( Yeini 81'), Van der Werff 46' ( Kasjia ), Oude Kotte 60' ( Potjes), Ōta 46' ( Faye), Nakamba 46' ( Qazaishvili), Osman 70' ( Nathan), Foor 46' ( Baker), Rashica 46' ( Van Bergen), Dauda 46' ( Zhang), Nathan 46' ( Korjan) | Ovono 46' ( Biebauw), Bossaerts 60' ( Van der Heyden), Siani 60' ( Tomašević), El Ghanassy 60' ( Capon 66'), Musona 60' ( Antunes), Dimata 60' ( Van De Wiele), Jonckheere 20' 60' ( Vandendriessche), Locigno 60' ( Berrier), Godeau 60' ( Loemba), Milić 60' ( Akpala), Canesin 60' ( Marušić) |  |
| Stadion: Sportveld Driel (RKSV Driel), Driel Toeschouwers: 1.153 Arbiter: Kamphuis |                   |           |                                          | Houwen 46' ( Room), Schorea 46' ( Yeini 81'), Van der Werff 46' ( Kasjia ), Oude Kotte 60' ( Potjes), Ōta 46' ( Faye), Nakamba 46' ( Qazaishvili), Osman 70' ( Nathan), Foor 46' ( Baker), Rashica 46' ( Van Bergen), Dauda 46' ( Zhang), Nathan 46' ( Korjan) | Ovono 46' ( Biebauw), Bossaerts 60' ( Van der Heyden), Siani 60' ( Tomašević), El Ghanassy 60' ( Capon 66'), Musona 60' ( Antunes), Dimata 60' ( Van De Wiele), Jonckheere 20' 60' ( Vandendriessche), Locigno 60' ( Berrier), Godeau 60' ( Loemba), Milić 60' ( Akpala), Canesin 60' ( Marušić) |  |
|                                                                                    |                   |           |                                          | | |  |

| zaterdag 16 juli 2016, 17:30                                             | Roebin Kazan  | 1–2 (0–1) | Vitesse               | Opstelling Roebin Kazan | Opstelling Vitesse |  |
| Stadion: Športni park Aluminij (NK Aluminij), Kidričevo Toeschouwers: 20 | Karadeniz 58' |           | 31' Zhang 49' Rashica | Nesterenko 46' ( Akmurzin), Kuznetsov 58' ( Nabioellin), Kvirkvelia 58' ( Burlak), Bergström 58' ( Sánchez), Bauer 58' ( Ustinov), Kambolov 58' ( Ozdojev), Akhmetov 58' ( García), Dzhalilov 58' ( Caktaš), Zjemaletdinov 39' 58' ( Lestienne), Karadeniz 58' ( Kanoennikov), Portnyagin 58' ( Kamenshchikov) | Room 46' ( Tørnes), Leerdam 58' ( Schorea), Kasjia 47' 58' ( Oude Kotte), Van der Werff 58' ( Kruiswijk ), Ōta 58' ( Faye), Yeini 58' ( Osman), Baker 58' ( Nakamba), Qazaishvili 58' ( Korjan), Rashica 58' ( Van Bergen), Zhang 58' ( Dauda), Foor 58' ( Nathan) RESERVEBANK: Houwen, Buitink |  |
| Stadion: Športni park Aluminij (NK Aluminij), Kidričevo Toeschouwers: 20 |               |           |                       | Nesterenko 46' ( Akmurzin), Kuznetsov 58' ( Nabioellin), Kvirkvelia 58' ( Burlak), Bergström 58' ( Sánchez), Bauer 58' ( Ustinov), Kambolov 58' ( Ozdojev), Akhmetov 58' ( García), Dzhalilov 58' ( Caktaš), Zjemaletdinov 39' 58' ( Lestienne), Karadeniz 58' ( Kanoennikov), Portnyagin 58' ( Kamenshchikov) | Room 46' ( Tørnes), Leerdam 58' ( Schorea), Kasjia 47' 58' ( Oude Kotte), Van der Werff 58' ( Kruiswijk ), Ōta 58' ( Faye), Yeini 58' ( Osman), Baker 58' ( Nakamba), Qazaishvili 58' ( Korjan), Rashica 58' ( Van Bergen), Zhang 58' ( Dauda), Foor 58' ( Nathan) RESERVEBANK: Houwen, Buitink |  |
| Stadion: Športni park Aluminij (NK Aluminij), Kidričevo Toeschouwers: 20 |               |           |                       | Nesterenko 46' ( Akmurzin), Kuznetsov 58' ( Nabioellin), Kvirkvelia 58' ( Burlak), Bergström 58' ( Sánchez), Bauer 58' ( Ustinov), Kambolov 58' ( Ozdojev), Akhmetov 58' ( García), Dzhalilov 58' ( Caktaš), Zjemaletdinov 39' 58' ( Lestienne), Karadeniz 58' ( Kanoennikov), Portnyagin 58' ( Kamenshchikov) | Room 46' ( Tørnes), Leerdam 58' ( Schorea), Kasjia 47' 58' ( Oude Kotte), Van der Werff 58' ( Kruiswijk ), Ōta 58' ( Faye), Yeini 58' ( Osman), Baker 58' ( Nakamba), Qazaishvili 58' ( Korjan), Rashica 58' ( Van Bergen), Zhang 58' ( Dauda), Foor 58' ( Nathan) RESERVEBANK: Houwen, Buitink |  |
|                                                                          |               |           |                       | | |  |

| zaterdag 30 juli 2016, 16:00                                                  | Newcastle United FC                      | 3–2 (3–0) | Vitesse               | Opstelling Newcastle United FC | Opstelling Vitesse |  |
| Stadion: St. James' Park, Newcastle Toeschouwers: 19.200 Arbiter: Stockbridge | Leerdam 22' (e.d.) Gayle 36' Colback 41' |           | 53' Nathan 61' Kasjia | Sels, Janmaat 74' ( Sterry), Hanley 62' ( Gámez), Lascelles , Dummett, Hayden 74' ( Saivet), Colback 62' ( Shelvey), Anita 74' ( Gouffran), Pérez 62' ( Armstrong), Ritchie 62' ( Aarons), Gayle 74' ( Mitrović) RESERVEBANK: Darlow, Tioté, Thauvin | Room, Leerdam 71' ( Lelieveld), Kasjia , Kruiswijk, Ōta, Nakamba, Baker, Qazaishvili 46' ( Foor), Rashica, Zhang 62' ( Van Wolfswinkel), Nathan 71' ( Van Bergen) RESERVEBANK: Houwen, Tørnes, Faye, Van der Werff, Oude Kotte, Osman, Korjan, Dauda |  |
| Stadion: St. James' Park, Newcastle Toeschouwers: 19.200 Arbiter: Stockbridge |                                          |           |                       | Sels, Janmaat 74' ( Sterry), Hanley 62' ( Gámez), Lascelles , Dummett, Hayden 74' ( Saivet), Colback 62' ( Shelvey), Anita 74' ( Gouffran), Pérez 62' ( Armstrong), Ritchie 62' ( Aarons), Gayle 74' ( Mitrović) RESERVEBANK: Darlow, Tioté, Thauvin | Room, Leerdam 71' ( Lelieveld), Kasjia , Kruiswijk, Ōta, Nakamba, Baker, Qazaishvili 46' ( Foor), Rashica, Zhang 62' ( Van Wolfswinkel), Nathan 71' ( Van Bergen) RESERVEBANK: Houwen, Tørnes, Faye, Van der Werff, Oude Kotte, Osman, Korjan, Dauda |  |
| Stadion: St. James' Park, Newcastle Toeschouwers: 19.200 Arbiter: Stockbridge |                                          |           |                       | Sels, Janmaat 74' ( Sterry), Hanley 62' ( Gámez), Lascelles , Dummett, Hayden 74' ( Saivet), Colback 62' ( Shelvey), Anita 74' ( Gouffran), Pérez 62' ( Armstrong), Ritchie 62' ( Aarons), Gayle 74' ( Mitrović) RESERVEBANK: Darlow, Tioté, Thauvin | Room, Leerdam 71' ( Lelieveld), Kasjia , Kruiswijk, Ōta, Nakamba, Baker, Qazaishvili 46' ( Foor), Rashica, Zhang 62' ( Van Wolfswinkel), Nathan 71' ( Van Bergen) RESERVEBANK: Houwen, Tørnes, Faye, Van der Werff, Oude Kotte, Osman, Korjan, Dauda |  |
|                                                                               |                                          |           |                       | | |  |

| vrijdag 6 januari 2017, 18:00                                                                       | Vitesse | 0–0 (0–0) | SC Cambuur | Opstelling Vitesse | Opstelling SC Cambuur |  |
| Stadion: Real Club de Golf Campoamor Resort, Orihuela-Costa Toeschouwers: 65 Arbiter: Perez Alcocer |         |           |            | Room, Leerdam, Kasjia 80' ( Miazga), Van der Werff, Kruiswijk 69' ( Faye), Yeini, Osman 57' ( Korjan), Baker, Rashica 80' ( Van Bergen), Van Wolfswinkel 62' ( Zhang), Foor | Zeinstra 46' ( Nienhuis), Anderson, El Baad 63' ( N'Toko), Steenvoorden 46' ( Blackson), Peersman, Houtkoop 46' ( Boutzamar), Monteiro 70' ( Akhamrane), E. Bakker 63' ( Hemmen), Van de Streek, Hoefdraad 75' ( Conraad), Barto 63' ( Boerlage) RESERVEBANK: Bos, Bosz |  |
| Stadion: Real Club de Golf Campoamor Resort, Orihuela-Costa Toeschouwers: 65 Arbiter: Perez Alcocer |         |           |            | Room, Leerdam, Kasjia 80' ( Miazga), Van der Werff, Kruiswijk 69' ( Faye), Yeini, Osman 57' ( Korjan), Baker, Rashica 80' ( Van Bergen), Van Wolfswinkel 62' ( Zhang), Foor | Zeinstra 46' ( Nienhuis), Anderson, El Baad 63' ( N'Toko), Steenvoorden 46' ( Blackson), Peersman, Houtkoop 46' ( Boutzamar), Monteiro 70' ( Akhamrane), E. Bakker 63' ( Hemmen), Van de Streek, Hoefdraad 75' ( Conraad), Barto 63' ( Boerlage) RESERVEBANK: Bos, Bosz |  |
| Stadion: Real Club de Golf Campoamor Resort, Orihuela-Costa Toeschouwers: 65 Arbiter: Perez Alcocer |         |           |            | Room, Leerdam, Kasjia 80' ( Miazga), Van der Werff, Kruiswijk 69' ( Faye), Yeini, Osman 57' ( Korjan), Baker, Rashica 80' ( Van Bergen), Van Wolfswinkel 62' ( Zhang), Foor | Zeinstra 46' ( Nienhuis), Anderson, El Baad 63' ( N'Toko), Steenvoorden 46' ( Blackson), Peersman, Houtkoop 46' ( Boutzamar), Monteiro 70' ( Akhamrane), E. Bakker 63' ( Hemmen), Van de Streek, Hoefdraad 75' ( Conraad), Barto 63' ( Boerlage) RESERVEBANK: Bos, Bosz |  |
| Afwezig: Nathan geblesseerd                                                                         |         |           |            | | |  |

#### FOX Sports Tournament
Op 21 en 23 juli 2016 was Vitesse gastheer van het Fox Sports Tournament dat in stadion GelreDome werd gespeeld. De andere deelnemers waren PSV, West Bromwich Albion en FC Porto. Alle teams zouden twee wedstrijden spelen (Vitesse en PSV niet tegen elkaar en W.B.A. en FC Porto niet tegen elkaar). Teams kregen 3 punten voor een zege en 1 voor een gelijkspel. Daarnaast kreeg elk team ook 1 punt per gescoorde goal. De wedstrijd tussen PSV en West Bromwich Albion op 23 juli werd afgelast door de burgemeester van Arnhem omdat tientallen PSV-supporters van plan zouden zijn geweest om in de Arnhemse binnenstad met andere supporters op de vuist te gaan.

| donderdag 21 juli 2016, 18:30                                       | Vitesse    | 1–2 (0–1) | West Bromwich Albion     | Opstelling Vitesse | Opstelling West Bromwich Albion |  |
| Stadion: GelreDome, Arnhem Toeschouwers: 7.040 Arbiter: Wiedemeijer | Nathan 59' |           | 25' Rondón 70' McManaman | Houwen, Leerdam 46' ( Nakamba), Kasjia 46' ( Van der Werff), Kruiswijk 61' ( Oude Kotte), Faye, Yeini, Osman, Korjan 61' ( Qazaishvili), Van Bergen 61' ( Rashica), Dauda, Nathan | Foster 45' ( Myhill), Dawson, McAuley 48' ( Fitzwater), Olsson 48' ( Wilson), Evans 48' ( McClean), Phillips 48' ( Roberts), Fletcher 48' ( Field), Yacob 48' ( Gardner), Leko 48' ( McManaman), Morrison 48' ( Berahino), Rondón 48' ( Lambert) |  |
| Stadion: GelreDome, Arnhem Toeschouwers: 7.040 Arbiter: Wiedemeijer |            |           |                          | Houwen, Leerdam 46' ( Nakamba), Kasjia 46' ( Van der Werff), Kruiswijk 61' ( Oude Kotte), Faye, Yeini, Osman, Korjan 61' ( Qazaishvili), Van Bergen 61' ( Rashica), Dauda, Nathan | Foster 45' ( Myhill), Dawson, McAuley 48' ( Fitzwater), Olsson 48' ( Wilson), Evans 48' ( McClean), Phillips 48' ( Roberts), Fletcher 48' ( Field), Yacob 48' ( Gardner), Leko 48' ( McManaman), Morrison 48' ( Berahino), Rondón 48' ( Lambert) |  |
| Stadion: GelreDome, Arnhem Toeschouwers: 7.040 Arbiter: Wiedemeijer |            |           |                          | Houwen, Leerdam 46' ( Nakamba), Kasjia 46' ( Van der Werff), Kruiswijk 61' ( Oude Kotte), Faye, Yeini, Osman, Korjan 61' ( Qazaishvili), Van Bergen 61' ( Rashica), Dauda, Nathan | Foster 45' ( Myhill), Dawson, McAuley 48' ( Fitzwater), Olsson 48' ( Wilson), Evans 48' ( McClean), Phillips 48' ( Roberts), Fletcher 48' ( Field), Yacob 48' ( Gardner), Leko 48' ( McManaman), Morrison 48' ( Berahino), Rondón 48' ( Lambert) |  |
|                                                                     |            |           |                          | | |  |

| donderdag 21 juli 2016, 21:00                                                                             | PSV                                     | 3–0 (2–0) | FC Porto | Opstelling PSV | Opstelling FC Porto |  |
| Stadion: GelreDome, Arnhem Toeschouwers: 7.040 Arbiter: Janssen Assistenten: Hoekstra Assistenten: Balder | Pröpper 23' Felipe 34' (e.d.) Maher 76' |           |          | Zoet, Brenet, Isimat-Mirin, Moreno 61' ( Schwaab), Willems 40', Guardado 61' ( Maher), Pröpper, Hendrix, Narsingh 82' ( Da Silva), De Jong , Pereiro 82' ( Locadia) | José Sá, Maxi Pereira 73' ( Varela), Felipe 73' ( Chidozie), Marcano 73' ( Reyes), Herrera 40' 73' ( André André), André Silva 73' ( Aboubakar), Alex Telles 73' ( Layún), Otávio 73' ( Brahimi), Corona 73' ( Hernâni), João Teixeira 73' ( Josué), Evandro 46' ( Rúben Neves) |  |
| Stadion: GelreDome, Arnhem Toeschouwers: 7.040 Arbiter: Janssen Assistenten: Hoekstra Assistenten: Balder |                                         |           |          | Zoet, Brenet, Isimat-Mirin, Moreno 61' ( Schwaab), Willems 40', Guardado 61' ( Maher), Pröpper, Hendrix, Narsingh 82' ( Da Silva), De Jong , Pereiro 82' ( Locadia) | José Sá, Maxi Pereira 73' ( Varela), Felipe 73' ( Chidozie), Marcano 73' ( Reyes), Herrera 40' 73' ( André André), André Silva 73' ( Aboubakar), Alex Telles 73' ( Layún), Otávio 73' ( Brahimi), Corona 73' ( Hernâni), João Teixeira 73' ( Josué), Evandro 46' ( Rúben Neves) |  |
| Stadion: GelreDome, Arnhem Toeschouwers: 7.040 Arbiter: Janssen Assistenten: Hoekstra Assistenten: Balder |                                         |           |          | Zoet, Brenet, Isimat-Mirin, Moreno 61' ( Schwaab), Willems 40', Guardado 61' ( Maher), Pröpper, Hendrix, Narsingh 82' ( Da Silva), De Jong , Pereiro 82' ( Locadia) | José Sá, Maxi Pereira 73' ( Varela), Felipe 73' ( Chidozie), Marcano 73' ( Reyes), Herrera 40' 73' ( André André), André Silva 73' ( Aboubakar), Alex Telles 73' ( Layún), Otávio 73' ( Brahimi), Corona 73' ( Hernâni), João Teixeira 73' ( Josué), Evandro 46' ( Rúben Neves) |  |
| |                                         |           |          | | |  |

| zaterdag 23 juli 2016, 15:30                                                                           | Vitesse   | 1–2 (1–0) | FC Porto                          | Opstelling Vitesse | Opstelling FC Porto |  |
| Stadion: GelreDome, Arnhem Toeschouwers: 7.341 Arbiter: Blom Assistenten: Kleinjan Assistenten: Polman | Baker 17' |           | 79' Corona 83' (pen.) André Silva | Room, Leerdam 84' ( Yeini), Kasjia , Van der Werff 83', Ōta 80' ( Kruiswijk), Nakamba, Qazaishvili, Baker, Rashica, Zhang, Foor 80' ( Van Bergen) RESERVEBANK: Houwen, Nathan, Dauda, Osman, Oude Kotte, Lelieveld, Korjan, Schorea, Faye | Iker Casillas, Varela 70' ( Maxi Pereira), Chidozie, Reyes, Layún 59' 70' ( Alex Telles), Rúben Neves 70' ( Herrera), André André 70' ( João Teixeira), Josué 46' ( Bueno), Brahimi 70' ( Otávio), Aboubakar 70' ( Corona), Hernâni 46' ( André Silva) RESERVEBANK: José Sá, João Costa, Felipe, Marcano, Evandro, Martins Indi, Quintero |  |
| Stadion: GelreDome, Arnhem Toeschouwers: 7.341 Arbiter: Blom Assistenten: Kleinjan Assistenten: Polman |           |           |                                   | Room, Leerdam 84' ( Yeini), Kasjia , Van der Werff 83', Ōta 80' ( Kruiswijk), Nakamba, Qazaishvili, Baker, Rashica, Zhang, Foor 80' ( Van Bergen) RESERVEBANK: Houwen, Nathan, Dauda, Osman, Oude Kotte, Lelieveld, Korjan, Schorea, Faye | Iker Casillas, Varela 70' ( Maxi Pereira), Chidozie, Reyes, Layún 59' 70' ( Alex Telles), Rúben Neves 70' ( Herrera), André André 70' ( João Teixeira), Josué 46' ( Bueno), Brahimi 70' ( Otávio), Aboubakar 70' ( Corona), Hernâni 46' ( André Silva) RESERVEBANK: José Sá, João Costa, Felipe, Marcano, Evandro, Martins Indi, Quintero |  |
| Stadion: GelreDome, Arnhem Toeschouwers: 7.341 Arbiter: Blom Assistenten: Kleinjan Assistenten: Polman |           |           |                                   | Room, Leerdam 84' ( Yeini), Kasjia , Van der Werff 83', Ōta 80' ( Kruiswijk), Nakamba, Qazaishvili, Baker, Rashica, Zhang, Foor 80' ( Van Bergen) RESERVEBANK: Houwen, Nathan, Dauda, Osman, Oude Kotte, Lelieveld, Korjan, Schorea, Faye | Iker Casillas, Varela 70' ( Maxi Pereira), Chidozie, Reyes, Layún 59' 70' ( Alex Telles), Rúben Neves 70' ( Herrera), André André 70' ( João Teixeira), Josué 46' ( Bueno), Brahimi 70' ( Otávio), Aboubakar 70' ( Corona), Hernâni 46' ( André Silva) RESERVEBANK: José Sá, João Costa, Felipe, Marcano, Evandro, Martins Indi, Quintero |  |
| |           |           |                                   | | |  |

| donderdag 23 juli 2016, 19:00 | PSV | afg. | West Bromwich Albion | Opstelling PSV | Opstelling West Bromwich Albion |
| Stadion: GelreDome, Arnhem |     |      |                      |                |                                 |
| |     |      |                      |                |                                 |
| |     |      |                      |                |                                 |
| Bijz.: Wedstrijd afgelast door de burgemeester van Arnhem omdat tientallen PSV-supporters van plan zouden zijn geweest om in de Arnhemse binnenstad met andere supporters op de vuist te gaan. |     |      |                      |                |                                 |

Stand

| Pos | Land                 | Wed | Win | Gel | Ver | DV | DT | +/− | Pnt |
| --- | -------------------- | --- | --- | --- | --- | -- | -- | --- | --- |
| 1   | PSV                  | 1   | 1   | 0   | 0   | 3  | 0  | +3  | 6   |
| 2   | West Bromwich Albion | 1   | 1   | 0   | 0   | 2  | 1  | +1  | 5   |
| 3   | FC Porto             | 2   | 1   | 0   | 1   | 2  | 4  | −2  | 5   |
| 4   | Vitesse              | 2   | 0   | 0   | 2   | 2  | 4  | −2  | 2   |

N.B. Er was geen prijsuitreiking omdat er geen compleet toernooi gespeeld werd.

## Jong Vitesse
Jong Vitesse is het vlaggenschip van de Vitesse Voetbal Academie, het voorportaal van het grote Vitesse. Het team speelt in het seizoen 2016/2017 in de heropgerichte Tweede divisie, de op twee na hoogste voetbalcompetitie in Nederland. Jong Vitesse speelt haar thuiswedstrijden op Sportcentrum Papendal. Net als het eerste elftal van Vitesse speelt Jong Vitesse in de clubkleuren geel en zwart.

### Staf Jong Vitesse 2016/17
| Nat.               | Naam                                        | Functie              |
| ------------------ | ------------------------------------------- | -------------------- |
| Vlag van Nederland | John Lammers                                | Hoofdtrainer / Coach |
| Vlag van Nederland | Theo Janssen (t/m 16 jan. 2017) / Ruud Knol | Assistent-trainer    |
| Vlag van Nederland | Rein Baart                                  | Keeperstrainer       |
| Vlag van Nederland | Marcel Dieduksman                           | Fysiotherapeut       |
| Vlag van Nederland | Leo Heere                                   | Clubarts             |
| Vlag van Nederland | Mark Hendriks                               | Masseur              |
| Vlag van Nederland | Marco Kamphuis                              | Materiaalman         |
| Vlag van Nederland | Toon Hendriks                               | Elftalleider         |

### Selectie Jong Vitesse 2016/17¹
| Speler                  | Positie      | Wedstrijden | Goals | Assists | Gele Kaart | 2× Geel | Rode Kaart |
| ----------------------- | ------------ | ----------- | ----- | ------- | ---------- | ------- | ---------- |
| Stef Brummel*           | Keeper       | 5           | 0     | 0       | 1          | 0       | 0          |
| Wouter Dronkers*        | Keeper       | 1           | 0     | 0       | 0          | 0       | 0          |
| Jeroen Houwen**         | Keeper       | 16          | 0     | 0       | 0          | 0       | 0          |
| Michael Tørnes**        | Keeper       | 10          | 0     | 0       | 0          | 0       | 0          |
| Joris Klein-Holte*      | Verdediger   | 21          | 0     | 0       | 5          | 0       | 0          |
| Leroy Schorea*          | Verdediger   | 8           | 0     | 0       | 1          | 0       | 0          |
| Reyer van Doorn*        | Verdediger   | 0           | 0     | 0       | 0          | 0       | 0          |
| Wellington Verloo*      | Verdediger   | 0           | 0     | 0       | 0          | 0       | 0          |
| Lassana Faye*           | Verdediger   | 24          | 0     | 1       | 3          | 0       | 0          |
| Thomas Oude Kotte*      | Verdediger   | 31          | 1     | 3       | 2          | 0       | 0          |
| Boyd Lucassen           | Verdediger   | 6           | 0     | 0       | 2          | 0       | 0          |
| Julian Lelieveld**      | Verdediger   | 24          | 1     | 0       | 2          | 0       | 0          |
| Euclides Tavares Lopes* | Verdediger   | 3           | 0     | 0       | 0          | 0       | 0          |
| Matt Miazga**           | Verdediger   | 6           | 0     | 0       | 1          | 0       | 0          |
| Joeri Potjes*           | Verdediger   | 11          | 0     | 0       | 1          | 0       | 0          |
| Giovanni Scharrenberg   | Verdediger   | 4           | 0     | 0       | 0          | 0       | 0          |
| Jelmer Boleij           | Verdediger   | 4           | 0     | 0       | 0          | 0       | 0          |
| Nikolas Agrafiotis      | Verdediger   | 5           | 1     | 0       | 1          | 0       | 0          |
| Elton Kusi              | Verdediger   | 1           | 0     | 0       | 0          | 0       | 0          |
| Jean-Claude van Aanholt | Verdediger   | 1           | 0     | 0       | 0          | 0       | 0          |
| Luuk Pelkman            | Verdediger   | 1           | 0     | 0       | 0          | 0       | 0          |
| Geronimo Francis        | Verdediger   | 2           | 0     | 0       | 0          | 0       | 0          |
| Alexander Büttner**     | Verdediger   | 7           | 3     | 1       | 3          | 0       | 0          |
| Kevin Diks**            | Verdediger   | 1           | 0     | 0       | 0          | 0       | 0          |
| Mats Grotenbreg         | Verdediger   | 1           | 0     | 0       | 0          | 0       | 0          |
| Julian Calor*           | Middenvelder | 29          | 1     | 0       | 3          | 0       | 0          |
| Ewout Gouw*             | Middenvelder | 5           | 0     | 0       | 0          | 0       | 0          |
| Jesse Schuurman*        | Middenvelder | 7           | 0     | 0       | 0          | 0       | 0          |
| Sven van Doorm*         | Middenvelder | 0           | 0     | 0       | 0          | 0       | 0          |
| Arsjak Korjan*          | Middenvelder | 18          | 10    | 5       | 1          | 0       | 0          |
| Hidde van Dijk          | Middenvelder | 2           | 0     | 0       | 1          | 0       | 0          |
| Mohammed Osman**        | Middenvelder | 26          | 6     | 4       | 2          | 0       | 0          |
| Patrick Vroegh          | Middenvelder | 3           | 0     | 0       | 0          | 0       | 0          |
| Navarone Foor**         | Middenvelder | 1           | 0     | 0       | 1          | 0       | 0          |
| Azzedine Dkidak         | Middenvelder | 1           | 0     | 0       | 0          | 0       | 0          |
| Mike de Beer            | Middenvelder | 5           | 0     | 1       | 0          | 0       | 0          |
| Levi van der Spek       | Middenvelder | 1           | 0     | 0       | 0          | 0       | 0          |
| Imad Najah*             | Middenvelder | 11          | 2     | 0       | 5          | 0       | 0          |
| Mukhtar Ali**           | Middenvelder | 4           | 0     | 0       | 1          | 0       | 0          |
| Hicham Acheffay         | Middenvelder | 6           | 2     | 0       | 0          | 0       | 0          |
| Martijn Berden*         | Aanvaller    | 0           | 0     | 0       | 0          | 0       | 0          |
| Cali Daniel*            | Aanvaller    | 17          | 7     | 1       | 1          | 0       | 0          |
| Kai Koreniuk*           | Aanvaller    | 19          | 9     | 1       | 0          | 0       | 0          |
| Anil Mercan*            | Aanvaller    | 21          | 5     | 1       | 1          | 0       | 0          |
| Jovi Munter*            | Aanvaller    | 1           | 0     | 0       | 1          | 0       | 0          |
| Zhang Yuning**          | Aanvaller    | 9           | 1     | 0       | 1          | 1       | 0          |
| Thomas Buitink          | Aanvaller    | 7           | 2     | 0       | 0          | 0       | 0          |
| Aaron Kwarko            | Aanvaller    | 3           | 0     | 0       | 0          | 0       | 0          |
| Adnane Tighadouini**    | Aanvaller    | 1           | 0     | 0       | 0          | 0       | 0          |
| Abiola Dauda**          | Aanvaller    | 6           | 7     | 1       | 1          | 0       | 0          |
| Lars ten Teije          | Aanvaller    | 8           | 0     | 0       | 0          | 0       | 0          |
| Mitchell van Bergen**   | Aanvaller    | 7           | 1     | 0       | 0          | 0       | 0          |
| Nathan Allan de Souza** | Aanvaller    | 1           | 1     | 0       | 0          | 0       | 0          |
| Thomas Beekman          | Aanvaller    | 4           | 0     | 0       | 0          | 0       | 0          |
| Márk Bencze             | Aanvaller    | 1           | 0     | 0       | 1          | 0       | 0          |
| Alvin Fortes            | Aanvaller    | 11          | 2     | 0       | 0          | 0       | 0          |

¹per wedstrijd aangevuld met jeugdspelers en bankzitters uit de hoofdmacht die niet gespeeld hebben; er mogen maximaal twee spelers uit het eerste elftal tegelijkertijd op het veld staan.
Spelers met een * zijn vaste spelers van de B-selectie.
Spelers met een ** zijn vaste spelers van de A-selectie.

### Tweede divisie[54]
Speelronde 1:
| zaterdag 13 augustus 2016, 15:30                                                                                                 | FC Lienden              | 2–1 (1–1) | Jong Vitesse | Opstelling FC Lienden | Opstelling Jong Vitesse |  |
| Stadion: Sportpark de Abdijhof, Lienden Arbiter: Wim Bronsvoort Assistenten: Westhof Assistenten: Meijers 4de official: M. Kloet | Loukili 19' Goorman 74' |           | 5' Korjan    | Jan Schimmel, Jermo Wilsterman, Tom van der Neut, Leon Broekhof, Guido van Rijn, Erik de Kruijk 5' 62' ( Mo Bendadi), Milad Intezar, Arjan Goorman, Mohammed Ajiach 32' ( Mark Fennebeumer), Jordie van der Laan 90+2' ( Brayton Biekman), Abderrahim Loukili RESERVEBANK: Benny Geerts, Erik van de Putte, Alex van Eem, Björn Cuperus | Houwen, Schorea, Oude Kotte, Klein-Holte, Faye, Schuurman, Calor, Mercan 46' ( Munter 82' 83' ( Lucassen)), Korjan 79' ( Van Dijk), Daniel, Koreniuk RESERVEBANK: Brummel |  |
| Stadion: Sportpark de Abdijhof, Lienden Arbiter: Wim Bronsvoort Assistenten: Westhof Assistenten: Meijers 4de official: M. Kloet |                         |           |              | Jan Schimmel, Jermo Wilsterman, Tom van der Neut, Leon Broekhof, Guido van Rijn, Erik de Kruijk 5' 62' ( Mo Bendadi), Milad Intezar, Arjan Goorman, Mohammed Ajiach 32' ( Mark Fennebeumer), Jordie van der Laan 90+2' ( Brayton Biekman), Abderrahim Loukili RESERVEBANK: Benny Geerts, Erik van de Putte, Alex van Eem, Björn Cuperus | Houwen, Schorea, Oude Kotte, Klein-Holte, Faye, Schuurman, Calor, Mercan 46' ( Munter 82' 83' ( Lucassen)), Korjan 79' ( Van Dijk), Daniel, Koreniuk RESERVEBANK: Brummel |  |
| Stadion: Sportpark de Abdijhof, Lienden Arbiter: Wim Bronsvoort Assistenten: Westhof Assistenten: Meijers 4de official: M. Kloet |                         |           |              | Jan Schimmel, Jermo Wilsterman, Tom van der Neut, Leon Broekhof, Guido van Rijn, Erik de Kruijk 5' 62' ( Mo Bendadi), Milad Intezar, Arjan Goorman, Mohammed Ajiach 32' ( Mark Fennebeumer), Jordie van der Laan 90+2' ( Brayton Biekman), Abderrahim Loukili RESERVEBANK: Benny Geerts, Erik van de Putte, Alex van Eem, Björn Cuperus | Houwen, Schorea, Oude Kotte, Klein-Holte, Faye, Schuurman, Calor, Mercan 46' ( Munter 82' 83' ( Lucassen)), Korjan 79' ( Van Dijk), Daniel, Koreniuk RESERVEBANK: Brummel |  |
| |                         |           |              | | |  |

Speelronde 2:
| maandag 22 augustus 2016, 19:00 | Jong Vitesse | 1–3 (0–2) | Jong FC Twente     | Opstelling Jong Vitesse | Opstelling Jong FC Twente |  |
| Stadion: Nationaal Sportcentrum Papendal, Arnhem Toeschouwers: 732 Arbiter: K. Puts Assistenten: M. Osseweijer Assistenten: B. Persoon 4de official: A. Midden | Koreniuk 79' |           | 25' 31' 85' George | Tørnes, Lelieveld, Klein-Holte 77', Oude Kotte, Faye, Schuurman, Mercan 68' ( Van Dijk 87'), Korjan 53', Zhang 63' ( Daniel), Osman, Koreniuk RESERVEBANK: Brummel, Lucassen, Schorea | Stevens, Van der Lely, Katsikas, R. Jensen, Van Duinen, Van der Heyden 62' ( Korporaal), F. Jensen, Ebecilio 46' ( Seys), De Jager 90' ( Gvozdjar), Hölscher 48'), George RESERVEBANK: Boevink, Mousslih, Sahin, Woudstra |  |
| Stadion: Nationaal Sportcentrum Papendal, Arnhem Toeschouwers: 732 Arbiter: K. Puts Assistenten: M. Osseweijer Assistenten: B. Persoon 4de official: A. Midden |              |           |                    | Tørnes, Lelieveld, Klein-Holte 77', Oude Kotte, Faye, Schuurman, Mercan 68' ( Van Dijk 87'), Korjan 53', Zhang 63' ( Daniel), Osman, Koreniuk RESERVEBANK: Brummel, Lucassen, Schorea | Stevens, Van der Lely, Katsikas, R. Jensen, Van Duinen, Van der Heyden 62' ( Korporaal), F. Jensen, Ebecilio 46' ( Seys), De Jager 90' ( Gvozdjar), Hölscher 48'), George RESERVEBANK: Boevink, Mousslih, Sahin, Woudstra |  |
| Stadion: Nationaal Sportcentrum Papendal, Arnhem Toeschouwers: 732 Arbiter: K. Puts Assistenten: M. Osseweijer Assistenten: B. Persoon 4de official: A. Midden |              |           |                    | Tørnes, Lelieveld, Klein-Holte 77', Oude Kotte, Faye, Schuurman, Mercan 68' ( Van Dijk 87'), Korjan 53', Zhang 63' ( Daniel), Osman, Koreniuk RESERVEBANK: Brummel, Lucassen, Schorea | Stevens, Van der Lely, Katsikas, R. Jensen, Van Duinen, Van der Heyden 62' ( Korporaal), F. Jensen, Ebecilio 46' ( Seys), De Jager 90' ( Gvozdjar), Hölscher 48'), George RESERVEBANK: Boevink, Mousslih, Sahin, Woudstra |  |
| |              |           |                    | | |  |

Speelronde 3:
| zondag 28 augustus 2016, 14:00 | Jong Vitesse                            | 4–2 (2–0) | AFC                              | Opstelling Jong Vitesse | Opstelling AFC |  |
| Stadion: Nationaal Sportcentrum Papendal, Arnhem Toeschouwers: 198 Arbiter: S. van der Vrande Assistenten: M. van Dommelen Assistenten: J. Waleveld 4de official: N. Zeeman | Buitink 19' 79' Korjan 22' (pen.) 90+5' |           | 84' Bosma 90+10' (pen.) Sutorius | Houwen, Schorea, Lelieveld, Oude Kotte, Faye, Klein-Holte , Korjan, Mercan 78' ( Vroegh), Buitink 90' ( Tavares), Osman, Kwarko 63' ( Koreniuk) RESERVEBANK: Brummel, Fowler, Zakir | Patrick Zonneveld, Marien Willemsen, Guido Moelee 41', Koen Bosma, Jonathan Richard, Melvin Grootfaam, Tom van den Brink 45' 59' ( Edip Biberoğlu), Magid Jansen 23' 71' ( Pepijn Kluin), Pieter Koopman 80' ( Daan Sutorius), Jordi van Gelderen, Johan Kulhan RESERVEBANK: László Sándor, Glenn van Zoolingen, Sem Witteveen, Danny Goedkoop |  |
| Stadion: Nationaal Sportcentrum Papendal, Arnhem Toeschouwers: 198 Arbiter: S. van der Vrande Assistenten: M. van Dommelen Assistenten: J. Waleveld 4de official: N. Zeeman |                                         |           |                                  | Houwen, Schorea, Lelieveld, Oude Kotte, Faye, Klein-Holte , Korjan, Mercan 78' ( Vroegh), Buitink 90' ( Tavares), Osman, Kwarko 63' ( Koreniuk) RESERVEBANK: Brummel, Fowler, Zakir | Patrick Zonneveld, Marien Willemsen, Guido Moelee 41', Koen Bosma, Jonathan Richard, Melvin Grootfaam, Tom van den Brink 45' 59' ( Edip Biberoğlu), Magid Jansen 23' 71' ( Pepijn Kluin), Pieter Koopman 80' ( Daan Sutorius), Jordi van Gelderen, Johan Kulhan RESERVEBANK: László Sándor, Glenn van Zoolingen, Sem Witteveen, Danny Goedkoop |  |
| Stadion: Nationaal Sportcentrum Papendal, Arnhem Toeschouwers: 198 Arbiter: S. van der Vrande Assistenten: M. van Dommelen Assistenten: J. Waleveld 4de official: N. Zeeman |                                         |           |                                  | Houwen, Schorea, Lelieveld, Oude Kotte, Faye, Klein-Holte , Korjan, Mercan 78' ( Vroegh), Buitink 90' ( Tavares), Osman, Kwarko 63' ( Koreniuk) RESERVEBANK: Brummel, Fowler, Zakir | Patrick Zonneveld, Marien Willemsen, Guido Moelee 41', Koen Bosma, Jonathan Richard, Melvin Grootfaam, Tom van den Brink 45' 59' ( Edip Biberoğlu), Magid Jansen 23' 71' ( Pepijn Kluin), Pieter Koopman 80' ( Daan Sutorius), Jordi van Gelderen, Johan Kulhan RESERVEBANK: László Sándor, Glenn van Zoolingen, Sem Witteveen, Danny Goedkoop |  |
| |                                         |           |                                  | | |  |

Speelronde 4:
| zaterdag 3 september 2016, 18:00 | VVSB                               | 3–1 (0–1) | Jong Vitesse | Opstelling VVSB | Opstelling Jong Vitesse |  |
| Stadion: Sportpark de Boekhorst, Noordwijkerhout Toeschouwers: 600 Arbiter: L. Cantineau Assistenten: R. van Vlokhoven Assistenten: F. Overtoom 4de official: J. Peeters | Serbony 64' Parami 85' Bekooij 90' |           | 33' Koreniuk | Ronald van der Meer, Richelo Fecunda, Jordy Zwart, Stefan Kraaijvanger 57' ( Tomas Tavilla) 71' ( Tom Broekhuizen)), Jelmer Vijlbrief, Vladimir Jozic, Tim de Rijk 70', Frans van Niel, Guido Pauw 46' ( Tommy Bekooij), Giovialli Serbony, Maikey Parami RESERVEBANK: Ruben Valk, Mitchell Bolck, Peet van der Slot | Houwen, Schorea 87', Klein-Holte 56', Oude Kotte, Faye, Osman, Schuurman 76' ( Potjes), Mercan, Foor 43' 68' ( Calor), Koreniuk, Daniel 53' ( Buitink) RESERVEBANK: Brummel, Van Dijk, Lucassen |  |
| Stadion: Sportpark de Boekhorst, Noordwijkerhout Toeschouwers: 600 Arbiter: L. Cantineau Assistenten: R. van Vlokhoven Assistenten: F. Overtoom 4de official: J. Peeters |                                    |           |              | Ronald van der Meer, Richelo Fecunda, Jordy Zwart, Stefan Kraaijvanger 57' ( Tomas Tavilla) 71' ( Tom Broekhuizen)), Jelmer Vijlbrief, Vladimir Jozic, Tim de Rijk 70', Frans van Niel, Guido Pauw 46' ( Tommy Bekooij), Giovialli Serbony, Maikey Parami RESERVEBANK: Ruben Valk, Mitchell Bolck, Peet van der Slot | Houwen, Schorea 87', Klein-Holte 56', Oude Kotte, Faye, Osman, Schuurman 76' ( Potjes), Mercan, Foor 43' 68' ( Calor), Koreniuk, Daniel 53' ( Buitink) RESERVEBANK: Brummel, Van Dijk, Lucassen |  |
| Stadion: Sportpark de Boekhorst, Noordwijkerhout Toeschouwers: 600 Arbiter: L. Cantineau Assistenten: R. van Vlokhoven Assistenten: F. Overtoom 4de official: J. Peeters |                                    |           |              | Ronald van der Meer, Richelo Fecunda, Jordy Zwart, Stefan Kraaijvanger 57' ( Tomas Tavilla) 71' ( Tom Broekhuizen)), Jelmer Vijlbrief, Vladimir Jozic, Tim de Rijk 70', Frans van Niel, Guido Pauw 46' ( Tommy Bekooij), Giovialli Serbony, Maikey Parami RESERVEBANK: Ruben Valk, Mitchell Bolck, Peet van der Slot | Houwen, Schorea 87', Klein-Holte 56', Oude Kotte, Faye, Osman, Schuurman 76' ( Potjes), Mercan, Foor 43' 68' ( Calor), Koreniuk, Daniel 53' ( Buitink) RESERVEBANK: Brummel, Van Dijk, Lucassen |  |
| |                                    |           |              | | |  |

Speelronde 5:
| zaterdag 10 september 2016, 18:00 | Jong Vitesse           | 2–2 (0–0) | SV Spakenburg       | Opstelling Jong Vitesse | Opstelling SV Spakenburg |  |
| Stadion: Nationaal Sportcentrum Papendal, Arnhem Toeschouwers: 565 Arbiter: I. Oostrom Assistenten: M. Osseweijer Assistenten: M. Janssen 4de official: M. Paarhuis | Koreniuk 61' Osman 83' |           | 54' Sanders 84' Tol | Houwen, Schorea, Miazga 46' ( Potjes), Oude Kotte, Faye, Klein-Holte , Korjan, Osman, Dauda, Calor, Tighadouini 46' ( Koreniuk) RESERVEBANK: Brummel, Lucassen, Zakir, Mercan, Daniel | Theo Timmermans, Ismo Vorstermans 71', Tim Sanders, Matthijs Blijham, Tom Oostinjen, Philip Ties, Kees Tol, Niels Buijtenhuis 84' ( Eric Veerman 90'), Sten Vreekamp, Olivier Pilon 72' ( Salim Amerzgiou), Danny van den Meiracker RESERVEBANK: Richard Arends, Mike Ahrens, Nick Tol, Michael Lanting |  |
| Stadion: Nationaal Sportcentrum Papendal, Arnhem Toeschouwers: 565 Arbiter: I. Oostrom Assistenten: M. Osseweijer Assistenten: M. Janssen 4de official: M. Paarhuis |                        |           |                     | Houwen, Schorea, Miazga 46' ( Potjes), Oude Kotte, Faye, Klein-Holte , Korjan, Osman, Dauda, Calor, Tighadouini 46' ( Koreniuk) RESERVEBANK: Brummel, Lucassen, Zakir, Mercan, Daniel | Theo Timmermans, Ismo Vorstermans 71', Tim Sanders, Matthijs Blijham, Tom Oostinjen, Philip Ties, Kees Tol, Niels Buijtenhuis 84' ( Eric Veerman 90'), Sten Vreekamp, Olivier Pilon 72' ( Salim Amerzgiou), Danny van den Meiracker RESERVEBANK: Richard Arends, Mike Ahrens, Nick Tol, Michael Lanting |  |
| Stadion: Nationaal Sportcentrum Papendal, Arnhem Toeschouwers: 565 Arbiter: I. Oostrom Assistenten: M. Osseweijer Assistenten: M. Janssen 4de official: M. Paarhuis |                        |           |                     | Houwen, Schorea, Miazga 46' ( Potjes), Oude Kotte, Faye, Klein-Holte , Korjan, Osman, Dauda, Calor, Tighadouini 46' ( Koreniuk) RESERVEBANK: Brummel, Lucassen, Zakir, Mercan, Daniel | Theo Timmermans, Ismo Vorstermans 71', Tim Sanders, Matthijs Blijham, Tom Oostinjen, Philip Ties, Kees Tol, Niels Buijtenhuis 84' ( Eric Veerman 90'), Sten Vreekamp, Olivier Pilon 72' ( Salim Amerzgiou), Danny van den Meiracker RESERVEBANK: Richard Arends, Mike Ahrens, Nick Tol, Michael Lanting |  |
| |                        |           |                     | | |  |

Speelronde 6:
| zondag 18 september 2016, 14:30 | VV UNA             | 1–5 (0–2) | Jong Vitesse                               | Opstelling VV UNA | Opstelling Jong Vitesse |  |
| Stadion: Sportpark Zeelst, Veldhoven Toeschouwers: 400 Arbiter: Berben Assistenten: S. Nanninga Assistenten: D. Zijlstra 4de official: C. van Elswijk | Schorea 89' (e.d.) |           | 4' 62' 67' Dauda 45+1' Koreniuk 65' Korjan | Petar Stošković, Nick van den Boomen, Glenn Schapendonk 69' ( Gianni Kimvwidi), Thomas Huijben, Pieter-Jan Scheerlinck, Rob van Boekel, Mart van de Gevel 40', Niek van Boekel 21', Benjamin van Wanrooij 74', Chefrino Eind 66' ( Jeroen Stottelaar), Nick Tielemans 69' ( Willem Tieben) RESERVEBANK: Jorn Wagener, Tomas Overhof | Houwen, Lelieveld, Miazga 46' ( Potjes), Oude Kotte, Faye 83', Klein-Holte, Korjan, Osman, Dauda, Calor 64' ( Mercan), Koreniuk 74' ( Schorea) RESERVEBANK: Brummel |  |
| Stadion: Sportpark Zeelst, Veldhoven Toeschouwers: 400 Arbiter: Berben Assistenten: S. Nanninga Assistenten: D. Zijlstra 4de official: C. van Elswijk |                    |           |                                            | Petar Stošković, Nick van den Boomen, Glenn Schapendonk 69' ( Gianni Kimvwidi), Thomas Huijben, Pieter-Jan Scheerlinck, Rob van Boekel, Mart van de Gevel 40', Niek van Boekel 21', Benjamin van Wanrooij 74', Chefrino Eind 66' ( Jeroen Stottelaar), Nick Tielemans 69' ( Willem Tieben) RESERVEBANK: Jorn Wagener, Tomas Overhof | Houwen, Lelieveld, Miazga 46' ( Potjes), Oude Kotte, Faye 83', Klein-Holte, Korjan, Osman, Dauda, Calor 64' ( Mercan), Koreniuk 74' ( Schorea) RESERVEBANK: Brummel |  |
| Stadion: Sportpark Zeelst, Veldhoven Toeschouwers: 400 Arbiter: Berben Assistenten: S. Nanninga Assistenten: D. Zijlstra 4de official: C. van Elswijk |                    |           |                                            | Petar Stošković, Nick van den Boomen, Glenn Schapendonk 69' ( Gianni Kimvwidi), Thomas Huijben, Pieter-Jan Scheerlinck, Rob van Boekel, Mart van de Gevel 40', Niek van Boekel 21', Benjamin van Wanrooij 74', Chefrino Eind 66' ( Jeroen Stottelaar), Nick Tielemans 69' ( Willem Tieben) RESERVEBANK: Jorn Wagener, Tomas Overhof | Houwen, Lelieveld, Miazga 46' ( Potjes), Oude Kotte, Faye 83', Klein-Holte, Korjan, Osman, Dauda, Calor 64' ( Mercan), Koreniuk 74' ( Schorea) RESERVEBANK: Brummel |  |
| |                    |           |                                            | | |  |

Speelronde 7:
| zaterdag 24 september 2016, 18:00 | Jong Vitesse                                 | 4–1 (3–1) | GVVV                             | Opstelling Jong Vitesse | Opstelling GVVV |  |
| Stadion: Nationaal Sportcentrum Papendal, Arnhem Toeschouwers: 639 Arbiter: F.A. van Herk Assistenten: R.S.H. Beijer Assistenten: A.M. Steeg 4de official: J. Boringa | Dauda 12' 89' (pen.) Koreniuk 20' Mercan 45' |           | 14' (pen.) Tervoert 16' De Leeuw | Tørnes, Schorea 23' ( Scharrenberg), Potjes, Oude Kotte, Faye, Klein-Holte , Mercan, Calor 82' 84' ( Dkidak), Ten Thije, Dauda, Koreniuk 46' ( Boleij) RESERVEBANK: Brummel, Zakir, Buitink | Johan Jansen 85', Rodny Hofman, Wouter Bonke 68' 77' ( Patrick Heesakkers), Bart Hulsbos 80', Taoufik Adnane 85', Roy Terschegget 79', Robin Mulder, Danny de Leeuw 77', Martin van Eck 9', Frank Tervoert, Caifano Latupeirissa 46' ( Wilco den Hartog 85') RESERVEBANK: Kevin Rijnvis, Joey Steenbergen, Laurens van der Voort, Mourad Marbouh |  |
| Stadion: Nationaal Sportcentrum Papendal, Arnhem Toeschouwers: 639 Arbiter: F.A. van Herk Assistenten: R.S.H. Beijer Assistenten: A.M. Steeg 4de official: J. Boringa |                                              |           |                                  | Tørnes, Schorea 23' ( Scharrenberg), Potjes, Oude Kotte, Faye, Klein-Holte , Mercan, Calor 82' 84' ( Dkidak), Ten Thije, Dauda, Koreniuk 46' ( Boleij) RESERVEBANK: Brummel, Zakir, Buitink | Johan Jansen 85', Rodny Hofman, Wouter Bonke 68' 77' ( Patrick Heesakkers), Bart Hulsbos 80', Taoufik Adnane 85', Roy Terschegget 79', Robin Mulder, Danny de Leeuw 77', Martin van Eck 9', Frank Tervoert, Caifano Latupeirissa 46' ( Wilco den Hartog 85') RESERVEBANK: Kevin Rijnvis, Joey Steenbergen, Laurens van der Voort, Mourad Marbouh |  |
| Stadion: Nationaal Sportcentrum Papendal, Arnhem Toeschouwers: 639 Arbiter: F.A. van Herk Assistenten: R.S.H. Beijer Assistenten: A.M. Steeg 4de official: J. Boringa |                                              |           |                                  | Tørnes, Schorea 23' ( Scharrenberg), Potjes, Oude Kotte, Faye, Klein-Holte , Mercan, Calor 82' 84' ( Dkidak), Ten Thije, Dauda, Koreniuk 46' ( Boleij) RESERVEBANK: Brummel, Zakir, Buitink | Johan Jansen 85', Rodny Hofman, Wouter Bonke 68' 77' ( Patrick Heesakkers), Bart Hulsbos 80', Taoufik Adnane 85', Roy Terschegget 79', Robin Mulder, Danny de Leeuw 77', Martin van Eck 9', Frank Tervoert, Caifano Latupeirissa 46' ( Wilco den Hartog 85') RESERVEBANK: Kevin Rijnvis, Joey Steenbergen, Laurens van der Voort, Mourad Marbouh |  |
| |                                              |           |                                  | | |  |

Speelronde 8:
| zondag 2 oktober 2016, 14:00 | Jong AZ                                      | 5–0 (3–0) | Jong Vitesse | Opstelling Jong AZ | Opstelling Jong Vitesse |  |
| Stadion: AFAS Trainingscomplex, Wormerland Toeschouwers: 150 Arbiter: P. van der Pol Assistenten: M. Ribbink Assistenten: P. Otten 4de official: D. Schaper | Tanković 22' 35' 38' 59' (pen.) Schouten 77' |           |              | Olij, Schouten, Hatzidiakos , Bakker, Opdam 81' ( Efmorfidis), Jacobs 50' 88' ( Regeling), Helmer, Koopmeiners, Einarsson, Druijf 78' ( Sakirovski), Tanković RESERVEBANK: Bucker, Duin, Doodeman, Kurban | Houwen, Lelieveld, Miazga, Oude Kotte, Faye, Klein-Holte 32' 74' ( Scharrenberg), Calor 64' ( Boleij), Osman, Van Bergen 46' ( Korjan), Dauda, Koreniuk RESERVEBANK: Brummel, Schorea, Potjes, Mercan |  |
| Stadion: AFAS Trainingscomplex, Wormerland Toeschouwers: 150 Arbiter: P. van der Pol Assistenten: M. Ribbink Assistenten: P. Otten 4de official: D. Schaper |                                              |           |              | Olij, Schouten, Hatzidiakos , Bakker, Opdam 81' ( Efmorfidis), Jacobs 50' 88' ( Regeling), Helmer, Koopmeiners, Einarsson, Druijf 78' ( Sakirovski), Tanković RESERVEBANK: Bucker, Duin, Doodeman, Kurban | Houwen, Lelieveld, Miazga, Oude Kotte, Faye, Klein-Holte 32' 74' ( Scharrenberg), Calor 64' ( Boleij), Osman, Van Bergen 46' ( Korjan), Dauda, Koreniuk RESERVEBANK: Brummel, Schorea, Potjes, Mercan |  |
| Stadion: AFAS Trainingscomplex, Wormerland Toeschouwers: 150 Arbiter: P. van der Pol Assistenten: M. Ribbink Assistenten: P. Otten 4de official: D. Schaper |                                              |           |              | Olij, Schouten, Hatzidiakos , Bakker, Opdam 81' ( Efmorfidis), Jacobs 50' 88' ( Regeling), Helmer, Koopmeiners, Einarsson, Druijf 78' ( Sakirovski), Tanković RESERVEBANK: Bucker, Duin, Doodeman, Kurban | Houwen, Lelieveld, Miazga, Oude Kotte, Faye, Klein-Holte 32' 74' ( Scharrenberg), Calor 64' ( Boleij), Osman, Van Bergen 46' ( Korjan), Dauda, Koreniuk RESERVEBANK: Brummel, Schorea, Potjes, Mercan |  |
| |                                              |           |              | | |  |

Speelronde 9:
| maandag 10 oktober 2016, 19:00 | Jong Vitesse                                  | 4–3 (3–2) | Jong Sparta                             | Opstelling Jong Vitesse | Opstelling Jong Sparta |  |
| Stadion: Nationaal Sportcentrum Papendal, Arnhem Toeschouwers: 223 Arbiter: Martens Assistenten: D. Zijlstra Assistenten: P. Inia 4de official: Y. Pieters | Daniel 11' (pen.) Koreniuk 18' Korjan 39' 75' |           | 13' Klaasen 22' Chevreuil 90+1' Felicia | Houwen, Schorea, Potjes, Oude Kotte, Faye, Klein-Holte, Mercan 85' ( Vroegh), Calor 46' ( Schuurman), Koreniuk, Daniel 77', Korjan RESERVEBANK: Dronkers, Ten Thije, Buitink, Lucassen | Verrips 10', Neral 76' ( Mannes), Sanches, Brute, Bai Kamara, Ketting, Felicia, Klaasen 50' ( Harroui), Chevreuil 46' ( Stokkers), Duarte, Salhi RESERVEBANK: Fabrie, El Kachati, Luydens |  |
| Stadion: Nationaal Sportcentrum Papendal, Arnhem Toeschouwers: 223 Arbiter: Martens Assistenten: D. Zijlstra Assistenten: P. Inia 4de official: Y. Pieters |                                               |           |                                         | Houwen, Schorea, Potjes, Oude Kotte, Faye, Klein-Holte, Mercan 85' ( Vroegh), Calor 46' ( Schuurman), Koreniuk, Daniel 77', Korjan RESERVEBANK: Dronkers, Ten Thije, Buitink, Lucassen | Verrips 10', Neral 76' ( Mannes), Sanches, Brute, Bai Kamara, Ketting, Felicia, Klaasen 50' ( Harroui), Chevreuil 46' ( Stokkers), Duarte, Salhi RESERVEBANK: Fabrie, El Kachati, Luydens |  |
| Stadion: Nationaal Sportcentrum Papendal, Arnhem Toeschouwers: 223 Arbiter: Martens Assistenten: D. Zijlstra Assistenten: P. Inia 4de official: Y. Pieters |                                               |           |                                         | Houwen, Schorea, Potjes, Oude Kotte, Faye, Klein-Holte, Mercan 85' ( Vroegh), Calor 46' ( Schuurman), Koreniuk, Daniel 77', Korjan RESERVEBANK: Dronkers, Ten Thije, Buitink, Lucassen | Verrips 10', Neral 76' ( Mannes), Sanches, Brute, Bai Kamara, Ketting, Felicia, Klaasen 50' ( Harroui), Chevreuil 46' ( Stokkers), Duarte, Salhi RESERVEBANK: Fabrie, El Kachati, Luydens |  |
| |                                               |           |                                         | | |  |

Speelronde 10:
| zondag 16 oktober 2016, 14:00 | SV TEC       | 1–2 (1–1) | Jong Vitesse                 | Opstelling SV TEC | Opstelling Jong Vitesse |  |
| Stadion: Sportpark De Lok, Tiel Toeschouwers: 350 Arbiter: C. Ruperti Assistenten: M. Janssen Assistenten: C. Overtoom 4de official: M. de Bruijn | De Windt 37' |           | 33' Korjan 87' (pen.) Daniel | Sebastiaan van der Sman 90+3', Sven van Ingen 86', Randel Shakison, Gregory Viereck, Walter Kiomegni 72' ( Mohammed Nouri), Akihiro Takasawa, Iljaas Rodjan 77' ( Bart van Westerlaken), Wimilio Vink, Matthijs van Gessel 90+1' ( Renaldo Jongebloet), Kurtley de Windt, Jip Bartels RESERVEBANK: Luuk Teurlinx, Nehemia Sanaky, Joël Sanaky, Jos Peltzer | Brummel, Lelieveld, Potjes, Oude Kotte, Faye, Klein-Holte , Korjan, Calor 62' ( Mercan), Zhang, Osman, Koreniuk 74' ( Daniel) RESERVEBANK: Dronkers, Schorea, Boleij |  |
| Stadion: Sportpark De Lok, Tiel Toeschouwers: 350 Arbiter: C. Ruperti Assistenten: M. Janssen Assistenten: C. Overtoom 4de official: M. de Bruijn |              |           |                              | Sebastiaan van der Sman 90+3', Sven van Ingen 86', Randel Shakison, Gregory Viereck, Walter Kiomegni 72' ( Mohammed Nouri), Akihiro Takasawa, Iljaas Rodjan 77' ( Bart van Westerlaken), Wimilio Vink, Matthijs van Gessel 90+1' ( Renaldo Jongebloet), Kurtley de Windt, Jip Bartels RESERVEBANK: Luuk Teurlinx, Nehemia Sanaky, Joël Sanaky, Jos Peltzer | Brummel, Lelieveld, Potjes, Oude Kotte, Faye, Klein-Holte , Korjan, Calor 62' ( Mercan), Zhang, Osman, Koreniuk 74' ( Daniel) RESERVEBANK: Dronkers, Schorea, Boleij |  |
| Stadion: Sportpark De Lok, Tiel Toeschouwers: 350 Arbiter: C. Ruperti Assistenten: M. Janssen Assistenten: C. Overtoom 4de official: M. de Bruijn |              |           |                              | Sebastiaan van der Sman 90+3', Sven van Ingen 86', Randel Shakison, Gregory Viereck, Walter Kiomegni 72' ( Mohammed Nouri), Akihiro Takasawa, Iljaas Rodjan 77' ( Bart van Westerlaken), Wimilio Vink, Matthijs van Gessel 90+1' ( Renaldo Jongebloet), Kurtley de Windt, Jip Bartels RESERVEBANK: Luuk Teurlinx, Nehemia Sanaky, Joël Sanaky, Jos Peltzer | Brummel, Lelieveld, Potjes, Oude Kotte, Faye, Klein-Holte , Korjan, Calor 62' ( Mercan), Zhang, Osman, Koreniuk 74' ( Daniel) RESERVEBANK: Dronkers, Schorea, Boleij |  |
| |              |           |                              | | |  |

Speelronde 11:
| zaterdag 29 oktober 2016, 15:00 | Jong Vitesse    | 1–3 (1–1) | Kozakken Boys                              | Opstelling Jong Vitesse | Opstelling Kozakken Boys |  |
| Stadion: Nationaal Sportcentrum Papendal, Arnhem Toeschouwers: 600 Arbiter: S. Dröge Assistenten: B. Persoon Assistenten: R. van Marrewijk 4de official: A. Midden | Dauda 9' (pen.) |           | 37' Mendes Moreira 62' Stout 87' Pollemans | Brummel 61', Lucassen 49', Potjes 86' ( Buitink), Oude Kotte, Faye, Klein-Holte, Calor 53' ( Schuurman), Dauda 42', Mercan 67' ( Ten Thije), Koreniuk, Daniel RESERVEBANK: Dronkers, Grotenbreg | Nils den Hartog, Juriën Gaari 9', Jeffrey van Nuland 81' ( Quentin Jakoba), Toby Mulder, Ahmad Mendes Moreira 32' 68' ( Leon Bot), Everton Pires Tavares, Raily Ignacio, Mahmut Sönmez 86' ( Ahmed el Azzouti), Gwaeron Stout, Wesley Pollemans 84', Sanny Monteiro RESERVEBANK: Djordi van der Wiel, Mohammed Hammouti, Bryan Jongeneel, Medhanie Redie Habtemariam |  |
| Stadion: Nationaal Sportcentrum Papendal, Arnhem Toeschouwers: 600 Arbiter: S. Dröge Assistenten: B. Persoon Assistenten: R. van Marrewijk 4de official: A. Midden |                 |           |                                            | Brummel 61', Lucassen 49', Potjes 86' ( Buitink), Oude Kotte, Faye, Klein-Holte, Calor 53' ( Schuurman), Dauda 42', Mercan 67' ( Ten Thije), Koreniuk, Daniel RESERVEBANK: Dronkers, Grotenbreg | Nils den Hartog, Juriën Gaari 9', Jeffrey van Nuland 81' ( Quentin Jakoba), Toby Mulder, Ahmad Mendes Moreira 32' 68' ( Leon Bot), Everton Pires Tavares, Raily Ignacio, Mahmut Sönmez 86' ( Ahmed el Azzouti), Gwaeron Stout, Wesley Pollemans 84', Sanny Monteiro RESERVEBANK: Djordi van der Wiel, Mohammed Hammouti, Bryan Jongeneel, Medhanie Redie Habtemariam |  |
| Stadion: Nationaal Sportcentrum Papendal, Arnhem Toeschouwers: 600 Arbiter: S. Dröge Assistenten: B. Persoon Assistenten: R. van Marrewijk 4de official: A. Midden |                 |           |                                            | Brummel 61', Lucassen 49', Potjes 86' ( Buitink), Oude Kotte, Faye, Klein-Holte, Calor 53' ( Schuurman), Dauda 42', Mercan 67' ( Ten Thije), Koreniuk, Daniel RESERVEBANK: Dronkers, Grotenbreg | Nils den Hartog, Juriën Gaari 9', Jeffrey van Nuland 81' ( Quentin Jakoba), Toby Mulder, Ahmad Mendes Moreira 32' 68' ( Leon Bot), Everton Pires Tavares, Raily Ignacio, Mahmut Sönmez 86' ( Ahmed el Azzouti), Gwaeron Stout, Wesley Pollemans 84', Sanny Monteiro RESERVEBANK: Djordi van der Wiel, Mohammed Hammouti, Bryan Jongeneel, Medhanie Redie Habtemariam |  |
| |                 |           |                                            | | |  |

Speelronde 12:
| zaterdag 5 november 2016, 14:30 | HHC Hardenberg                         | 3–1 (1–1) | Jong Vitesse | Opstelling HHC Hardenberg | Opstelling Jong Vitesse |  |
| Stadion: De Boshoek, Hardenberg Toeschouwers: 1.075 Arbiter: D. Serik Assistenten: M. Meijers Assistenten: P. Willems 4de official: G. Fikkert | Veldmate 25' Kobussen 69' Wigger 90+3' |           | 2' Daniel    | Sander Danes 90+1', Kevin Görtz, Koos Werkman 40', Thomas Bakker, Ashwin Manuhutu, Jorn Kremer 89', Shkodran Metaj 40' ( Johan Wigger), Mark Veldmate 88' ( Jelmer Lamberink), Glenn Kobussen, Pim de Jonge, Jan Hooiveld RESERVEBANK: Ramon Nijland, Tom Heerkens, Danny Bouws, Hamid Zarbaf, Justin Lambers | Tørnes 90', Lelieveld 63' ( Boleij), Faye, Oude Kotte, Potjes, Osman, Calor 12' 77' ( Kwarko), Schuurman, Mercan, Koreniuk, Daniel RESERVEBANK: Brummel |  |
| Stadion: De Boshoek, Hardenberg Toeschouwers: 1.075 Arbiter: D. Serik Assistenten: M. Meijers Assistenten: P. Willems 4de official: G. Fikkert |                                        |           |              | Sander Danes 90+1', Kevin Görtz, Koos Werkman 40', Thomas Bakker, Ashwin Manuhutu, Jorn Kremer 89', Shkodran Metaj 40' ( Johan Wigger), Mark Veldmate 88' ( Jelmer Lamberink), Glenn Kobussen, Pim de Jonge, Jan Hooiveld RESERVEBANK: Ramon Nijland, Tom Heerkens, Danny Bouws, Hamid Zarbaf, Justin Lambers | Tørnes 90', Lelieveld 63' ( Boleij), Faye, Oude Kotte, Potjes, Osman, Calor 12' 77' ( Kwarko), Schuurman, Mercan, Koreniuk, Daniel RESERVEBANK: Brummel |  |
| Stadion: De Boshoek, Hardenberg Toeschouwers: 1.075 Arbiter: D. Serik Assistenten: M. Meijers Assistenten: P. Willems 4de official: G. Fikkert |                                        |           |              | Sander Danes 90+1', Kevin Görtz, Koos Werkman 40', Thomas Bakker, Ashwin Manuhutu, Jorn Kremer 89', Shkodran Metaj 40' ( Johan Wigger), Mark Veldmate 88' ( Jelmer Lamberink), Glenn Kobussen, Pim de Jonge, Jan Hooiveld RESERVEBANK: Ramon Nijland, Tom Heerkens, Danny Bouws, Hamid Zarbaf, Justin Lambers | Tørnes 90', Lelieveld 63' ( Boleij), Faye, Oude Kotte, Potjes, Osman, Calor 12' 77' ( Kwarko), Schuurman, Mercan, Koreniuk, Daniel RESERVEBANK: Brummel |  |
| |                                        |           |              | | |  |

Speelronde 13:
| zaterdag 12 november 2016, 18:00 | Jong Vitesse                 | 4–4 (2–1) | BVV Barendrecht                                      | Opstelling Jong Vitesse                                                                                                | Opstelling BVV Barendrecht |  |
| Stadion: Nationaal Sportcentrum Papendal, Arnhem Arbiter: B.R. Annegarn | Dauda 20' 45' 47' Nathan 50' |           | 12' Mourits 49' (pen.) Eekman 79' Jongman 86' Esajas | Houwen, Lucassen, Potjes, Oude Kotte, Ōta, Calor, Korjan, Osman, Koreniuk, Dauda, Nathan RESERVEBANK: Wissels, bank NN | Marc van Splunter, Tim Eekman, Jeffrey Aarts, Max van Dijk, Yorik van Deelen, Joey Jongman, Danny Monster, Melvin Winterberg, Ramy Salem, Richie Basoski, Bas Mourits RESERVEBANK: Daniël Esajas; overige wissels, bank NN |  |
| Stadion: Nationaal Sportcentrum Papendal, Arnhem Arbiter: B.R. Annegarn |                              |           |                                                      | Houwen, Lucassen, Potjes, Oude Kotte, Ōta, Calor, Korjan, Osman, Koreniuk, Dauda, Nathan RESERVEBANK: Wissels, bank NN | Marc van Splunter, Tim Eekman, Jeffrey Aarts, Max van Dijk, Yorik van Deelen, Joey Jongman, Danny Monster, Melvin Winterberg, Ramy Salem, Richie Basoski, Bas Mourits RESERVEBANK: Daniël Esajas; overige wissels, bank NN |  |
| Stadion: Nationaal Sportcentrum Papendal, Arnhem Arbiter: B.R. Annegarn |                              |           |                                                      | Houwen, Lucassen, Potjes, Oude Kotte, Ōta, Calor, Korjan, Osman, Koreniuk, Dauda, Nathan RESERVEBANK: Wissels, bank NN | Marc van Splunter, Tim Eekman, Jeffrey Aarts, Max van Dijk, Yorik van Deelen, Joey Jongman, Danny Monster, Melvin Winterberg, Ramy Salem, Richie Basoski, Bas Mourits RESERVEBANK: Daniël Esajas; overige wissels, bank NN |  |
| Bijz.: Duel moest worden overgespeeld i.v.m. opstellen onreglementair aantal eerste elftal spelers bij Jong Vitesse; als straf werden ook drie wedstrijdpunten in mindering gebracht |                              |           |                                                      | | |  |

Speelronde 14:
| zondag 20 november 2016, 14:00 | Jong Vitesse            | 2–0 (1–0) | Koninklijke HFC | Opstelling Jong Vitesse | Opstelling Koninklijke HFC |  |
| Stadion: Nationaal Sportcentrum Papendal, Arnhem Toeschouwers: 210 Arbiter: S. Teuben Assistenten: J. van der Waaij Assistenten: A. van Rijnsbergen 4de official: D. de Vries | Koreniuk 18' Korjan 70' |           |                 | Houwen, Miazga, Lelieveld, Faye 45', Oude Kotte, Osman, Calor, Korjan, Van Bergen, Koreniuk, Daniel RESERVEBANK: Dronkers, Buitink, Scharrenberg, Ten Thije, Mercan, Potjes | Tom Boks, Kevin de Visser, Danny Hols 78', Carlos Opoku, Oscar Wilffert, Vincent Volkert, Gert-Jan Tamerus 22', Jacob Noordmans 81' ( Wessel Boer), Jeffrey Sam-Sin 67' ( Vince de Kwant), Wouter Haarmans 60' ( Nigel Castien), Kevin Sterling RESERVEBANK: Gerard van Rossum, Erolind Derguti, Tim van Soest |  |
| Stadion: Nationaal Sportcentrum Papendal, Arnhem Toeschouwers: 210 Arbiter: S. Teuben Assistenten: J. van der Waaij Assistenten: A. van Rijnsbergen 4de official: D. de Vries |                         |           |                 | Houwen, Miazga, Lelieveld, Faye 45', Oude Kotte, Osman, Calor, Korjan, Van Bergen, Koreniuk, Daniel RESERVEBANK: Dronkers, Buitink, Scharrenberg, Ten Thije, Mercan, Potjes | Tom Boks, Kevin de Visser, Danny Hols 78', Carlos Opoku, Oscar Wilffert, Vincent Volkert, Gert-Jan Tamerus 22', Jacob Noordmans 81' ( Wessel Boer), Jeffrey Sam-Sin 67' ( Vince de Kwant), Wouter Haarmans 60' ( Nigel Castien), Kevin Sterling RESERVEBANK: Gerard van Rossum, Erolind Derguti, Tim van Soest |  |
| Stadion: Nationaal Sportcentrum Papendal, Arnhem Toeschouwers: 210 Arbiter: S. Teuben Assistenten: J. van der Waaij Assistenten: A. van Rijnsbergen 4de official: D. de Vries |                         |           |                 | Houwen, Miazga, Lelieveld, Faye 45', Oude Kotte, Osman, Calor, Korjan, Van Bergen, Koreniuk, Daniel RESERVEBANK: Dronkers, Buitink, Scharrenberg, Ten Thije, Mercan, Potjes | Tom Boks, Kevin de Visser, Danny Hols 78', Carlos Opoku, Oscar Wilffert, Vincent Volkert, Gert-Jan Tamerus 22', Jacob Noordmans 81' ( Wessel Boer), Jeffrey Sam-Sin 67' ( Vince de Kwant), Wouter Haarmans 60' ( Nigel Castien), Kevin Sterling RESERVEBANK: Gerard van Rossum, Erolind Derguti, Tim van Soest |  |
| |                         |           |                 | | |  |

Speelronde 15:
| zaterdag 26 november 2016, 14:30 | v.v. Katwijk                  | 3–0 (2–0) | Jong Vitesse | Opstelling v.v. Katwijk | Opstelling Jong Vitesse |  |
| Stadion: Sportpark De Krom, Katwijk Toeschouwers: 1.500 Arbiter: W. Bronsvoort Assistenten: J. Westhof Assistenten: B. Vervoorn 4de official: M. te Hennepe | Susan 28' 63' Van den Ban 42' |           |              | Mark de Vries, Stefan Stam, Bennie van Noord, Kay Blokland, Guus van Weerdenburg, Paul de Lange 56' 82' ( Marciano Aalders), Robbert Susan, Mike van den Ban, Stefan Plat, Marciano Mengerink 87' ( Anthony Biekman), Steven Sánchez Angulo 53' 72' ( Donny van Oijen) RESERVEBANK: Steven Verstraten, Omar Hamdi, Sabir Akachau-Achefay | Tørnes, Faye, Oude Kotte, Potjes 25' 80' ( Kusi), Lucassen 23' 66' ( Scharrenberg), Calor, Mercan 90+1', Vroegh, Zhang, Koreniuk, Ten Thije 66' ( Agrafiotis) RESERVEBANK: Dronkers, Dkidak |  |
| Stadion: Sportpark De Krom, Katwijk Toeschouwers: 1.500 Arbiter: W. Bronsvoort Assistenten: J. Westhof Assistenten: B. Vervoorn 4de official: M. te Hennepe |                               |           |              | Mark de Vries, Stefan Stam, Bennie van Noord, Kay Blokland, Guus van Weerdenburg, Paul de Lange 56' 82' ( Marciano Aalders), Robbert Susan, Mike van den Ban, Stefan Plat, Marciano Mengerink 87' ( Anthony Biekman), Steven Sánchez Angulo 53' 72' ( Donny van Oijen) RESERVEBANK: Steven Verstraten, Omar Hamdi, Sabir Akachau-Achefay | Tørnes, Faye, Oude Kotte, Potjes 25' 80' ( Kusi), Lucassen 23' 66' ( Scharrenberg), Calor, Mercan 90+1', Vroegh, Zhang, Koreniuk, Ten Thije 66' ( Agrafiotis) RESERVEBANK: Dronkers, Dkidak |  |
| Stadion: Sportpark De Krom, Katwijk Toeschouwers: 1.500 Arbiter: W. Bronsvoort Assistenten: J. Westhof Assistenten: B. Vervoorn 4de official: M. te Hennepe |                               |           |              | Mark de Vries, Stefan Stam, Bennie van Noord, Kay Blokland, Guus van Weerdenburg, Paul de Lange 56' 82' ( Marciano Aalders), Robbert Susan, Mike van den Ban, Stefan Plat, Marciano Mengerink 87' ( Anthony Biekman), Steven Sánchez Angulo 53' 72' ( Donny van Oijen) RESERVEBANK: Steven Verstraten, Omar Hamdi, Sabir Akachau-Achefay | Tørnes, Faye, Oude Kotte, Potjes 25' 80' ( Kusi), Lucassen 23' 66' ( Scharrenberg), Calor, Mercan 90+1', Vroegh, Zhang, Koreniuk, Ten Thije 66' ( Agrafiotis) RESERVEBANK: Dronkers, Dkidak |  |
| |                               |           |              | | |  |

Speelronde 16:
| zaterdag 3 december 2016, 18:00 | Jong Vitesse | 0–2 (0–1) | Excelsior Maassluis                | Opstelling Jong Vitesse | Opstelling Excelsior Maassluis |  |
| Stadion: Nationaal Sportcentrum Papendal, Arnhem Toeschouwers: 450 Arbiter: D. Schaper Assistenten: R. Beijer Assistenten: E. de Gier 4de official: P. Henshuijs |              |           | 38' (pen.) Kruithof 90+3' Albertus | Tørnes, Lelieveld, Oude Kotte, Tavares Lopes, Van Aanholt 46' ( Pelkman), Osman, Calor, Mercan, De Beer, Van der Spek 63' ( Beekman), Kwarko 64' ( Francis) RESERVEBANK: Dronkers, Dkidak | Jean-Paul van Leeuwen, Hamit Alptekin, Michael Poeljes 24', Daan Smith, Stephan Kruithof, Niels Redert, Kevin Dercks 84' ( Quentin Albertus), Kevin Vink, Vincent van den Berg 89' ( Jeremy Moreno), Robin van der Ende, Dean van Ooijen 70' ( Kilian Berkhout) RESERVEBANK: Jesse Lub, Kevin Ringeling, Machiel Lourens |  |
| Stadion: Nationaal Sportcentrum Papendal, Arnhem Toeschouwers: 450 Arbiter: D. Schaper Assistenten: R. Beijer Assistenten: E. de Gier 4de official: P. Henshuijs |              |           |                                    | Tørnes, Lelieveld, Oude Kotte, Tavares Lopes, Van Aanholt 46' ( Pelkman), Osman, Calor, Mercan, De Beer, Van der Spek 63' ( Beekman), Kwarko 64' ( Francis) RESERVEBANK: Dronkers, Dkidak | Jean-Paul van Leeuwen, Hamit Alptekin, Michael Poeljes 24', Daan Smith, Stephan Kruithof, Niels Redert, Kevin Dercks 84' ( Quentin Albertus), Kevin Vink, Vincent van den Berg 89' ( Jeremy Moreno), Robin van der Ende, Dean van Ooijen 70' ( Kilian Berkhout) RESERVEBANK: Jesse Lub, Kevin Ringeling, Machiel Lourens |  |
| Stadion: Nationaal Sportcentrum Papendal, Arnhem Toeschouwers: 450 Arbiter: D. Schaper Assistenten: R. Beijer Assistenten: E. de Gier 4de official: P. Henshuijs |              |           |                                    | Tørnes, Lelieveld, Oude Kotte, Tavares Lopes, Van Aanholt 46' ( Pelkman), Osman, Calor, Mercan, De Beer, Van der Spek 63' ( Beekman), Kwarko 64' ( Francis) RESERVEBANK: Dronkers, Dkidak | Jean-Paul van Leeuwen, Hamit Alptekin, Michael Poeljes 24', Daan Smith, Stephan Kruithof, Niels Redert, Kevin Dercks 84' ( Quentin Albertus), Kevin Vink, Vincent van den Berg 89' ( Jeremy Moreno), Robin van der Ende, Dean van Ooijen 70' ( Kilian Berkhout) RESERVEBANK: Jesse Lub, Kevin Ringeling, Machiel Lourens |  |
| |              |           |                                    | | |  |

Speelronde 17:
| zondag 11 december 2016, 14:30 | De Treffers                             | 3–2 (1–1) | Jong Vitesse         | Opstelling De Treffers | Opstelling Jong Vitesse |  |
| Stadion: Sportpark Zuid, Groesbeek Toeschouwers: 450 Arbiter: C. Ruperti Assistenten: R. Westenberg Assistenten: G. van Hout 4de official: J. Akkerman | Meeuwsen 35' Mutzers 46' Misidjan 90+1' |           | 32' Osman 56' Mercan | Niels Kornelis, Pim Balkestein, Cendrino Misidjan, Frenk Keukens, Joris Janssen, Rick Verbeek, Robin Janssen, Twan Smits 15' ( Bas Hendriks), Wesley Meeuwsen, Nick de Bondt 50' ( Daniël van Straaten), Robert Mutzers RESERVEBANK: Luuk Vonk, Jan-Willem Stronks, Hafid Sarkouk, Luuk Langeveld, Gijs Oteman | Dronkers, Lelieveld, Oude Kotte, Tavares Lopes, Francis 46' ( Lucassen), Osman, Calor, Mercan, De Beer 73' ( Koreniuk), Dauda 46' ( Buitink), Beekman RESERVEBANK: Brummel, Potjes |  |
| Stadion: Sportpark Zuid, Groesbeek Toeschouwers: 450 Arbiter: C. Ruperti Assistenten: R. Westenberg Assistenten: G. van Hout 4de official: J. Akkerman |                                         |           |                      | Niels Kornelis, Pim Balkestein, Cendrino Misidjan, Frenk Keukens, Joris Janssen, Rick Verbeek, Robin Janssen, Twan Smits 15' ( Bas Hendriks), Wesley Meeuwsen, Nick de Bondt 50' ( Daniël van Straaten), Robert Mutzers RESERVEBANK: Luuk Vonk, Jan-Willem Stronks, Hafid Sarkouk, Luuk Langeveld, Gijs Oteman | Dronkers, Lelieveld, Oude Kotte, Tavares Lopes, Francis 46' ( Lucassen), Osman, Calor, Mercan, De Beer 73' ( Koreniuk), Dauda 46' ( Buitink), Beekman RESERVEBANK: Brummel, Potjes |  |
| Stadion: Sportpark Zuid, Groesbeek Toeschouwers: 450 Arbiter: C. Ruperti Assistenten: R. Westenberg Assistenten: G. van Hout 4de official: J. Akkerman |                                         |           |                      | Niels Kornelis, Pim Balkestein, Cendrino Misidjan, Frenk Keukens, Joris Janssen, Rick Verbeek, Robin Janssen, Twan Smits 15' ( Bas Hendriks), Wesley Meeuwsen, Nick de Bondt 50' ( Daniël van Straaten), Robert Mutzers RESERVEBANK: Luuk Vonk, Jan-Willem Stronks, Hafid Sarkouk, Luuk Langeveld, Gijs Oteman | Dronkers, Lelieveld, Oude Kotte, Tavares Lopes, Francis 46' ( Lucassen), Osman, Calor, Mercan, De Beer 73' ( Koreniuk), Dauda 46' ( Buitink), Beekman RESERVEBANK: Brummel, Potjes |  |
| |                                         |           |                      | | |  |

Speelronde 18:
| zondag 18 december 2016, 14:00 | Jong Vitesse               | 2–1 (1–0) | FC Lienden      | Opstelling Jong Vitesse | Opstelling FC Lienden |  |
| Stadion: Nationaal Sportcentrum Papendal, Arnhem Toeschouwers: 380 Arbiter: J. Vries Assistenten: S. de Groot Assistenten: A. van Stormbroek 4de official: R. Meints | Van Bergen 4' Koreniuk 73' |           | 53' Fennebeumer | Houwen, Lelieveld, Faye, Oude Kotte, Lucassen 72' ( Potjes), Osman 62', Calor, Korjan, Van Bergen 86' ( Ten Thije), Koreniuk, Daniel RESERVEBANK: Dronkers, Tavares Lopes, Schuurman, Mercan | Jan Schimmel, Leon Broekhof 45+1', Björn Cuperus, Wouter de Vogel, Milad Intezar, Erik van Eem 30' ( Mark Fennebeumer), Tom van der Neut, Mike Vreekamp, Mohammed Ajiach 79' ( Jordie van der Laan), Abderrahim Loukili 25', 38', Mo Bendadi 58' RESERVEBANK: Benny Geerts, Alex van Eem, Erik van de Putte, Wesley van Merkestein, Arjan Goorman |  |
| Stadion: Nationaal Sportcentrum Papendal, Arnhem Toeschouwers: 380 Arbiter: J. Vries Assistenten: S. de Groot Assistenten: A. van Stormbroek 4de official: R. Meints |                            |           |                 | Houwen, Lelieveld, Faye, Oude Kotte, Lucassen 72' ( Potjes), Osman 62', Calor, Korjan, Van Bergen 86' ( Ten Thije), Koreniuk, Daniel RESERVEBANK: Dronkers, Tavares Lopes, Schuurman, Mercan | Jan Schimmel, Leon Broekhof 45+1', Björn Cuperus, Wouter de Vogel, Milad Intezar, Erik van Eem 30' ( Mark Fennebeumer), Tom van der Neut, Mike Vreekamp, Mohammed Ajiach 79' ( Jordie van der Laan), Abderrahim Loukili 25', 38', Mo Bendadi 58' RESERVEBANK: Benny Geerts, Alex van Eem, Erik van de Putte, Wesley van Merkestein, Arjan Goorman |  |
| Stadion: Nationaal Sportcentrum Papendal, Arnhem Toeschouwers: 380 Arbiter: J. Vries Assistenten: S. de Groot Assistenten: A. van Stormbroek 4de official: R. Meints |                            |           |                 | Houwen, Lelieveld, Faye, Oude Kotte, Lucassen 72' ( Potjes), Osman 62', Calor, Korjan, Van Bergen 86' ( Ten Thije), Koreniuk, Daniel RESERVEBANK: Dronkers, Tavares Lopes, Schuurman, Mercan | Jan Schimmel, Leon Broekhof 45+1', Björn Cuperus, Wouter de Vogel, Milad Intezar, Erik van Eem 30' ( Mark Fennebeumer), Tom van der Neut, Mike Vreekamp, Mohammed Ajiach 79' ( Jordie van der Laan), Abderrahim Loukili 25', 38', Mo Bendadi 58' RESERVEBANK: Benny Geerts, Alex van Eem, Erik van de Putte, Wesley van Merkestein, Arjan Goorman |  |
| |                            |           |                 | | |  |

Speelronde 19:
| maandag 16 januari 2017, 18:30 | Jong FC Twente | 1–5 (0–3) | Jong Vitesse                                                    | Opstelling Jong FC Twente | Opstelling Jong Vitesse |  |
| Stadion: FC Twente-trainingscentrum, Hengelo Toeschouwers: 150 Arbiter: Pérez Assistenten: R. Meints Assistenten: J. Soeter 4de official: L. Timmer | Oosterwijk 60' |           | 12' 56' Koreniuk 23' (e.d.) Benamar 30' Korjan 84' (pen.) Zhang | Drommel, Benamar, Woudstra, Vankan, Soumaoro, Korporaal, Mbikulu, Oosterwijk, Mousslih 46' ( Hoffman 70'), Schmidt, George 73' ( De Jager) RESERVEBANK: Plattel, Van Duinen, Brobbey, Schets, Grootenhuis | Houwen, Miazga 46' ( Klein-Holte), Lelieveld, Faye, Oude Kotte, Osman, Calor 46' ( Potjes), Korjan, Zhang, Koreniuk, Ten Thije 86' ( De Beer) RESERVEBANK: Brummel, Mercan, Daniel, Lucassen |  |
| Stadion: FC Twente-trainingscentrum, Hengelo Toeschouwers: 150 Arbiter: Pérez Assistenten: R. Meints Assistenten: J. Soeter 4de official: L. Timmer |                |           |                                                                 | Drommel, Benamar, Woudstra, Vankan, Soumaoro, Korporaal, Mbikulu, Oosterwijk, Mousslih 46' ( Hoffman 70'), Schmidt, George 73' ( De Jager) RESERVEBANK: Plattel, Van Duinen, Brobbey, Schets, Grootenhuis | Houwen, Miazga 46' ( Klein-Holte), Lelieveld, Faye, Oude Kotte, Osman, Calor 46' ( Potjes), Korjan, Zhang, Koreniuk, Ten Thije 86' ( De Beer) RESERVEBANK: Brummel, Mercan, Daniel, Lucassen |  |
| Stadion: FC Twente-trainingscentrum, Hengelo Toeschouwers: 150 Arbiter: Pérez Assistenten: R. Meints Assistenten: J. Soeter 4de official: L. Timmer |                |           |                                                                 | Drommel, Benamar, Woudstra, Vankan, Soumaoro, Korporaal, Mbikulu, Oosterwijk, Mousslih 46' ( Hoffman 70'), Schmidt, George 73' ( De Jager) RESERVEBANK: Plattel, Van Duinen, Brobbey, Schets, Grootenhuis | Houwen, Miazga 46' ( Klein-Holte), Lelieveld, Faye, Oude Kotte, Osman, Calor 46' ( Potjes), Korjan, Zhang, Koreniuk, Ten Thije 86' ( De Beer) RESERVEBANK: Brummel, Mercan, Daniel, Lucassen |  |
| |                |           |                                                                 | | |  |

Speelronde 21:
| zaterdag 28 januari 2017, 15:00 | Jong Vitesse             | 2–3 (2–0) | VV UNA                              | Opstelling Jong Vitesse | Opstelling VV UNA |  |
| Stadion: Nationaal Sportcentrum Papendal, Arnhem Toeschouwers: 200 Arbiter: M. Kampman Assistenten: R. van Marrewijk Assistenten: M. Ribbink 4de official: P. Weghors | Mercan 23' Lelieveld 33' |           | 51' Van Boekel 52' 55' Van de Gevel | Houwen, Büttner 46' ( Schorea), Klein-Holte 46' ( Najah), Lelieveld, Oude Kotte, Scharrenberg, Osman, Mercan, De Beer 66' ( Bencze 90+2'), Buitink, Beekman RESERVEBANK: Dronkers, Daniel, Van Doorn, Van der Spek | Petar Stošković, Glenn Schapendonk, Thomas Huijben, Teun Segbregts 90+3', Mart van de Gevel, Rob van Boekel 80' ( Thom van de Donk), Benjamin van Wanrooij 75' ( Youri van der Meer), Pieter-Jan Scheerlinck 70', Niek van Boekel, Brian Boogers, Nick Tielemans 90+2' ( Willem Tieben) RESERVEBANK: Sven van den Oever, Chefrino Eind, Nick van den Boomen |  |
| Stadion: Nationaal Sportcentrum Papendal, Arnhem Toeschouwers: 200 Arbiter: M. Kampman Assistenten: R. van Marrewijk Assistenten: M. Ribbink 4de official: P. Weghors |                          |           |                                     | Houwen, Büttner 46' ( Schorea), Klein-Holte 46' ( Najah), Lelieveld, Oude Kotte, Scharrenberg, Osman, Mercan, De Beer 66' ( Bencze 90+2'), Buitink, Beekman RESERVEBANK: Dronkers, Daniel, Van Doorn, Van der Spek | Petar Stošković, Glenn Schapendonk, Thomas Huijben, Teun Segbregts 90+3', Mart van de Gevel, Rob van Boekel 80' ( Thom van de Donk), Benjamin van Wanrooij 75' ( Youri van der Meer), Pieter-Jan Scheerlinck 70', Niek van Boekel, Brian Boogers, Nick Tielemans 90+2' ( Willem Tieben) RESERVEBANK: Sven van den Oever, Chefrino Eind, Nick van den Boomen |  |
| Stadion: Nationaal Sportcentrum Papendal, Arnhem Toeschouwers: 200 Arbiter: M. Kampman Assistenten: R. van Marrewijk Assistenten: M. Ribbink 4de official: P. Weghors |                          |           |                                     | Houwen, Büttner 46' ( Schorea), Klein-Holte 46' ( Najah), Lelieveld, Oude Kotte, Scharrenberg, Osman, Mercan, De Beer 66' ( Bencze 90+2'), Buitink, Beekman RESERVEBANK: Dronkers, Daniel, Van Doorn, Van der Spek | Petar Stošković, Glenn Schapendonk, Thomas Huijben, Teun Segbregts 90+3', Mart van de Gevel, Rob van Boekel 80' ( Thom van de Donk), Benjamin van Wanrooij 75' ( Youri van der Meer), Pieter-Jan Scheerlinck 70', Niek van Boekel, Brian Boogers, Nick Tielemans 90+2' ( Willem Tieben) RESERVEBANK: Sven van den Oever, Chefrino Eind, Nick van den Boomen |  |
| |                          |           |                                     | | |  |

Speelronde 22:
| zaterdag 4 februari 2017, 15:00 | SV Spakenburg        | 2–2 (0–0) | Jong Vitesse           | Opstelling SV Spakenburg | Opstelling Jong Vitesse |  |
| Stadion: Sportpark De Westmaat, Spakenburg Toeschouwers: 1.250 Arbiter: E. Bijl Assistenten: B. Persoon Assistenten: P. Otten 4de official: E. ter Brake | Pilon 53' 66' (pen.) |           | 50' Büttner 88' Daniel | André Krul, Kelvin Maynard 63' ( Ismo Vorstermans), Christian Supusepa, Niels Buijtenhuis 46' ( Eric Veerman), Adi Draganovic 11', Ralph Dua, Nick Tol, Michael Lanting , Mike Ahrens 55', Robby Holder, Olivier Pilon RESERVEBANK: Martin van Barneveld, Michel Goossensen, Youri Koelewijn, Armend Selimi | Tørnes, Büttner 11', Miazga 65', Diks 87' ( Daniel), Lelieveld, Ali, Osman, Calor, Korjan, Zhang 60', Van Bergen RESERVEBANK: Bayazit, Najah, Schorea, Mercan, Klein-Holte, Oude Kotte |  |
| Stadion: Sportpark De Westmaat, Spakenburg Toeschouwers: 1.250 Arbiter: E. Bijl Assistenten: B. Persoon Assistenten: P. Otten 4de official: E. ter Brake |                      |           |                        | André Krul, Kelvin Maynard 63' ( Ismo Vorstermans), Christian Supusepa, Niels Buijtenhuis 46' ( Eric Veerman), Adi Draganovic 11', Ralph Dua, Nick Tol, Michael Lanting , Mike Ahrens 55', Robby Holder, Olivier Pilon RESERVEBANK: Martin van Barneveld, Michel Goossensen, Youri Koelewijn, Armend Selimi | Tørnes, Büttner 11', Miazga 65', Diks 87' ( Daniel), Lelieveld, Ali, Osman, Calor, Korjan, Zhang 60', Van Bergen RESERVEBANK: Bayazit, Najah, Schorea, Mercan, Klein-Holte, Oude Kotte |  |
| Stadion: Sportpark De Westmaat, Spakenburg Toeschouwers: 1.250 Arbiter: E. Bijl Assistenten: B. Persoon Assistenten: P. Otten 4de official: E. ter Brake |                      |           |                        | André Krul, Kelvin Maynard 63' ( Ismo Vorstermans), Christian Supusepa, Niels Buijtenhuis 46' ( Eric Veerman), Adi Draganovic 11', Ralph Dua, Nick Tol, Michael Lanting , Mike Ahrens 55', Robby Holder, Olivier Pilon RESERVEBANK: Martin van Barneveld, Michel Goossensen, Youri Koelewijn, Armend Selimi | Tørnes, Büttner 11', Miazga 65', Diks 87' ( Daniel), Lelieveld, Ali, Osman, Calor, Korjan, Zhang 60', Van Bergen RESERVEBANK: Bayazit, Najah, Schorea, Mercan, Klein-Holte, Oude Kotte |  |
| |                      |           |                        | | |  |

Speelronde 24:
| maandag 20 februari 2017, 18:30 | Jong Sparta   | 2–1 (2–0) | Jong Vitesse       | Opstelling Jong Sparta | Opstelling Jong Vitesse |  |
| Stadion: Spartastadion Het Kasteel, Rotterdam Toeschouwers: 150 Arbiter: G. Keijl Assistenten: R. Meints Assistenten: C. van Ostaijen 4de official: B. Erkens | Duarte 4' 26' |           | 67' (pen.) Büttner | Verrips, Pinteaux 46' ( Sanches), Bai Kamara, Ketting 67', Mannes 46' ( Saksela), Duarte, Brute 34', Harroui, Bergkamp 74' ( Chevreuil), Felicia, Alhalft RESERVEBANK: Fabrie, Altintas, Neral, Ache | Houwen, Büttner 79' ( Lucassen), Klein-Holte, Lelieveld, Oude Kotte, Ali 90+4', Osman, Calor 68' ( Fortes), Mercan 79' ( Buitink), Korjan, Van Bergen RESERVEBANK: Brummel, Schuurman, Schorea, Ten Thije |  |
| Stadion: Spartastadion Het Kasteel, Rotterdam Toeschouwers: 150 Arbiter: G. Keijl Assistenten: R. Meints Assistenten: C. van Ostaijen 4de official: B. Erkens |               |           |                    | Verrips, Pinteaux 46' ( Sanches), Bai Kamara, Ketting 67', Mannes 46' ( Saksela), Duarte, Brute 34', Harroui, Bergkamp 74' ( Chevreuil), Felicia, Alhalft RESERVEBANK: Fabrie, Altintas, Neral, Ache | Houwen, Büttner 79' ( Lucassen), Klein-Holte, Lelieveld, Oude Kotte, Ali 90+4', Osman, Calor 68' ( Fortes), Mercan 79' ( Buitink), Korjan, Van Bergen RESERVEBANK: Brummel, Schuurman, Schorea, Ten Thije |  |
| Stadion: Spartastadion Het Kasteel, Rotterdam Toeschouwers: 150 Arbiter: G. Keijl Assistenten: R. Meints Assistenten: C. van Ostaijen 4de official: B. Erkens |               |           |                    | Verrips, Pinteaux 46' ( Sanches), Bai Kamara, Ketting 67', Mannes 46' ( Saksela), Duarte, Brute 34', Harroui, Bergkamp 74' ( Chevreuil), Felicia, Alhalft RESERVEBANK: Fabrie, Altintas, Neral, Ache | Houwen, Büttner 79' ( Lucassen), Klein-Holte, Lelieveld, Oude Kotte, Ali 90+4', Osman, Calor 68' ( Fortes), Mercan 79' ( Buitink), Korjan, Van Bergen RESERVEBANK: Brummel, Schuurman, Schorea, Ten Thije |  |
| |               |           |                    | | |  |

Speelronde 20:
| zondag 26 februari 2017, 14:30 | AFC                           | 2–6 (0–1) | Jong Vitesse                                                     | Opstelling AFC | Opstelling Jong Vitesse |  |
| Stadion: Sportpark Goed Genoeg, Amsterdam Toeschouwers: 100 Arbiter: S. Dröge Assistenten: F. Overtoom Assistenten: H. Kucukerbir 4de official: R. Wassink | Koopman 53' Van den Brink 60' |           | 33' Fortes 48' 62' Acheffay 51' Osman 89' Agrafiotis 90+2' Calor | László Sándor, Teun van Zweeden 61', Danny Goedkoop 64', Magid Jansen 42' 76' ( Daan Sutorius), Marien Willemsen, Johan Kulhan, Matthijs Jesse 75' ( Tim Wulffraat), Koen Bosma , Jonathan Richard, Pieter Koopman, Tom van den Brink RESERVEBANK: Tamba dos Santos, Sam Nijpels, Guido Moelee, Sem Witteveen | Brummel, Klein-Holte 17' 72' ( Mercan), Lelieveld, Faye, Oude Kotte 42', Najah, Osman 41', Calor, Acheffay, Fortes 89' ( De Beer), Zhang 81' ( Agrafiotis) RESERVEBANK: Dronkers, Vroegh, Schorea, Van Doorn |  |
| Stadion: Sportpark Goed Genoeg, Amsterdam Toeschouwers: 100 Arbiter: S. Dröge Assistenten: F. Overtoom Assistenten: H. Kucukerbir 4de official: R. Wassink |                               |           |                                                                  | László Sándor, Teun van Zweeden 61', Danny Goedkoop 64', Magid Jansen 42' 76' ( Daan Sutorius), Marien Willemsen, Johan Kulhan, Matthijs Jesse 75' ( Tim Wulffraat), Koen Bosma , Jonathan Richard, Pieter Koopman, Tom van den Brink RESERVEBANK: Tamba dos Santos, Sam Nijpels, Guido Moelee, Sem Witteveen | Brummel, Klein-Holte 17' 72' ( Mercan), Lelieveld, Faye, Oude Kotte 42', Najah, Osman 41', Calor, Acheffay, Fortes 89' ( De Beer), Zhang 81' ( Agrafiotis) RESERVEBANK: Dronkers, Vroegh, Schorea, Van Doorn |  |
| Stadion: Sportpark Goed Genoeg, Amsterdam Toeschouwers: 100 Arbiter: S. Dröge Assistenten: F. Overtoom Assistenten: H. Kucukerbir 4de official: R. Wassink |                               |           |                                                                  | László Sándor, Teun van Zweeden 61', Danny Goedkoop 64', Magid Jansen 42' 76' ( Daan Sutorius), Marien Willemsen, Johan Kulhan, Matthijs Jesse 75' ( Tim Wulffraat), Koen Bosma , Jonathan Richard, Pieter Koopman, Tom van den Brink RESERVEBANK: Tamba dos Santos, Sam Nijpels, Guido Moelee, Sem Witteveen | Brummel, Klein-Holte 17' 72' ( Mercan), Lelieveld, Faye, Oude Kotte 42', Najah, Osman 41', Calor, Acheffay, Fortes 89' ( De Beer), Zhang 81' ( Agrafiotis) RESERVEBANK: Dronkers, Vroegh, Schorea, Van Doorn |  |
| Bijz.: Uitgesteld duel van 22 januari i.v.m. onbespeelbaar veld                                                                                            |                               |           |                                                                  | | |  |

Speelronde 25:
| zondag 5 maart 2017, 14:00 | Koninklijke HFC                 | 3–1 (2–0) | Jong Vitesse | Opstelling Koninklijke HFC | Opstelling Jong Vitesse |  |
| Stadion: Sportpark Spanjaardslaan, Haarlem Toeschouwers: 100 Arbiter: F. van den Elzen Assistenten: R. Beijer Assistenten: R. Westenberg 4de official: F. Akkaya | Boer 7' Beeren 25' Haarmans 81' |           | 76' Osman    | Tom Boks, Danny Hols, Carlos Opoku , Oscar Wilffert, Vincent Volkert, Wessel Boer, Kevin de Visser, Nigel Castien 49' 82' ( Jeffrey Sam-Sin 84'), Kevin Sterling 90+2' ( Tim van Soest), Koen Beeren 46' ( Wouter Haarmans), Gert-Jan Tamerus RESERVEBANK: Gerard van Rossum, André Morgan, Robin Eindhoven | Houwen, Lelieveld, Najah, Oude Kotte , Büttner 68' ( Faye), Klein-Holte, Calor 74' ( Daniel), Osman, Fortes, Zhang, Korjan RESERVEBANK: Brummel, Verloo, Mercan |  |
| Stadion: Sportpark Spanjaardslaan, Haarlem Toeschouwers: 100 Arbiter: F. van den Elzen Assistenten: R. Beijer Assistenten: R. Westenberg 4de official: F. Akkaya |                                 |           |              | Tom Boks, Danny Hols, Carlos Opoku , Oscar Wilffert, Vincent Volkert, Wessel Boer, Kevin de Visser, Nigel Castien 49' 82' ( Jeffrey Sam-Sin 84'), Kevin Sterling 90+2' ( Tim van Soest), Koen Beeren 46' ( Wouter Haarmans), Gert-Jan Tamerus RESERVEBANK: Gerard van Rossum, André Morgan, Robin Eindhoven | Houwen, Lelieveld, Najah, Oude Kotte , Büttner 68' ( Faye), Klein-Holte, Calor 74' ( Daniel), Osman, Fortes, Zhang, Korjan RESERVEBANK: Brummel, Verloo, Mercan |  |
| Stadion: Sportpark Spanjaardslaan, Haarlem Toeschouwers: 100 Arbiter: F. van den Elzen Assistenten: R. Beijer Assistenten: R. Westenberg 4de official: F. Akkaya |                                 |           |              | Tom Boks, Danny Hols, Carlos Opoku , Oscar Wilffert, Vincent Volkert, Wessel Boer, Kevin de Visser, Nigel Castien 49' 82' ( Jeffrey Sam-Sin 84'), Kevin Sterling 90+2' ( Tim van Soest), Koen Beeren 46' ( Wouter Haarmans), Gert-Jan Tamerus RESERVEBANK: Gerard van Rossum, André Morgan, Robin Eindhoven | Houwen, Lelieveld, Najah, Oude Kotte , Büttner 68' ( Faye), Klein-Holte, Calor 74' ( Daniel), Osman, Fortes, Zhang, Korjan RESERVEBANK: Brummel, Verloo, Mercan |  |
| |                                 |           |              | | |  |

Speelronde 26:
| zaterdag 11 maart 2017, 18:00 | Jong Vitesse | 0–4 (0–1) | VVSB                                           | Opstelling Jong Vitesse | Opstelling VVSB |  |
| Stadion: Nationaal Sportcentrum Papendal, Arnhem Toeschouwers: 150 Arbiter: N. Smit Assistenten: J. Waleveld Assistenten: R. Miedema 4de official: N. Tunnissen |              |           | 12' Tavilla 52' Parami 73' Bekooij 79' De Rijk | Houwen, Lelieveld, Klein-Holte, Oude Kotte, Büttner 33', Calor, Ali 72' ( Acheffay), Osman, Van Bergen 63' ( Fortes), Zhang 48', 76', Korjan RESERVEBANK: Brummel, Najah, Verloo, Mercan, Agrafiotis | Ruben Valk, Richelo Fecunda, Peet van der Slot, Bas Ruigrok, Jelmer Vijlbrief 21' 82' ( Sten Admiraal), Tomas Tavilla, Vladimir Jozic 63' ( Tom Broekhuizen), Tim de Rijk, Maikey Parami 82' ( Stefan Immerzeel), Guido Pauw 70', Tommy Bekooij RESERVEBANK: Ronald van der Meer, Martijn Hogenboom |  |
| Stadion: Nationaal Sportcentrum Papendal, Arnhem Toeschouwers: 150 Arbiter: N. Smit Assistenten: J. Waleveld Assistenten: R. Miedema 4de official: N. Tunnissen |              |           |                                                | Houwen, Lelieveld, Klein-Holte, Oude Kotte, Büttner 33', Calor, Ali 72' ( Acheffay), Osman, Van Bergen 63' ( Fortes), Zhang 48', 76', Korjan RESERVEBANK: Brummel, Najah, Verloo, Mercan, Agrafiotis | Ruben Valk, Richelo Fecunda, Peet van der Slot, Bas Ruigrok, Jelmer Vijlbrief 21' 82' ( Sten Admiraal), Tomas Tavilla, Vladimir Jozic 63' ( Tom Broekhuizen), Tim de Rijk, Maikey Parami 82' ( Stefan Immerzeel), Guido Pauw 70', Tommy Bekooij RESERVEBANK: Ronald van der Meer, Martijn Hogenboom |  |
| Stadion: Nationaal Sportcentrum Papendal, Arnhem Toeschouwers: 150 Arbiter: N. Smit Assistenten: J. Waleveld Assistenten: R. Miedema 4de official: N. Tunnissen |              |           |                                                | Houwen, Lelieveld, Klein-Holte, Oude Kotte, Büttner 33', Calor, Ali 72' ( Acheffay), Osman, Van Bergen 63' ( Fortes), Zhang 48', 76', Korjan RESERVEBANK: Brummel, Najah, Verloo, Mercan, Agrafiotis | Ruben Valk, Richelo Fecunda, Peet van der Slot, Bas Ruigrok, Jelmer Vijlbrief 21' 82' ( Sten Admiraal), Tomas Tavilla, Vladimir Jozic 63' ( Tom Broekhuizen), Tim de Rijk, Maikey Parami 82' ( Stefan Immerzeel), Guido Pauw 70', Tommy Bekooij RESERVEBANK: Ronald van der Meer, Martijn Hogenboom |  |
| |              |           |                                                | | |  |

Speelronde 23:
| woensdag 15 maart 2017, 20:00 | Jong Vitesse                       | 3–1 (1–1) | SV TEC               | Opstelling Jong Vitesse | Opstelling SV TEC |  |
| Stadion: Nationaal Sportcentrum Papendal, Arnhem Toeschouwers: 250 Arbiter: L. Gerrets Assistenten: Y. Weterings Assistenten: R. van Vlokhoven 4de official: J. Lensink | Najah 18' Osman 49' Oude Kotte 88' |           | 36' (e.d.) Lelieveld | Tørnes, Lelieveld, Najah 55', Oude Kotte , Faye, Osman, Calor, Korjan 83' ( Klein-Holte), Fortes 87' ( Ten Thije), Zhang, Acheffay RESERVEBANK: Brummel, Verloo, Schuurman, Daniel, Mercan | Sebastiaan van der Sman , Gregory Viereck, Migiel Zeller, Daan Disveld, Randel Shakison 76' ( Sven van Ingen), Wimilio Vink, Barry Maguire, Matthijs van Gessel, Gianluca Maria, Trumaine Balrak 46' ( Kurtley de Windt), Nehemia Sanaky 64' ( Josemar Makiavala) RESERVEBANK: Luuk Teurlinx, Bart van Westerlaken, Walter Kiomegni, Obi Onyeike |  |
| Stadion: Nationaal Sportcentrum Papendal, Arnhem Toeschouwers: 250 Arbiter: L. Gerrets Assistenten: Y. Weterings Assistenten: R. van Vlokhoven 4de official: J. Lensink |                                    |           |                      | Tørnes, Lelieveld, Najah 55', Oude Kotte , Faye, Osman, Calor, Korjan 83' ( Klein-Holte), Fortes 87' ( Ten Thije), Zhang, Acheffay RESERVEBANK: Brummel, Verloo, Schuurman, Daniel, Mercan | Sebastiaan van der Sman , Gregory Viereck, Migiel Zeller, Daan Disveld, Randel Shakison 76' ( Sven van Ingen), Wimilio Vink, Barry Maguire, Matthijs van Gessel, Gianluca Maria, Trumaine Balrak 46' ( Kurtley de Windt), Nehemia Sanaky 64' ( Josemar Makiavala) RESERVEBANK: Luuk Teurlinx, Bart van Westerlaken, Walter Kiomegni, Obi Onyeike |  |
| Stadion: Nationaal Sportcentrum Papendal, Arnhem Toeschouwers: 250 Arbiter: L. Gerrets Assistenten: Y. Weterings Assistenten: R. van Vlokhoven 4de official: J. Lensink |                                    |           |                      | Tørnes, Lelieveld, Najah 55', Oude Kotte , Faye, Osman, Calor, Korjan 83' ( Klein-Holte), Fortes 87' ( Ten Thije), Zhang, Acheffay RESERVEBANK: Brummel, Verloo, Schuurman, Daniel, Mercan | Sebastiaan van der Sman , Gregory Viereck, Migiel Zeller, Daan Disveld, Randel Shakison 76' ( Sven van Ingen), Wimilio Vink, Barry Maguire, Matthijs van Gessel, Gianluca Maria, Trumaine Balrak 46' ( Kurtley de Windt), Nehemia Sanaky 64' ( Josemar Makiavala) RESERVEBANK: Luuk Teurlinx, Bart van Westerlaken, Walter Kiomegni, Obi Onyeike |  |
| Bijz.: Uitgesteld duel van 12 februari i.v.m. onbespeelbaar veld door sneeuwval                                                                                         |                                    |           |                      | | |  |

Speelronde 27:
| zaterdag 18 maart 2017, 14:30 | GVVV           | 1–0 (0–0) | Jong Vitesse | Opstelling GVVV | Opstelling Jong Vitesse |  |
| Stadion: Sportpark Panhuis, Veenendaal Toeschouwers: 650 Arbiter: W. Bronsvoort Assistenten: J. Jongenotter Assistenten: M. van Essen 4de official: S. Weeda | Tervoert 90+5' |           |              | Johan Jansen, Rodny Hofman, Wilco den Hartog, Laurens van der Voort, Taoufik Adnane, Roy Terschegget , Martin van Eck 50' ( Joey Steenbergen 56' ( Patrick Heesakkers)), Danny de Leeuw, Jamarro Diks, Frank Tervoert, Caifano Latupeirissa RESERVEBANK: Kevin Rijnvis, Wouter Bonke, Daimy Rijnsburger | Brummel, Lelieveld 60', Klein-Holte 89', Oude Kotte, Faye, Calor, Fortes, Verloo 29' ( Musaba), Agrafiotis 63', Mercan 81' ( Gouw), Acheffay 68' ( Najah) RESERVEBANK: Dronkers, Kusi |  |
| Stadion: Sportpark Panhuis, Veenendaal Toeschouwers: 650 Arbiter: W. Bronsvoort Assistenten: J. Jongenotter Assistenten: M. van Essen 4de official: S. Weeda |                |           |              | Johan Jansen, Rodny Hofman, Wilco den Hartog, Laurens van der Voort, Taoufik Adnane, Roy Terschegget , Martin van Eck 50' ( Joey Steenbergen 56' ( Patrick Heesakkers)), Danny de Leeuw, Jamarro Diks, Frank Tervoert, Caifano Latupeirissa RESERVEBANK: Kevin Rijnvis, Wouter Bonke, Daimy Rijnsburger | Brummel, Lelieveld 60', Klein-Holte 89', Oude Kotte, Faye, Calor, Fortes, Verloo 29' ( Musaba), Agrafiotis 63', Mercan 81' ( Gouw), Acheffay 68' ( Najah) RESERVEBANK: Dronkers, Kusi |  |
| Stadion: Sportpark Panhuis, Veenendaal Toeschouwers: 650 Arbiter: W. Bronsvoort Assistenten: J. Jongenotter Assistenten: M. van Essen 4de official: S. Weeda |                |           |              | Johan Jansen, Rodny Hofman, Wilco den Hartog, Laurens van der Voort, Taoufik Adnane, Roy Terschegget , Martin van Eck 50' ( Joey Steenbergen 56' ( Patrick Heesakkers)), Danny de Leeuw, Jamarro Diks, Frank Tervoert, Caifano Latupeirissa RESERVEBANK: Kevin Rijnvis, Wouter Bonke, Daimy Rijnsburger | Brummel, Lelieveld 60', Klein-Holte 89', Oude Kotte, Faye, Calor, Fortes, Verloo 29' ( Musaba), Agrafiotis 63', Mercan 81' ( Gouw), Acheffay 68' ( Najah) RESERVEBANK: Dronkers, Kusi |  |
| |                |           |              | | |  |

Speelronde 13:
| dinsdag 21 maart 2017, 20:00 | Jong Vitesse | 0–2 (0–0) | BVV Barendrecht        | Opstelling Jong Vitesse | Opstelling BVV Barendrecht |  |
| Stadion: Nationaal Sportcentrum Papendal, Arnhem Toeschouwers: 240 Arbiter: F. de Winter Assistenten: B. Vervoorn Assistenten: M. Meijers 4de official: A. Midden |              |           | 64' Esajas 90+4' Salem | Houwen, Büttner 88' ( Acheffay), Lelieveld, Faye 80' ( Agrafiotis), Oude Kotte, Najah, Ali, Osman 78', Calor, Daniel, Ten Thije 65' ( Fortes) RESERVEBANK: Brummel, Schuurman, Gouw, Mercan | Marc van Splunter, Tim Eekman, Jeffrey Aarts, Yorik van Deelen, Joey Jongman, Danny Monster, Dimitry Gomes Almeida 90+1' ( Richie Basoski 90+3'), Daniël Esajas 66' ( Bas Mourits), Donny Navajas Sanchez, Melvin Winterberg 54' ( Ali Khaldi), Ramy Salem RESERVEBANK: Roy Rondeltap, Max van Dijk, Wilson Lima, Michael Bommeleijn |  |
| Stadion: Nationaal Sportcentrum Papendal, Arnhem Toeschouwers: 240 Arbiter: F. de Winter Assistenten: B. Vervoorn Assistenten: M. Meijers 4de official: A. Midden |              |           |                        | Houwen, Büttner 88' ( Acheffay), Lelieveld, Faye 80' ( Agrafiotis), Oude Kotte, Najah, Ali, Osman 78', Calor, Daniel, Ten Thije 65' ( Fortes) RESERVEBANK: Brummel, Schuurman, Gouw, Mercan | Marc van Splunter, Tim Eekman, Jeffrey Aarts, Yorik van Deelen, Joey Jongman, Danny Monster, Dimitry Gomes Almeida 90+1' ( Richie Basoski 90+3'), Daniël Esajas 66' ( Bas Mourits), Donny Navajas Sanchez, Melvin Winterberg 54' ( Ali Khaldi), Ramy Salem RESERVEBANK: Roy Rondeltap, Max van Dijk, Wilson Lima, Michael Bommeleijn |  |
| Stadion: Nationaal Sportcentrum Papendal, Arnhem Toeschouwers: 240 Arbiter: F. de Winter Assistenten: B. Vervoorn Assistenten: M. Meijers 4de official: A. Midden |              |           |                        | Houwen, Büttner 88' ( Acheffay), Lelieveld, Faye 80' ( Agrafiotis), Oude Kotte, Najah, Ali, Osman 78', Calor, Daniel, Ten Thije 65' ( Fortes) RESERVEBANK: Brummel, Schuurman, Gouw, Mercan | Marc van Splunter, Tim Eekman, Jeffrey Aarts, Yorik van Deelen, Joey Jongman, Danny Monster, Dimitry Gomes Almeida 90+1' ( Richie Basoski 90+3'), Daniël Esajas 66' ( Bas Mourits), Donny Navajas Sanchez, Melvin Winterberg 54' ( Ali Khaldi), Ramy Salem RESERVEBANK: Roy Rondeltap, Max van Dijk, Wilson Lima, Michael Bommeleijn |  |
| Bijz.: Overspelen van het duel van 12 november 2016; duel op 23 februari 2017 afgelast i.v.m. storm                                                               |              |           |                        | | |  |

Speelronde 28:
| maandag 27 maart 2017, 20:00 | Jong Vitesse             | 2–2 (0–1) | Jong AZ                | Opstelling Jong Vitesse | Opstelling Jong AZ |  |
| Stadion: Nationaal Sportcentrum Papendal, Arnhem Toeschouwers: 400 Arbiter: M. Nagtegaal Assistenten: S. Nanninga Assistenten: S. van der Vrande 4de official: M. van Munster | Büttner 83' Korjan 90+3' |           | 38' Lewis 86' Schouten | Houwen, Büttner 87', Lelieveld, Faye, Oude Kotte, Najah, Osman, Calor 61' ( Klein-Holte), Korjan, Fortes 81' ( Gouw), Daniel 70' ( Agrafiotis) RESERVEBANK: Brummel, Mercan, Ten Thije | Olij, Van der Linden, Lewis 74', Hatzidiakos, Regeling, Springer 51', Stengs, Hoedemakers 82' ( Kurban), Sakirovski 78' ( Doodeman), Bijleveld, Schouten RESERVEBANK: Bucker, Church, Sadiroglu, Druijf, Kaandorp |  |
| Stadion: Nationaal Sportcentrum Papendal, Arnhem Toeschouwers: 400 Arbiter: M. Nagtegaal Assistenten: S. Nanninga Assistenten: S. van der Vrande 4de official: M. van Munster |                          |           |                        | Houwen, Büttner 87', Lelieveld, Faye, Oude Kotte, Najah, Osman, Calor 61' ( Klein-Holte), Korjan, Fortes 81' ( Gouw), Daniel 70' ( Agrafiotis) RESERVEBANK: Brummel, Mercan, Ten Thije | Olij, Van der Linden, Lewis 74', Hatzidiakos, Regeling, Springer 51', Stengs, Hoedemakers 82' ( Kurban), Sakirovski 78' ( Doodeman), Bijleveld, Schouten RESERVEBANK: Bucker, Church, Sadiroglu, Druijf, Kaandorp |  |
| Stadion: Nationaal Sportcentrum Papendal, Arnhem Toeschouwers: 400 Arbiter: M. Nagtegaal Assistenten: S. Nanninga Assistenten: S. van der Vrande 4de official: M. van Munster |                          |           |                        | Houwen, Büttner 87', Lelieveld, Faye, Oude Kotte, Najah, Osman, Calor 61' ( Klein-Holte), Korjan, Fortes 81' ( Gouw), Daniel 70' ( Agrafiotis) RESERVEBANK: Brummel, Mercan, Ten Thije | Olij, Van der Linden, Lewis 74', Hatzidiakos, Regeling, Springer 51', Stengs, Hoedemakers 82' ( Kurban), Sakirovski 78' ( Doodeman), Bijleveld, Schouten RESERVEBANK: Bucker, Church, Sadiroglu, Druijf, Kaandorp |  |
| Bijz.: Kampioenschap Jong AZ uitgesteld na puntverlies in dit duel |                          |           |                        | | |  |

Speelronde 29:
| zaterdag 1 april 2017, 15:00 | Kozakken Boys                                  | 4–2 (0–2) | Jong Vitesse   | Opstelling Kozakken Boys | Opstelling Jong Vitesse |  |
| Stadion: Sportpark De Zwaaier, Werkendam Toeschouwers: 1.200 Arbiter: S. van der Eijk Assistenten: C. de Smalen Assistenten: E. Koopman 4de official: H. van de Ketterij | Habtemariam 52' Ignacio 65' 74' El Azzouti 83' |           | 11' 18' Daniel | Nils den Hartog, Jeffrey van Nuland, Mohammed Hammouti 81' ( Wesley Pollemans), Sanny Monteiro, Bryan Jongeneel, Everton Pires Tavares, Gwaeron Stout 46' ( Abdulsamed Abdullahi 57'), Juriën Gaari, Raily Ignacio 33', Mahmut Sönmez 46' ( Medhanie Redie Habtemariam), Ahmed el Azzouti RESERVEBANK: François van Gool, Madjer Lukoki | Tørnes, Klein-Holte, Lelieveld 49', Faye 78' ( Mercan), Oude Kotte 61', Najah 33', Osman, Calor, Fortes 76' ( Gouw), Van Bergen 46' ( Korjan), Daniel RESERVEBANK: Brummel, Acheffay, Van Doorn |  |
| Stadion: Sportpark De Zwaaier, Werkendam Toeschouwers: 1.200 Arbiter: S. van der Eijk Assistenten: C. de Smalen Assistenten: E. Koopman 4de official: H. van de Ketterij |                                                |           |                | Nils den Hartog, Jeffrey van Nuland, Mohammed Hammouti 81' ( Wesley Pollemans), Sanny Monteiro, Bryan Jongeneel, Everton Pires Tavares, Gwaeron Stout 46' ( Abdulsamed Abdullahi 57'), Juriën Gaari, Raily Ignacio 33', Mahmut Sönmez 46' ( Medhanie Redie Habtemariam), Ahmed el Azzouti RESERVEBANK: François van Gool, Madjer Lukoki | Tørnes, Klein-Holte, Lelieveld 49', Faye 78' ( Mercan), Oude Kotte 61', Najah 33', Osman, Calor, Fortes 76' ( Gouw), Van Bergen 46' ( Korjan), Daniel RESERVEBANK: Brummel, Acheffay, Van Doorn |  |
| Stadion: Sportpark De Zwaaier, Werkendam Toeschouwers: 1.200 Arbiter: S. van der Eijk Assistenten: C. de Smalen Assistenten: E. Koopman 4de official: H. van de Ketterij |                                                |           |                | Nils den Hartog, Jeffrey van Nuland, Mohammed Hammouti 81' ( Wesley Pollemans), Sanny Monteiro, Bryan Jongeneel, Everton Pires Tavares, Gwaeron Stout 46' ( Abdulsamed Abdullahi 57'), Juriën Gaari, Raily Ignacio 33', Mahmut Sönmez 46' ( Medhanie Redie Habtemariam), Ahmed el Azzouti RESERVEBANK: François van Gool, Madjer Lukoki | Tørnes, Klein-Holte, Lelieveld 49', Faye 78' ( Mercan), Oude Kotte 61', Najah 33', Osman, Calor, Fortes 76' ( Gouw), Van Bergen 46' ( Korjan), Daniel RESERVEBANK: Brummel, Acheffay, Van Doorn |  |
| |                                                |           |                | | |  |

Speelronde 30:
| zaterdag 8 april 2017, 14:30 | Jong Vitesse                         | 4–2 (2–0) | HHC Hardenberg                      | Opstelling Jong Vitesse | Opstelling HHC Hardenberg |  |
| Stadion: Nationaal Sportcentrum Papendal, Arnhem Toeschouwers: 425 Arbiter: J. Vries Assistenten: K. Bodde Assistenten: A. van Rijnsbergen 4de official: K. Klunder | Mercan 4' 45+3' Najah 49' Fortes 62' |           | 65' (pen.) Van der Leij 71' Werkman | Tørnes, Faye 15', Oude Kotte, Grotenbreg, Najah 13', Osman, Calor, Mercan 69' ( Gouw), Fortes 62' ( Acheffay), Koreniuk, Daniel 86' ( Beekman) RESERVEBANK: Brummel, Musaba, Leeflang | Sander Danes, Koos Werkman, Johan Wigger 46' ( Tiemen van Hezel), Thomas Bakker 45+2', Ashwin Manuhutu, Danny Bouws 54' ( Junior Albertus), Mark Veldmate 59' ( Derian Reinders), Glenn Kobussen, Sargon Gouriye, Pim de Jonge, Rob van der Leij RESERVEBANK: Ramon Nijland, Hamid Zarbaf |  |
| Stadion: Nationaal Sportcentrum Papendal, Arnhem Toeschouwers: 425 Arbiter: J. Vries Assistenten: K. Bodde Assistenten: A. van Rijnsbergen 4de official: K. Klunder |                                      |           |                                     | Tørnes, Faye 15', Oude Kotte, Grotenbreg, Najah 13', Osman, Calor, Mercan 69' ( Gouw), Fortes 62' ( Acheffay), Koreniuk, Daniel 86' ( Beekman) RESERVEBANK: Brummel, Musaba, Leeflang | Sander Danes, Koos Werkman, Johan Wigger 46' ( Tiemen van Hezel), Thomas Bakker 45+2', Ashwin Manuhutu, Danny Bouws 54' ( Junior Albertus), Mark Veldmate 59' ( Derian Reinders), Glenn Kobussen, Sargon Gouriye, Pim de Jonge, Rob van der Leij RESERVEBANK: Ramon Nijland, Hamid Zarbaf |  |
| Stadion: Nationaal Sportcentrum Papendal, Arnhem Toeschouwers: 425 Arbiter: J. Vries Assistenten: K. Bodde Assistenten: A. van Rijnsbergen 4de official: K. Klunder |                                      |           |                                     | Tørnes, Faye 15', Oude Kotte, Grotenbreg, Najah 13', Osman, Calor, Mercan 69' ( Gouw), Fortes 62' ( Acheffay), Koreniuk, Daniel 86' ( Beekman) RESERVEBANK: Brummel, Musaba, Leeflang | Sander Danes, Koos Werkman, Johan Wigger 46' ( Tiemen van Hezel), Thomas Bakker 45+2', Ashwin Manuhutu, Danny Bouws 54' ( Junior Albertus), Mark Veldmate 59' ( Derian Reinders), Glenn Kobussen, Sargon Gouriye, Pim de Jonge, Rob van der Leij RESERVEBANK: Ramon Nijland, Hamid Zarbaf |  |
| |                                      |           |                                     | | |  |

Speelronde 31:
| zaterdag 22 april 2017, 14:30 | BVV Barendrecht                    | 3–1 (1–0) | Jong Vitesse | Opstelling BVV Barendrecht | Opstelling Jong Vitesse |  |
| Stadion: Sportpark de Bongerd, Barendrecht Toeschouwers: 450 Arbiter: E. Bijl Assistenten: D. Frijn Assistenten: S. van der Vrande 4de official: A. van Kraay | Eekman 18' Salem 89' Jongman 90+5' |           | 85' Osman    | Marc van Splunter, Tim Eekman, Jeffrey Aarts, Wilson Lima 76' ( Richard Stolte), Yorik van Deelen, Joey Jongman, Danny Monster, Max van Dijk, Daniël Esajas 86' ( Dimitry Gomes Almeida), Melvin Winterberg 90+1' ( Michael Bommeleijn), Ramy Salem 90' RESERVEBANK: Roy Rondeltap, Richie Basoski, Ali Khaldi | Tørnes, Lelieveld, Oude Kotte, Najah 90+4', Osman, Calor 71' ( Tavares Lopes), Mercan, Fortes 46' ( Gouw), Koreniuk, Daniel, Seedorf RESERVEBANK: Brummel, Van der Spek |  |
| Stadion: Sportpark de Bongerd, Barendrecht Toeschouwers: 450 Arbiter: E. Bijl Assistenten: D. Frijn Assistenten: S. van der Vrande 4de official: A. van Kraay |                                    |           |              | Marc van Splunter, Tim Eekman, Jeffrey Aarts, Wilson Lima 76' ( Richard Stolte), Yorik van Deelen, Joey Jongman, Danny Monster, Max van Dijk, Daniël Esajas 86' ( Dimitry Gomes Almeida), Melvin Winterberg 90+1' ( Michael Bommeleijn), Ramy Salem 90' RESERVEBANK: Roy Rondeltap, Richie Basoski, Ali Khaldi | Tørnes, Lelieveld, Oude Kotte, Najah 90+4', Osman, Calor 71' ( Tavares Lopes), Mercan, Fortes 46' ( Gouw), Koreniuk, Daniel, Seedorf RESERVEBANK: Brummel, Van der Spek |  |
| Stadion: Sportpark de Bongerd, Barendrecht Toeschouwers: 450 Arbiter: E. Bijl Assistenten: D. Frijn Assistenten: S. van der Vrande 4de official: A. van Kraay |                                    |           |              | Marc van Splunter, Tim Eekman, Jeffrey Aarts, Wilson Lima 76' ( Richard Stolte), Yorik van Deelen, Joey Jongman, Danny Monster, Max van Dijk, Daniël Esajas 86' ( Dimitry Gomes Almeida), Melvin Winterberg 90+1' ( Michael Bommeleijn), Ramy Salem 90' RESERVEBANK: Roy Rondeltap, Richie Basoski, Ali Khaldi | Tørnes, Lelieveld, Oude Kotte, Najah 90+4', Osman, Calor 71' ( Tavares Lopes), Mercan, Fortes 46' ( Gouw), Koreniuk, Daniel, Seedorf RESERVEBANK: Brummel, Van der Spek |  |
| |                                    |           |              | | |  |

Speelronde 32:
| zaterdag 29 april 2017, 18:00 | Jong Vitesse | 1–2 (0–1) | VV Katwijk             | Opstelling Jong Vitesse | Opstelling VV Katwijk |  |
| Stadion: Nationaal Sportcentrum Papendal, Arnhem Toeschouwers: 200 Arbiter: M. Nagtegaal Assistenten: J. Waleveld Assistenten: H. Kucukerbir 4de official: G. Briene | Daniel 64'   |           | 39' Susan 76' Blokland | Brummel, Lelieveld, Oude Kotte, Najah 13', Calor, Mercan, Gouw 62' ( Schuurman), Fortes 62' ( Buitink), Daniel 72' ( Potjes), Ten Thije, Seedorf RESERVEBANK: Dronkers, Boleij | Mark de Vries, Bennie van Noord, Kay Blokland, Omar Hamdi, Guus van Weerdenburg, Paul de Lange, Robbert Susan, Mark de Loor 87' ( Sabir Akachau-Achefay), Mike van den Ban 75' ( Donny van Oijen), Marciano Aalders 71' ( Marciano Mengerink), Steven Sánchez Angulo RESERVEBANK: Steven Verstraten, Jessie Vink, Rick Arnoldus, Stefan Plat |  |
| Stadion: Nationaal Sportcentrum Papendal, Arnhem Toeschouwers: 200 Arbiter: M. Nagtegaal Assistenten: J. Waleveld Assistenten: H. Kucukerbir 4de official: G. Briene |              |           |                        | Brummel, Lelieveld, Oude Kotte, Najah 13', Calor, Mercan, Gouw 62' ( Schuurman), Fortes 62' ( Buitink), Daniel 72' ( Potjes), Ten Thije, Seedorf RESERVEBANK: Dronkers, Boleij | Mark de Vries, Bennie van Noord, Kay Blokland, Omar Hamdi, Guus van Weerdenburg, Paul de Lange, Robbert Susan, Mark de Loor 87' ( Sabir Akachau-Achefay), Mike van den Ban 75' ( Donny van Oijen), Marciano Aalders 71' ( Marciano Mengerink), Steven Sánchez Angulo RESERVEBANK: Steven Verstraten, Jessie Vink, Rick Arnoldus, Stefan Plat |  |
| Stadion: Nationaal Sportcentrum Papendal, Arnhem Toeschouwers: 200 Arbiter: M. Nagtegaal Assistenten: J. Waleveld Assistenten: H. Kucukerbir 4de official: G. Briene |              |           |                        | Brummel, Lelieveld, Oude Kotte, Najah 13', Calor, Mercan, Gouw 62' ( Schuurman), Fortes 62' ( Buitink), Daniel 72' ( Potjes), Ten Thije, Seedorf RESERVEBANK: Dronkers, Boleij | Mark de Vries, Bennie van Noord, Kay Blokland, Omar Hamdi, Guus van Weerdenburg, Paul de Lange, Robbert Susan, Mark de Loor 87' ( Sabir Akachau-Achefay), Mike van den Ban 75' ( Donny van Oijen), Marciano Aalders 71' ( Marciano Mengerink), Steven Sánchez Angulo RESERVEBANK: Steven Verstraten, Jessie Vink, Rick Arnoldus, Stefan Plat |  |
| |              |           |                        | | |  |

Speelronde 33:
| zaterdag 6 mei 2017, 18:00 | Excelsior Maassluis                            | 5–2 (2–0) | Jong Vitesse           | Opstelling Excelsior Maassluis | Opstelling Jong Vitesse |  |
| Stadion: Sportpark Lavendelstraat, Maassluis Arbiter: C. Mulder Assistenten: N. Stuifzand Assistenten: M. Adriaans 4de official: M. de Bruijn | Van Ooijen 13' 59' 65' Vink 39' Berkhout 90+3' |           | 60' Lelieveld 87' Kusi | Jean-Paul van Leeuwen, Michael Poeljes, Daan Smith 60', Sefa Kurt, Niels Redert, Kilian Berkhout, Kevin Dercks 80' ( Walter Bennett), Kevin Ringeling, Kevin Vink 66' ( Stephan Kruithof), Vincent van den Berg 61', Dean van Ooijen 79' ( Adair Veiga Lopes) RESERVEBANK: Jesse Lub, Ahmet Demirtas | Houwen, Lelieveld 64' ( Kusi), Oude Kotte, Potjes 54', Osman 51', Calor, Mercan, Gouw 63' ( Fortes), Korjan, Ten Thije, Seedorf 64' ( Schuurman) RESERVEBANK: Brummel, Acheffay, Berden |  |
| Stadion: Sportpark Lavendelstraat, Maassluis Arbiter: C. Mulder Assistenten: N. Stuifzand Assistenten: M. Adriaans 4de official: M. de Bruijn |                                                |           |                        | Jean-Paul van Leeuwen, Michael Poeljes, Daan Smith 60', Sefa Kurt, Niels Redert, Kilian Berkhout, Kevin Dercks 80' ( Walter Bennett), Kevin Ringeling, Kevin Vink 66' ( Stephan Kruithof), Vincent van den Berg 61', Dean van Ooijen 79' ( Adair Veiga Lopes) RESERVEBANK: Jesse Lub, Ahmet Demirtas | Houwen, Lelieveld 64' ( Kusi), Oude Kotte, Potjes 54', Osman 51', Calor, Mercan, Gouw 63' ( Fortes), Korjan, Ten Thije, Seedorf 64' ( Schuurman) RESERVEBANK: Brummel, Acheffay, Berden |  |
| Stadion: Sportpark Lavendelstraat, Maassluis Arbiter: C. Mulder Assistenten: N. Stuifzand Assistenten: M. Adriaans 4de official: M. de Bruijn |                                                |           |                        | Jean-Paul van Leeuwen, Michael Poeljes, Daan Smith 60', Sefa Kurt, Niels Redert, Kilian Berkhout, Kevin Dercks 80' ( Walter Bennett), Kevin Ringeling, Kevin Vink 66' ( Stephan Kruithof), Vincent van den Berg 61', Dean van Ooijen 79' ( Adair Veiga Lopes) RESERVEBANK: Jesse Lub, Ahmet Demirtas | Houwen, Lelieveld 64' ( Kusi), Oude Kotte, Potjes 54', Osman 51', Calor, Mercan, Gouw 63' ( Fortes), Korjan, Ten Thije, Seedorf 64' ( Schuurman) RESERVEBANK: Brummel, Acheffay, Berden |  |
| Bijz.: Jong Vitesse degradeert naar de Derde divisie                                                                                          |                                                |           |                        | | |  |

Speelronde 34:
| zaterdag 13 mei 2017, 18:00 | Jong Vitesse  | 2–2 (0–2) | De Treffers              | Opstelling Jong Vitesse | Opstelling De Treffers |  |
| Stadion: Nationaal Sportcentrum Papendal, Arnhem Toeschouwers: 275 Arbiter: S. Veerkamp Assistenten: N. Buijense Assistenten: T. Krijt | Osman 71' 86' |           | 10' Meeuwsen 41' Keukens | Tørnes, Lelieveld 62' ( Klein-Holte), Faye, Oude Kotte, Kusi, Osman, Calor, Mercan, Gouw 79' ( Scharrenberg), Korjan, Van Bergen 63' ( Berden) RESERVEBANK: Brummel, Dkidak, Beekman | Niels Kornelis, Pim Balkestein, Frenk Keukens, Joris Janssen, Daniël van Straaten 76' ( Hafid Sarkouk), Jan-Willem Stronks 64' ( Bram Eltink), Bas Hendriks, Wesley Meeuwsen, Nick de Bondt, Coen Maertzdorf, Robert Mutzers 23' ( Rick Verbeek) RESERVEBANK: Jordy van de Kracht, Luuk Langeveld, Remy Raterink |  |
| Stadion: Nationaal Sportcentrum Papendal, Arnhem Toeschouwers: 275 Arbiter: S. Veerkamp Assistenten: N. Buijense Assistenten: T. Krijt |               |           |                          | Tørnes, Lelieveld 62' ( Klein-Holte), Faye, Oude Kotte, Kusi, Osman, Calor, Mercan, Gouw 79' ( Scharrenberg), Korjan, Van Bergen 63' ( Berden) RESERVEBANK: Brummel, Dkidak, Beekman | Niels Kornelis, Pim Balkestein, Frenk Keukens, Joris Janssen, Daniël van Straaten 76' ( Hafid Sarkouk), Jan-Willem Stronks 64' ( Bram Eltink), Bas Hendriks, Wesley Meeuwsen, Nick de Bondt, Coen Maertzdorf, Robert Mutzers 23' ( Rick Verbeek) RESERVEBANK: Jordy van de Kracht, Luuk Langeveld, Remy Raterink |  |
| Stadion: Nationaal Sportcentrum Papendal, Arnhem Toeschouwers: 275 Arbiter: S. Veerkamp Assistenten: N. Buijense Assistenten: T. Krijt |               |           |                          | Tørnes, Lelieveld 62' ( Klein-Holte), Faye, Oude Kotte, Kusi, Osman, Calor, Mercan, Gouw 79' ( Scharrenberg), Korjan, Van Bergen 63' ( Berden) RESERVEBANK: Brummel, Dkidak, Beekman | Niels Kornelis, Pim Balkestein, Frenk Keukens, Joris Janssen, Daniël van Straaten 76' ( Hafid Sarkouk), Jan-Willem Stronks 64' ( Bram Eltink), Bas Hendriks, Wesley Meeuwsen, Nick de Bondt, Coen Maertzdorf, Robert Mutzers 23' ( Rick Verbeek) RESERVEBANK: Jordy van de Kracht, Luuk Langeveld, Remy Raterink |  |
| |               |           |                          | | |  |

### Oefenwedstrijden Jong Vitesse
| zaterdag 16 juli 2016                            | Jong Vitesse | 0–2 (0–2) | Al-Taawon FC | Opstelling Jong Vitesse | Opstelling Al-Taawon FC |
| Stadion: Nationaal Sportcentrum Papendal, Arnhem |              |           | ?            | Dronkers, Zakir, Nusuev, Potjes, Van Doorn, Schuurman, Ten Tije, Calor, Daniel, Cameron, Koreniuk RESERVEBANK: Brummel, Van Essen, Klein-Holte, Scharrenberg, Berden, Van Dijk, Munter, Mercan |                         |
| Stadion: Nationaal Sportcentrum Papendal, Arnhem |              |           |              | Dronkers, Zakir, Nusuev, Potjes, Van Doorn, Schuurman, Ten Tije, Calor, Daniel, Cameron, Koreniuk RESERVEBANK: Brummel, Van Essen, Klein-Holte, Scharrenberg, Berden, Van Dijk, Munter, Mercan |                         |
| Stadion: Nationaal Sportcentrum Papendal, Arnhem |              |           |              | Dronkers, Zakir, Nusuev, Potjes, Van Doorn, Schuurman, Ten Tije, Calor, Daniel, Cameron, Koreniuk RESERVEBANK: Brummel, Van Essen, Klein-Holte, Scharrenberg, Berden, Van Dijk, Munter, Mercan |                         |
|                                                  |              |           |              | |                         |

| dinsdag 19 juli 2016                                                                      | Bruse Boys        | 1–7 (1–2) | Jong Vitesse                                                               | Opstelling Bruse Boys | Opstelling Jong Vitesse |
| Stadion: Sportpark vv Bruse Boys, Bruinisse Toeschouwers: 150 Arbiter: H. van de Ketterij | Vroegindeweij 15' |           | 16' 55' Buitink 39' Ten Thije 63' Van Dijk 66' Daniel 68' Berden 88' Calor |                       |                         |
| Stadion: Sportpark vv Bruse Boys, Bruinisse Toeschouwers: 150 Arbiter: H. van de Ketterij |                   |           |                                                                            |                       |                         |
| Stadion: Sportpark vv Bruse Boys, Bruinisse Toeschouwers: 150 Arbiter: H. van de Ketterij |                   |           |                                                                            |                       |                         |
|                                                                                           |                   |           |                                                                            |                       |                         |

| donderdag 21 juli 2016               | v.v. Goes                | 3–5 (2–1) | Jong Vitesse               | Opstelling v.v. Goes | Opstelling Jong Vitesse |
| Stadion: Sportpark Het Schenge, Goes | De Kroo Franse Hollemans |           | Schuurman Mercan Ten Thije |                      |                         |
| Stadion: Sportpark Het Schenge, Goes |                          |           |                            |                      |                         |
| Stadion: Sportpark Het Schenge, Goes |                          |           |                            |                      |                         |
|                                      |                          |           |                            |                      |                         |

| dinsdag 26 juli 2016                                                                                     | Jong Vitesse                    | 3–2 (3–0) | Achilles '29                       | Opstelling Jong Vitesse | Opstelling Achilles '29 |  |
| Stadion: Nationaal Sportcentrum Papendal, Arnhem Arbiter: Smeenk Assistenten: Toonen Assistenten: Holtus | Oude Kotte 10' Koreniuk 13' 38' |           | 87' (pen.) Popalzay 89' Versteegen | Brummel, Schorea 81' ( Van Essen), Klein-Holte 68' ( Potjes), Oude Kotte, Faye, Schuurman, Mercan 63' ( Calor), Korjan, Van Bergen 70' ( Berden), Daniel, Koreniuk RESERVEBANK: Bayazit, Lucassen, Van Dijk | Te Loeke, Boelens 46' ( Raterink), Beijer 78' ( Klein Kranenberg), Van de Beek 70' ( Boogers), Sürmeli, Hendriks 70' ( Versteegen), Hemmink 63' ( Maeda), Van Steen 78' ( Gortemaker), Dekkers 78' ( Elders), Thoone 63' ( Popalzay), Zeller 78' ( Loen) RESERVEBANK: Beers |  |
| Stadion: Nationaal Sportcentrum Papendal, Arnhem Arbiter: Smeenk Assistenten: Toonen Assistenten: Holtus |                                 |           |                                    | Brummel, Schorea 81' ( Van Essen), Klein-Holte 68' ( Potjes), Oude Kotte, Faye, Schuurman, Mercan 63' ( Calor), Korjan, Van Bergen 70' ( Berden), Daniel, Koreniuk RESERVEBANK: Bayazit, Lucassen, Van Dijk | Te Loeke, Boelens 46' ( Raterink), Beijer 78' ( Klein Kranenberg), Van de Beek 70' ( Boogers), Sürmeli, Hendriks 70' ( Versteegen), Hemmink 63' ( Maeda), Van Steen 78' ( Gortemaker), Dekkers 78' ( Elders), Thoone 63' ( Popalzay), Zeller 78' ( Loen) RESERVEBANK: Beers |  |
| Stadion: Nationaal Sportcentrum Papendal, Arnhem Arbiter: Smeenk Assistenten: Toonen Assistenten: Holtus |                                 |           |                                    | Brummel, Schorea 81' ( Van Essen), Klein-Holte 68' ( Potjes), Oude Kotte, Faye, Schuurman, Mercan 63' ( Calor), Korjan, Van Bergen 70' ( Berden), Daniel, Koreniuk RESERVEBANK: Bayazit, Lucassen, Van Dijk | Te Loeke, Boelens 46' ( Raterink), Beijer 78' ( Klein Kranenberg), Van de Beek 70' ( Boogers), Sürmeli, Hendriks 70' ( Versteegen), Hemmink 63' ( Maeda), Van Steen 78' ( Gortemaker), Dekkers 78' ( Elders), Thoone 63' ( Popalzay), Zeller 78' ( Loen) RESERVEBANK: Beers |  |
| |                                 |           |                                    | | |  |

| zaterdag 30 juli 2016                            | Jong Vitesse | 2–3 (2–1) | Chelsea FC O21   | Opstelling Jong Vitesse                                                                            | Opstelling Chelsea FC O21                                                             |  |
| Stadion: Nationaal Sportcentrum Papendal, Arnhem | Daniel Barry |           | Colkett Chalobah | Brummel, Schorea, Klein-Holte, Potjes, Lucassen, Schuurman, Barry, Calor, Mercan, Daniel, Koreniuk | Cumming, Dabo, Grant, Colley, Chalobah, Colkett, Sterling, Sammut, Ugbo, Scott, Mount |  |
| Stadion: Nationaal Sportcentrum Papendal, Arnhem |              |           |                  | Brummel, Schorea, Klein-Holte, Potjes, Lucassen, Schuurman, Barry, Calor, Mercan, Daniel, Koreniuk | Cumming, Dabo, Grant, Colley, Chalobah, Colkett, Sterling, Sammut, Ugbo, Scott, Mount |  |
| Stadion: Nationaal Sportcentrum Papendal, Arnhem |              |           |                  | Brummel, Schorea, Klein-Holte, Potjes, Lucassen, Schuurman, Barry, Calor, Mercan, Daniel, Koreniuk | Cumming, Dabo, Grant, Colley, Chalobah, Colkett, Sterling, Sammut, Ugbo, Scott, Mount |  |
|                                                  |              |           |                  | |                                                                                       |  |

| zaterdag 6 augustus 2016                                                                                 | SC Genemuiden | 0–5 (0–3) | Jong Vitesse                       | Opstelling SC Genemuiden | Opstelling Jong Vitesse |  |
| Stadion: Sportpark de Wetering, Genemuiden Arbiter: Fledderus Assistenten: Ter Bork Assistenten: Bosscha |               |           | 18' 42' 74' 77' Dauda 29' Koreniuk | Albert Flier, Dirk Muis, Mike van der Kooij ' ( William Jansen), Christian Riemens, Wouter van der Molen, Jacco Riemens 60' ( Etiënne Moorman), Patrick Lip, Anne van der Kolk 60' ( Mark de Haan), Job van Dalfsen, Danny Menting, Omar Kavak RESERVEBANK: Robert Riezebos, Martijn Jansen | Houwen, Schorea, Klein-Holte, Schuurman, Faye, Mercan, Daniel, Calor, Dauda, Van Dijk, Koreniuk RESERVEBANK: Brummel, Zakir, Scharrenberg, Van Essen, Grotenbreg |  |
| Stadion: Sportpark de Wetering, Genemuiden Arbiter: Fledderus Assistenten: Ter Bork Assistenten: Bosscha |               |           |                                    | Albert Flier, Dirk Muis, Mike van der Kooij ' ( William Jansen), Christian Riemens, Wouter van der Molen, Jacco Riemens 60' ( Etiënne Moorman), Patrick Lip, Anne van der Kolk 60' ( Mark de Haan), Job van Dalfsen, Danny Menting, Omar Kavak RESERVEBANK: Robert Riezebos, Martijn Jansen | Houwen, Schorea, Klein-Holte, Schuurman, Faye, Mercan, Daniel, Calor, Dauda, Van Dijk, Koreniuk RESERVEBANK: Brummel, Zakir, Scharrenberg, Van Essen, Grotenbreg |  |
| Stadion: Sportpark de Wetering, Genemuiden Arbiter: Fledderus Assistenten: Ter Bork Assistenten: Bosscha |               |           |                                    | Albert Flier, Dirk Muis, Mike van der Kooij ' ( William Jansen), Christian Riemens, Wouter van der Molen, Jacco Riemens 60' ( Etiënne Moorman), Patrick Lip, Anne van der Kolk 60' ( Mark de Haan), Job van Dalfsen, Danny Menting, Omar Kavak RESERVEBANK: Robert Riezebos, Martijn Jansen | Houwen, Schorea, Klein-Holte, Schuurman, Faye, Mercan, Daniel, Calor, Dauda, Van Dijk, Koreniuk RESERVEBANK: Brummel, Zakir, Scharrenberg, Van Essen, Grotenbreg |  |
| |               |           |                                    | | |  |

| dinsdag 14 februari 2017                | FC Eindhoven | 3–2 (2–1) | Jong Vitesse                    | Opstelling FC Eindhoven | Opstelling Jong Vitesse |
| Stadion: Jan Louwers Stadion, Eindhoven | ? ?          |           | Quincy Kluivert Mats Grotenbreg |                         |                         |
| Stadion: Jan Louwers Stadion, Eindhoven |              |           |                                 |                         |                         |
| Stadion: Jan Louwers Stadion, Eindhoven |              |           |                                 |                         |                         |
|                                         |              |           |                                 |                         |                         |

## Clubstatistieken Jong Vitesse seizoen 2016/17
Legenda:

Winst Gelijk Verlies

### Punten en stand per speelronde
| Speelronde            | 01 | 02 | 03 | 04 | 05 | 06 | 07 | 08 | 09 | 10 | 11 | 12 | 13* | 14 | 15 | *  | 16 | 17 | 18 | 19 | 21 | 22 | 24 | 20 | 25 | 26 | 23 | 27 | 13* | 28 | 29 | 30 | 31 | 32 | 33 | 34 |
| --------------------- | -- | -- | -- | -- | -- | -- | -- | -- | -- | -- | -- | -- | --- | -- | -- | -- | -- | -- | -- | -- | -- | -- | -- | -- | -- | -- | -- | -- | --- | -- | -- | -- | -- | -- | -- | -- |
| Punten per speelronde | 0  | 0  | 3  | 0  | 1  | 3  | 3  | 0  | 3  | 3  | 0  | 0  | 1   | 3  | 0  | −4 | 0  | 0  | 3  | 3  | 0  | 1  | 0  | 3  | 0  | 0  | 3  | 0  | 0   | 1  | 0  | 3  | 0  | 0  | 0  | 1  |
| Punten na speelronde  | 0  | 0  | 3  | 3  | 4  | 7  | 10 | 10 | 13 | 16 | 16 | 16 | 17  | 20 | 20 | 16 | 16 | 16 | 19 | 22 | 22 | 23 | 23 | 26 | 26 | 26 | 29 | 29 | 29  | 30 | 30 | 33 | 33 | 33 | 33 | 34 |
| Stand na speelronde   | 17 | 17 | 13 | 15 | 14 | 10 | 9  | 12 | 9  | 6  | 8  | 9  | 9   | 9  | 9  | 13 | ?  | 16 | 14 | 12 | 15 | 15 | 15 | 12 | 16 | 16 | 14 | 15 | 16  | 15 | 16 | ?  | 16 | 17 | 17 | 17 |

| (Eind)stand | Kwalificatie voor                                |
| ----------- | ------------------------------------------------ |
| 1           | Kampioen, promotie naar de Eerste Divisie        |
| 2 t/m 14    | –                                                |
| 15, 16      | Play-offs tegen degradatie naar de Derde divisie |
| 17, 18      | Degradatie naar de Derde divisie                 |

* De wedstrijd Jong Vitesse – BVV Barendrecht van 12 november 2016 (4–4) werd door de KNVB ongeldig verklaard. Vitesse kreeg tevens 3 punten aftrek. De reden hiervoor was dat Jong Vitesse de wedstrijd met 3 spelers uit het eerste elftal speelde, terwijl maximaal 2 zijn toegestaan.

### Topscorers
Bijgewerkt t/m 17 mei 2017.

| Pos. | Speler                   | Wedstrijden | Goal |
| ---- | ------------------------ | ----------- | ---- |
| 1.   | Arsjak Korjan            | 18          | 10   |
| 2.   | Kai Koreniuk             | 19          | 9    |
| 3.   | Abiola Dauda Cali Daniel | 6 17        | 7    |

### Assists
Bijgewerkt t/m 17 mei 2017.

| Pos. | Speler            | Wedstrijden | Assist |
| ---- | ----------------- | ----------- | ------ |
| 1.   | Arsjak Korjan     | 18          | 5      |
| 2.   | Mohammed Osman    | 26          | 4      |
| 3.   | Thomas Oude Kotte | 31          | 3      |